# Pohlavní styk

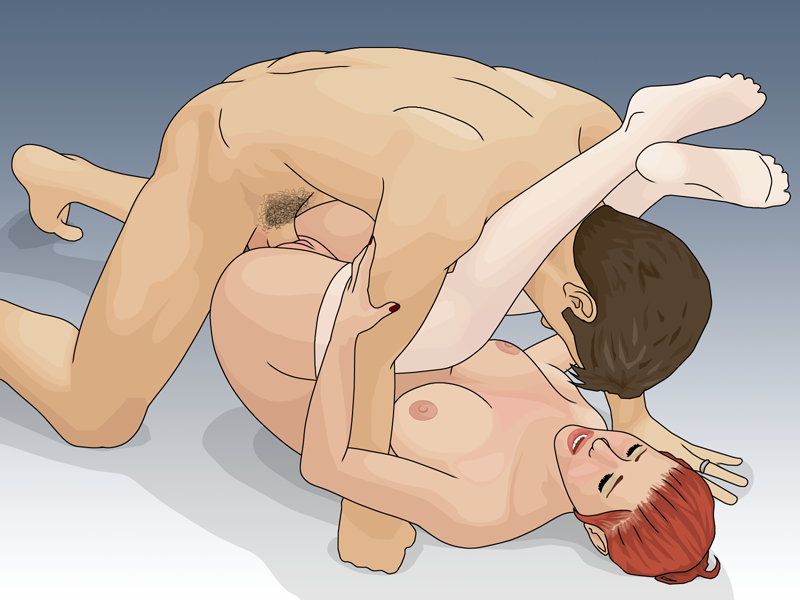
Pohlavní styk (příklad)

Pohlavní styk (též milování, sexuální styk nebo obecně sex) je jakýkoliv způsob ukájení sexuálního pudu na osobě stejného či jiného pohlaví. Takto vymezený pohlavní styk zahrnuje především soulož, nejčastěji chápanou jako penilně-vaginální styk, tedy úkon vložení ztopořeného penisu muže do ženiny pochvy. Jako nekoitální způsoby pohlavního styku, jež jsou se souloží srovnatelné, chápe český právní řád v první řadě orální pohlavní styk (orální sex, tedy felaci či cunnilingus), anální sex a zasouvání prstů či předmětů do ženského pohlavního ústrojí. Lze se setkat i s užším vymezením pohlavního styku jako penilně-vaginálního styku muže a ženy. Pohlavní styk je součástí lidského sexuálního chování. U zvířat se obdobný akt nazývá páření, u buněk a některých nižších živočichů je možné hledat analogii v nepohlavní konjugaci. Odborným označením soulože je koitus.
Pohlavní styk může, ale nemusí být zakončen orgasmem (vyvrcholením) a ejakulací jednoho nebo více partnerů. Prožívání pohlavního styku je individuální a kromě genetických dispozic hraje roli také zdravotní stav, věk, zkušenosti, fyzická a psychická kondice, hladina pohlavních hormonů a další faktory. Období, kdy dochází prvnímu pohlavnímu styku člověka, se může různit podle kultury. V moderním českém prostředí jde průměrně o dobu mezi sedmnáctým a osmnáctým rokem života, o něco dříve než v minulosti. Podobně jako u mnoha druhů zvířat má u člověka pohlavní styk význam nejen při množení druhu, ale i jako společenský akt. V moderní západní společnosti většina pohlavních aktů se snahou o rozmnožení nesouvisí a je vnímána jako rekreační. Předpokladem tohoto přístupu je využívání antikoncepce, tedy metod k zabránění početí (přerušovaná soulož, prezervativ, pesar, hormonální antikoncepce a podobně).
Lidská kultura často spojuje sexualitu a pohlavní styk s četnými zákazy a tabuizací. V mnoha náboženstvích (zejména abrahámovských) byl pohlavní styk tradičně vnímán jako nečistý a vyžadoval následnou rituální očistu. V některých sociálních skupinách se lze setkat se snahou omezení pohlavního styku na činnost provozovanou pouze za účelem zplození dítěte. Proti užívání antikoncepce (s výjimkou „přirozených metod“) se staví také katolická církev. V evropské kultuře byl v různých obdobích zakazován a trestán sex v jiných polohách než v misionářské, mimomanželský sex, sex nerespektující náboženské a sociální hranice (sexuální soužití křesťanů a Židů, soužití paní domu a sluhy) a různé projevy „sodomie“, tedy pohlavní styk se zvířetem či osobou stejného pohlaví. Rakouský trestní zákon znal také například „zmrhání pod slibem manželství“. Ve většině kultur se objevují rovněž restrikce pohlavního styku v období menstruace, motivované nábožensky, ale až do poloviny 20. století i vědecky. Moderní zkoumání však škodlivost pohlavního styku během menstruačního krvácení nepotvrdila. Pohlavní styk během těhotenství býval (například ve starověké Persii či ve viktoriánské medicíně) mylně odsuzován jako nebezpečný pro dítě, jinými kulturami (například ve starověké Indii) naopak podporován.
Moderní západní společnost považuje za nepřípustné především vynucování pohlavního styku pod nátlakem (a to, na rozdíl od minulosti, i v manželství) či soulož s nezletilým člověkem (v českém prostředí s osobou mladší 15 let). Zakázán je také incest, tedy pohlavní styk mezi nejbližšími příbuznými ve stupni, který by vylučoval manželství. Otázka incestu je předmětem debat. Zastánci jeho zákazu argumentují především ohrožením případného potomstva dědičnými chorobami; odpůrci tvrdí, že k věci neexistuje dostatek výzkumů a že bránit zplození potomků je možné i pomocí antikoncepce. Incest je nicméně vnímán též jako společenské tabu.

## Biologie a fyziologie

### Biologie pohlavního styku
Sexuální styk je pro jeho účastníky z evolučních důvodů zpravidla značně příjemný. Obvykle jej předchází milostná předehra, která navodí sexuální vzrušení partnerů a způsobí erekci (ztopoření) penisu a přirozenou lubrikaci (zvlhčení) pochvy. Ztopořený penis poté muž vsune do pochvy a jeden nebo oba partneři se doteky dále stimulují k dosažení ejakulace a orgasmu. Z pohledu oplodnění ženy není dosažení orgasmu podstatné, pro oplodnění vajíčka dostačuje pouze výron semene do oblasti pochvy a poté následné úspěšné spojení spermie s vajíčkem.

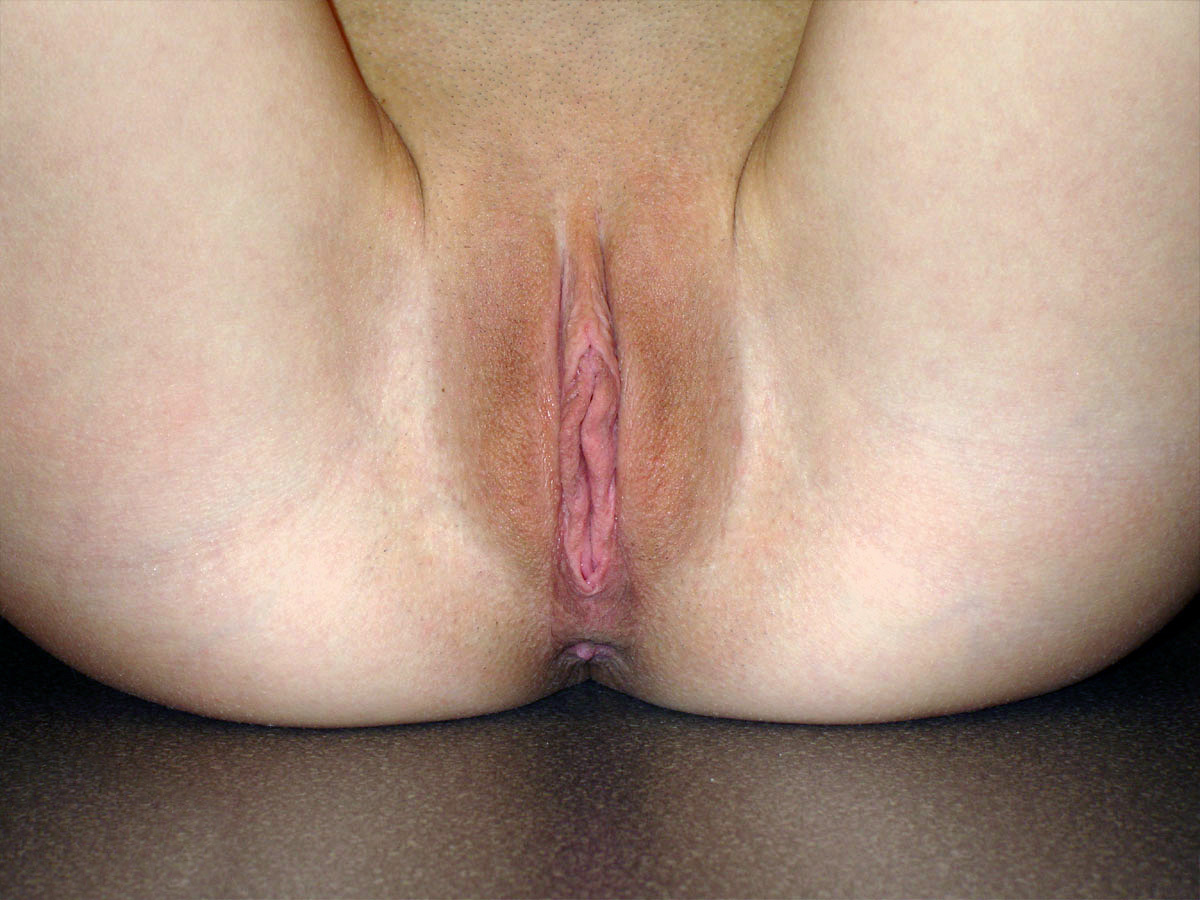
Ženská vulva.
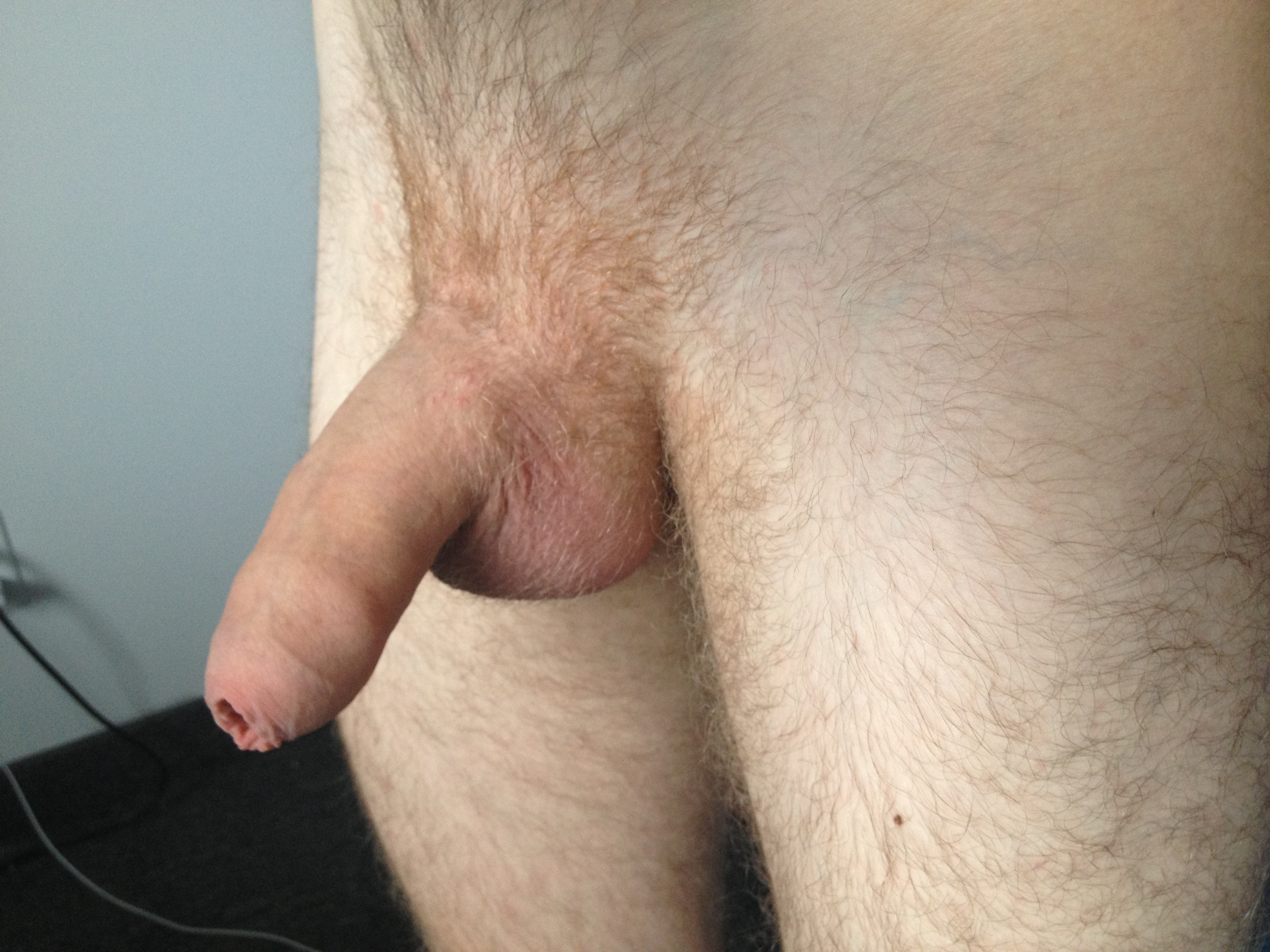
Mužské zevní pohlavní orgány. Na fotografii penis a šourek s varlaty.
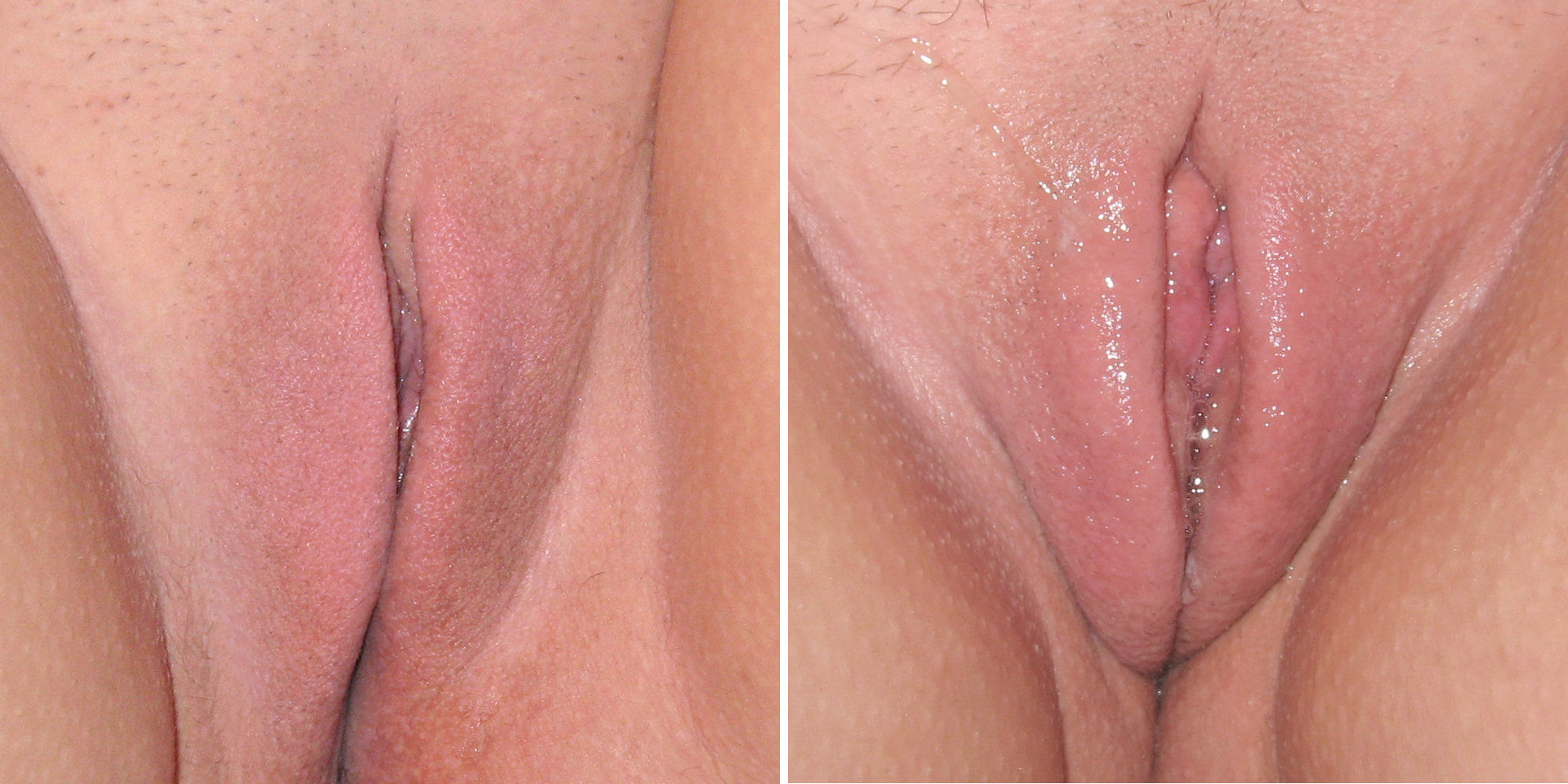
Zduření a lubrikace vulvy při vzrušení.
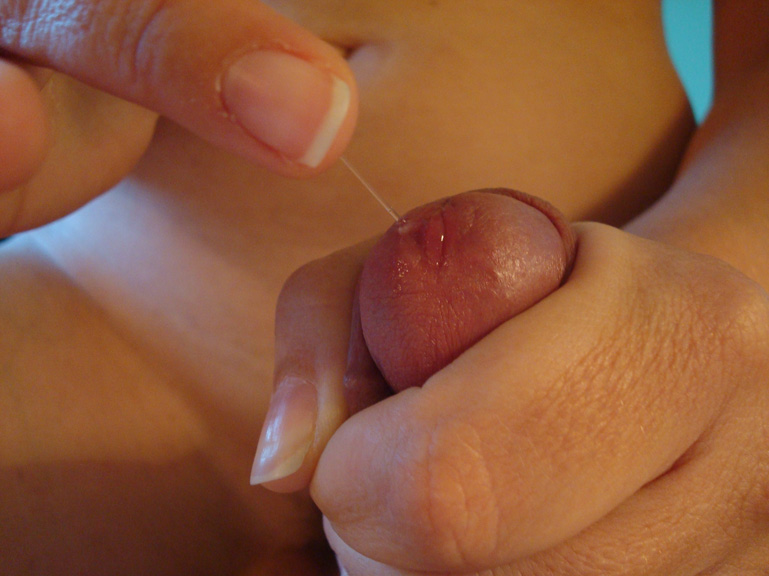
Během fáze vzrušení se z mužského penisu uvolňuje vazká tekutina – preejakulát –, jež rovněž napomáhá lubrikaci.
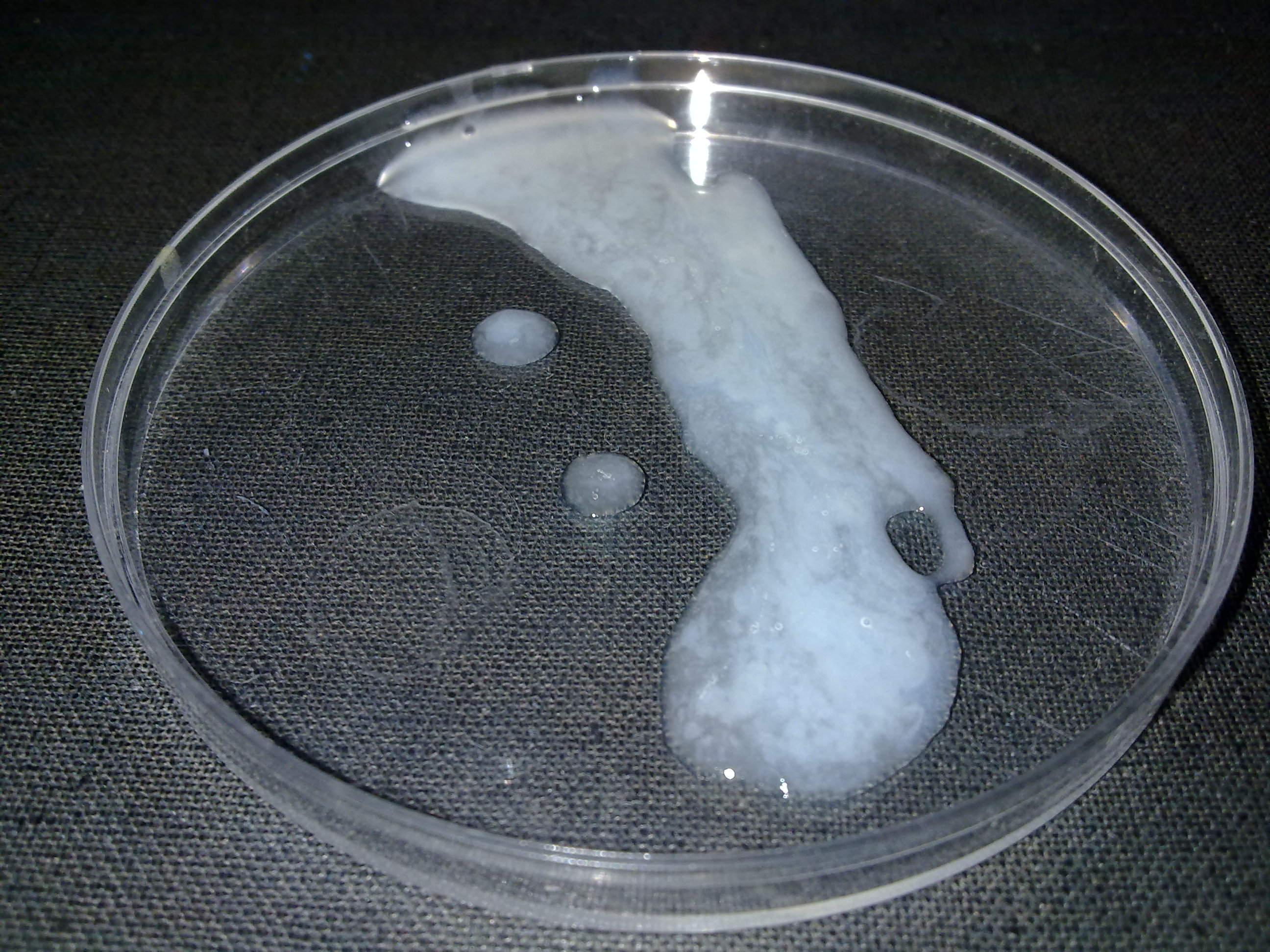
Lidský ejakulát se spermiemi
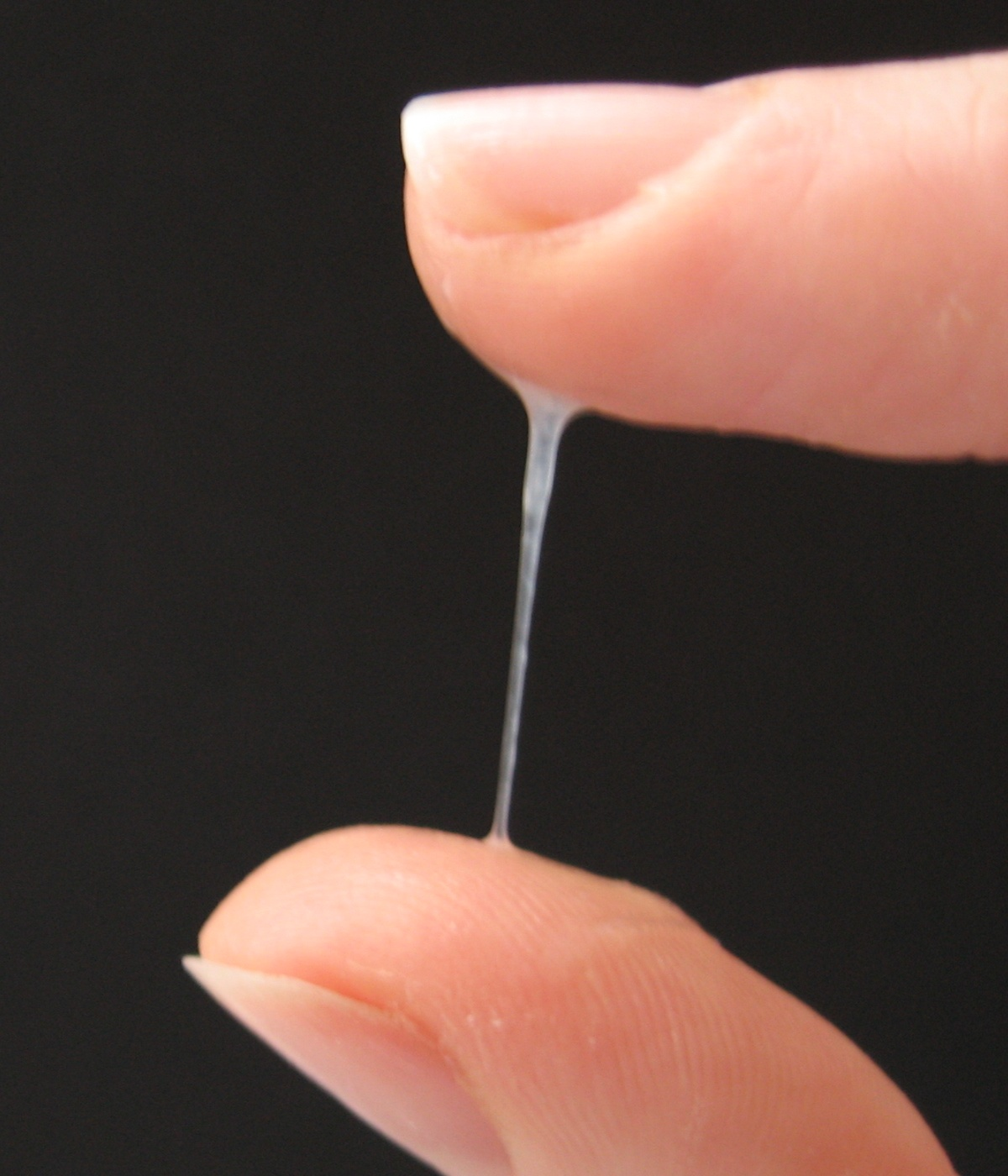
Vazká tekutina uvolňovaná při lubrikaci vulvy.

#### Lubrikace při pohlavním styku
Přirozená lubrikace vulvy omezuje nepříjemné pocity při tření během pohlavního styku. Na tvorbě lubrikace se podílí párové Bartholiniho žlázy, které jsou umístěny po levé a pravé straně pod poševním vchodem. Během fáze vzrušení se z mužského penisu uvolňuje vazká tekutina, která rovněž napomáhá lubrikaci. Anus lubrikací na dráždění nereaguje, při stimulaci řitního otvoru je třeba používat umělé lubrikanty.

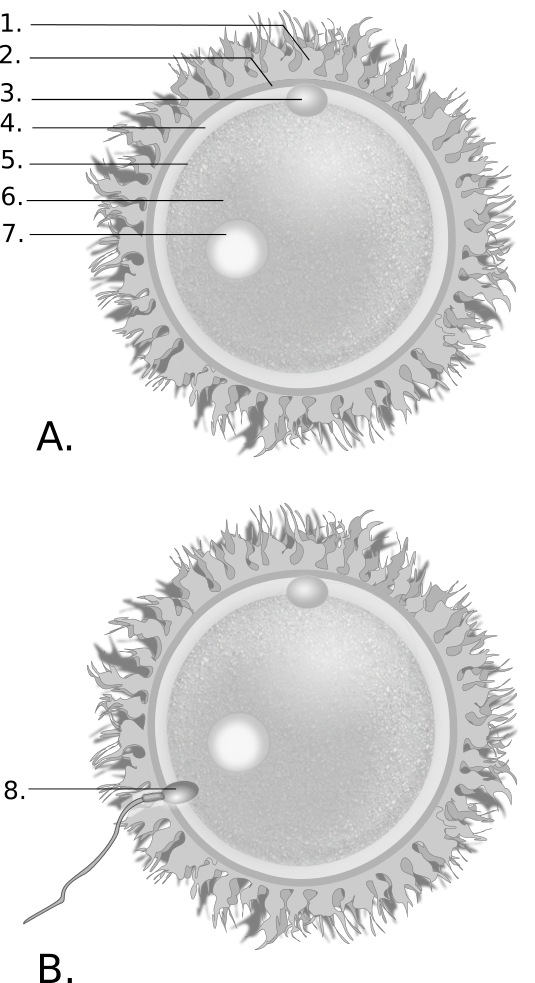
A – sekundární oocyt (II. řádu)
1. corona radiata; 2.zona pellucida; 3. polární tělísko; 4. perivitellinní prostor; 5. cytoplazmatická membrána (oolemma); 6. cytoplazma; 7. jádro;
B – oplodnění
8. spermie

### Biologie oplodnění
Koitus je základní reprodukční metoda druhu Homo sapiens, stejně jako savců. Během ejakulace, která obyčejně provází mužský orgasmus, série svalových stahů (kontrakcí) dopraví semeno obsahující mužské gamety nazývané spermiové buňky nebo spermie do pochvy. Následuje cesta spermií z pochvy přes děložní hrdlo (cervix) do dělohy a odtud do vejcovodů. Spermiové buňky mohou přežít v ženském těle 2–3 dny, podle některých autorů i více. Když se plodné ženské vajíčko nachází ve vejcovodech, spermie do něj pronikne a způsobí oplodnění (fertilizaci) a formaci nového embrya. Když oplodněné vajíčko dosáhne dělohy, zahnízdí se v děložní výstelce nazývané endometrium a začne těhotenství.
Pro oba účastníky sexuálního styku je vhodné uvážit, že jejich aktivita může velmi pravděpodobně způsobit těhotenství, nepoužijí-li adekvátní antikoncepční prostředky. Ale i pak je nutno možnost těhotenství připustit, protože žádná antikoncepce není 100% efektivní. Přerušovaná soulož (coitus interruptus) neboli „vytažení“ penisu z pochvy před ejakulací za efektivní metodu antikoncepce považována být nemůže a nelze ji doporučit. Jediné zcela spolehlivě fungující metody vyhnutí se těhotenství jsou sexuální abstinence a sterilizace. Externí styk, tedy sexuální aktivita bez vložení penisu do pochvy, může být prováděna bez rizika těhotenství za předpokladu, že spermie nepřijdou do kontaktu s vulvou (ženským zevním pohlavním ústrojím).
Někdy bývá za vhodnou antikoncepci považována také sexuální abstinence, avšak výchova k sexuální abstinenci může zvyšovat četnost těhotenství mezi nezletilými, je-li poskytována bez poučení o antikoncepci.
1: kapucka poštěváčku

2: poštěváček

3: levý malý stydký pysk

4: vyústění močové trubice

5: vstup do pochvy

6: hráz

(7: řitní otvor)

### Gynekologické modely penilně-vaginálního styku
Vědecké autority vytvořily dva modely fyziologie lidské reakce na sexuální podráždění při pohlavním styku. Jde o model Masterse a Johnsonové a o model biopsychosociální. Vědecké práce Masterse a Johnsonové, jež se zabývaly genitální anatomií a fyziologií pohlavního styku, pohlavní styk vyhodnotily jako zdravou a zcela přirozenou činnost, která je vhodným zdrojem potěšení a intimity. Podle jejich poznatků lze pohlavní styk rozdělit na tři fáze, po doplnění Helen Kaplan Singerovou o fázi uvolnění na čtyři fáze:
- sexuální vzrušení (excitace)
- fáze plateau
- vyvrcholení (orgasmus)
- uvolnění (rezoluce)

Fyziologický model sexuální odezvy Masterse a Johnsonové je nadále upravován a kritizován.

### Jiné formy sexuálního styku
Sexuální styk může mít nebo v širším smyslu zahrnovat i další formy, včetně pregenitálních a negenitálních: společenské a citové sbližování, negenitální formy mazlení (viz petting, necking, polibek), dále orální, manuální či instrumentální dráždění genitálu či penilně-anální styk. Některé z těchto aktivit nabývají na významu při styku mezi osobami téhož pohlaví, zejména homosexuálně orientovanými, mezi nimiž zpravidla klasický koitus není možný. Při klasické souloži se třou (malé stydké) pysky o žalud či předkožku. Některé z těchto aktivit jsou obecně často chápány jen jako přípravné, doplňkové či náhradní.
Anální sex
Anální sex (sodomie) je sexuální aktivita, při které dochází buď k anální souloži, či k nejrůznějším formám dráždění řitního otvoru (prsty, jazykem, erotickými pomůckami, atp.). Z medicínsko-epidemiologického hlediska se řadí mezi rizikové sexuální praktiky, což je dané zranitelností příslušných orgánů a septickou povahou konečníku. Protože konečník na rozdíl od pochvy postrádá přirozenou vlhkost, je při této praktice obvykle používán lubrikační gel.
Petting
Petting je výraz označující dotyk, mazlení, něžné laskání a hlazení partnera nebo partnerů. Smyslem je dráždit a vyvolat příjemné pocity u partnera, ale důvodem může být i zvědavost nebo snaha vyvolat touhu po pohlavním styku. Pouhý dotek na správném místě, správným způsobem, je často dostačující k vybuzení sexuální touhy. Jsou osoby, které vzrušuje dotýkat se anonymní osoby, takové chování se označuje frotérství.
Orální sex
Orální sex je sexuální aktivita, při níž jsou ústy, rty či jazykem stimulovány pohlavní orgány muže nebo ženy. Jde o tzv. orálně-genitální styk, který často slouží jako milostná předehra.

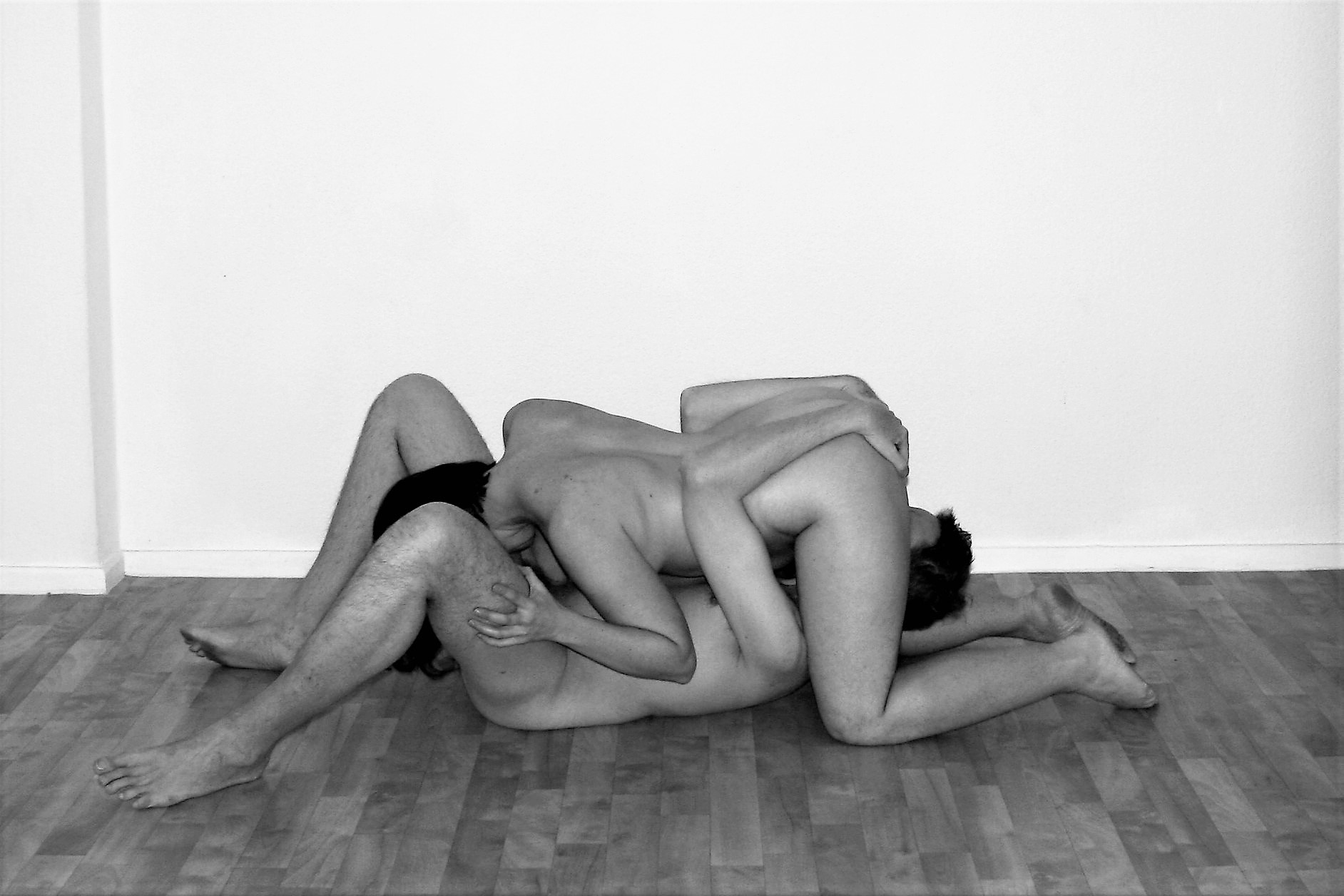
Vzájemný orální sex v poloze označované jako 69
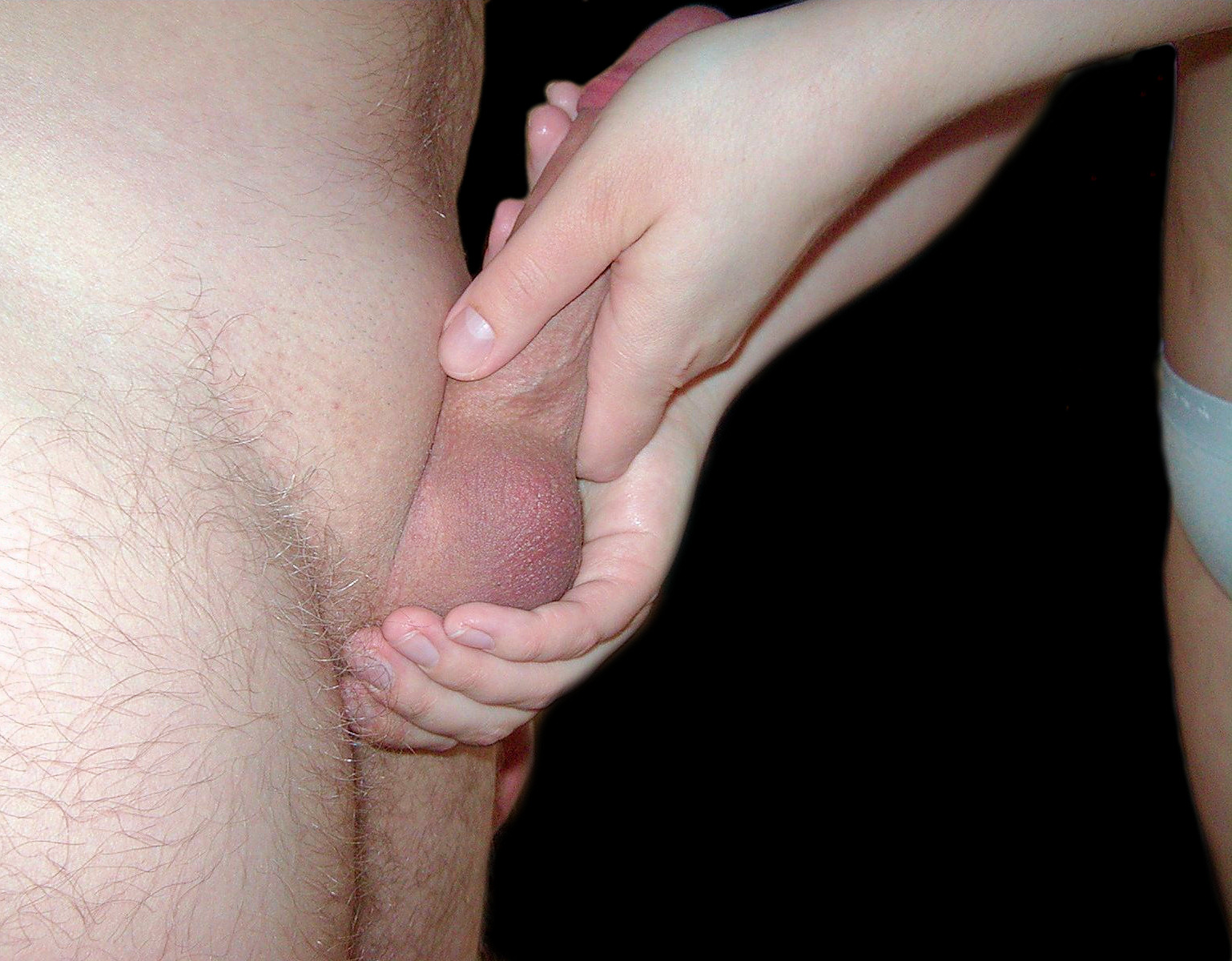
Stimulace penisu rukou
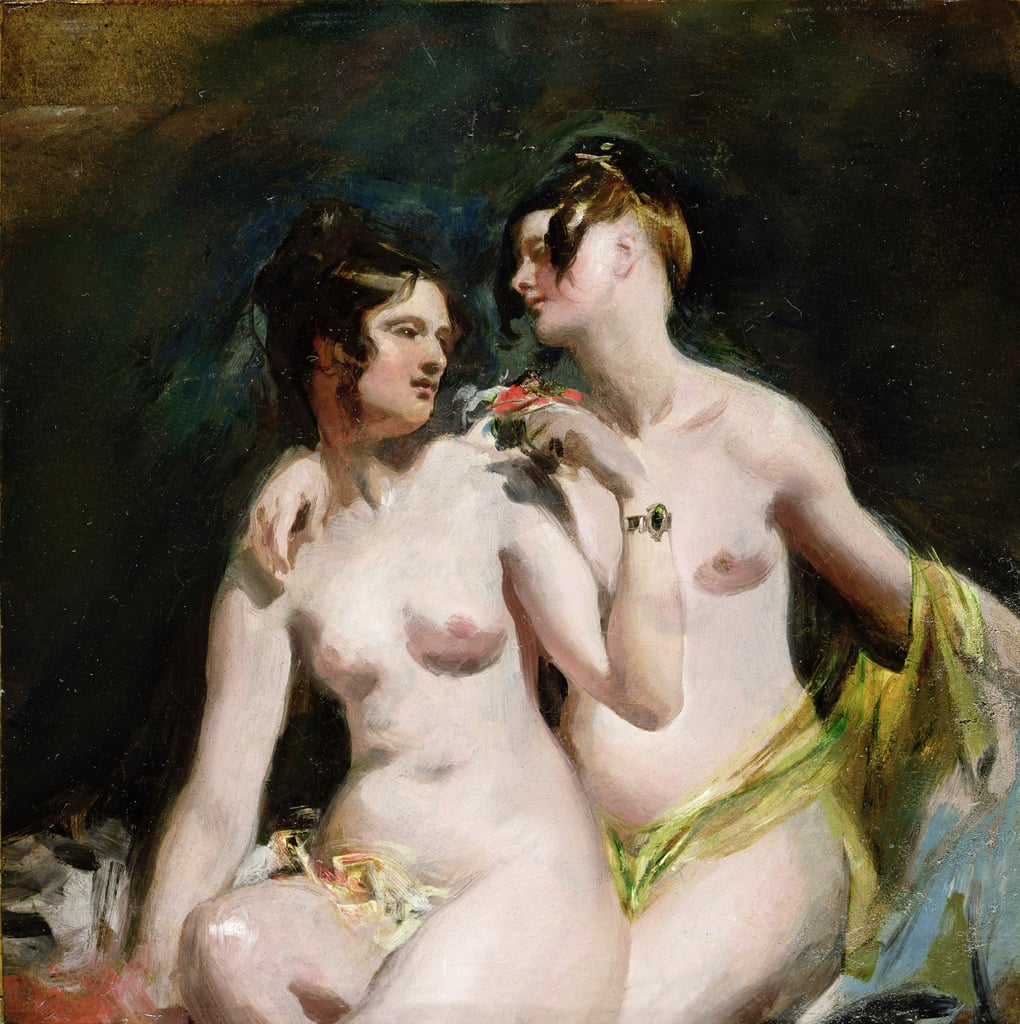
Petting, dráždění partnera doteky

## Statistika

### Statistika penilně-vaginálního pohlavního styku

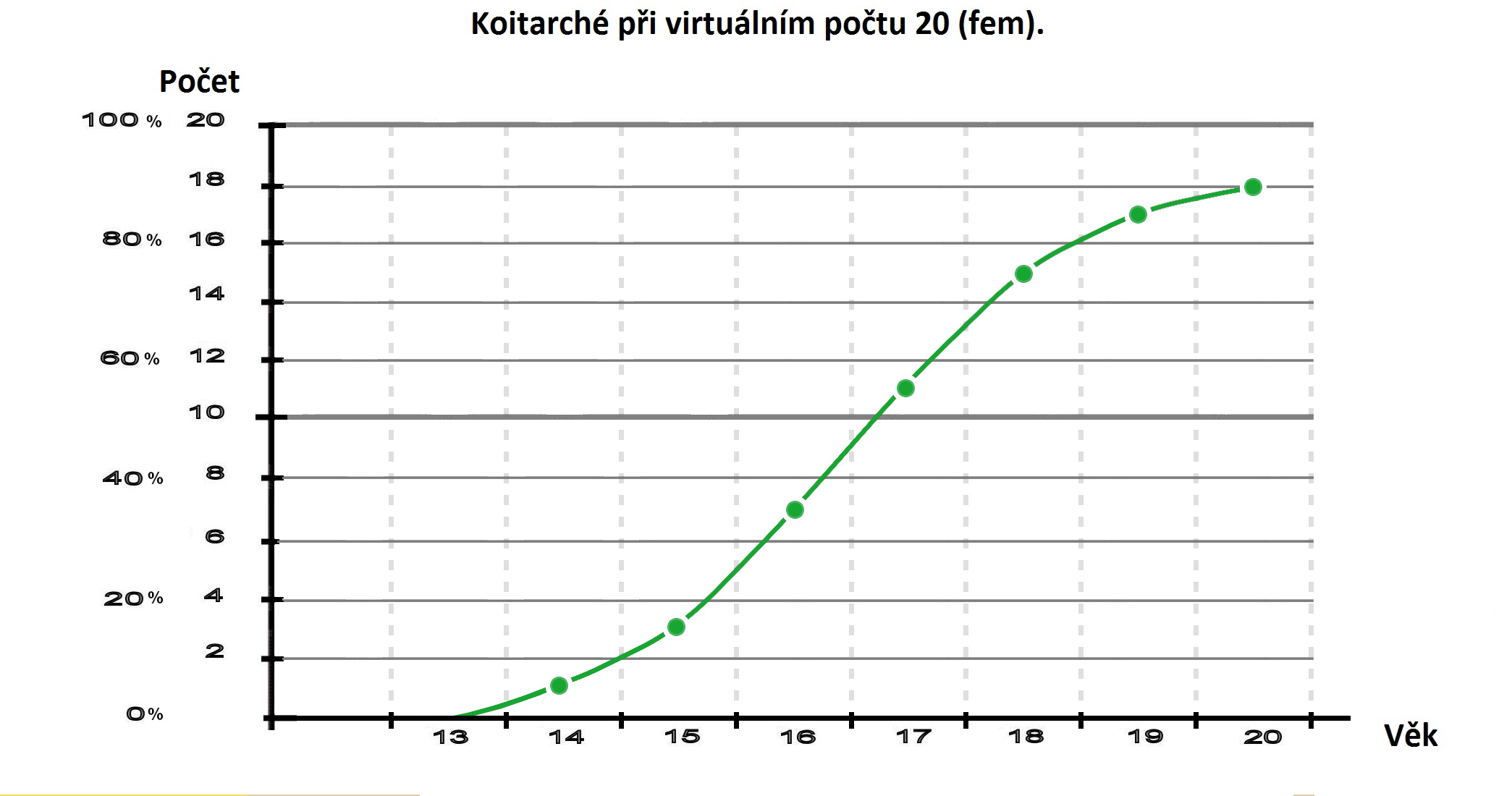
Graf zobrazující udávaný věk prvního pohlavního styku (dívky/ženy; podle francouzského výzkumu z poloviny 90. let 20. století)

V ČR první schůzky a polibky podle statistiky u mužů a žen začínají okolo 15. roku. Petting je udáván okolo 17. roku. Skutečné partnerské vztahy navazují muži i ženy kolem 18. roku, což se shoduje s průměrný věkem v době první soulože.
Pouze 5 % žen má při prvním pohlavním styku orgasmus. Asi 11 % českých žen bylo někdy silou donuceno k pohlavnímu styku, 4 % z tohoto množství cizím mužem. Promiskuita se nezvyšuje nebo klesá, muži v průměru 9,38 partnerek, ženy 5,11 partnerů. V ČR je se sexuálním životem spokojeno 72 % žen a 68 % mužů, tendence je výrazně klesající. Asi 45 % mužů při prvním pohlavním styku nepoužilo antikoncepci. Významně se oproti konci 20. století zvýšilo používání hormonální antikoncepce u žen ve stálých vztazích, v roce 2008 používá pravidelně tuto antikoncepci již 52 % žen. Při náhodném pohlavním styku 88 % mužů používá kondom. Antikoncepci považuje za nepřípustnou 6 % žen a 5 % mužů. Podle výzkumů z ČR je průměrný věk prvního pohlavního styku 18 let.
Udávaná frekvence orgasmu bývá u prvního styku dosti nízká, např. výzkum kanadské mládeže ukázal, že orgasmus mělo při prvním pohlavním styku jen 6 % žen a 62 % mužů. Velká většina (80 %) zažila svůj první pohlavní styk se svým dlouhodobějším přítelem či přítelkyní, 11 % s kamarádem/kamarádkou, 5 % se známým a 4 % s náhodnou osobou. Zkušenosti litovalo 26 % dotázaných, zvláště tehdy, pokud byla učiněna po posilnění alkoholem.
Za běžnou dobu trvání koitu se považuje 3–7 minut. Přesněji řečeno jde o dobu frikčních pohybů od zavedení penisu do pochvy až po výron semene. V dotazníkových šetřeních na české populaci odhadují muži i ženy délku soulože v průměru zhruba na 14 až 15 minut , ovšem v jiných studiích bylo porovnáním odhadů s reálnou dobou změřenou na stopkách zjištěno, že muži i ženy délku styku při odhadu nadsazují zhruba o jednu třetinu. Dotazníková studie na velkém reprezentativním vzorku 2469 mužů a 5120 žen z USA ukázala, že muži i ženy mezi 25 a 45 lety souloží průměrně zhruba 5× až 7× za měsíc (95% konfidenční interval). Podle výzkumů sexuálního chování v ČR je to 8× za měsíc.
Statistikami pohlavního styku se v 50. letech 20. století zabývaly statistické vědecké studie známé jako Kinseyho zprávy. V souvislosti s propagací sexuální zdrženlivosti byly v USA v letech 1995–2002 také provedeny statistické průzkumy, jež přinesly paradoxní zjištění – z mladých lidí, kteří nikdy nepřijali „slib čistoty“, pouhá dvě procenta uvedla, že měla anální nebo orální sex (ale ne pohlavní styk), v porovnání s 13 procenty u těch, kteří „slib čistoty“ složili.

## Zdravověda

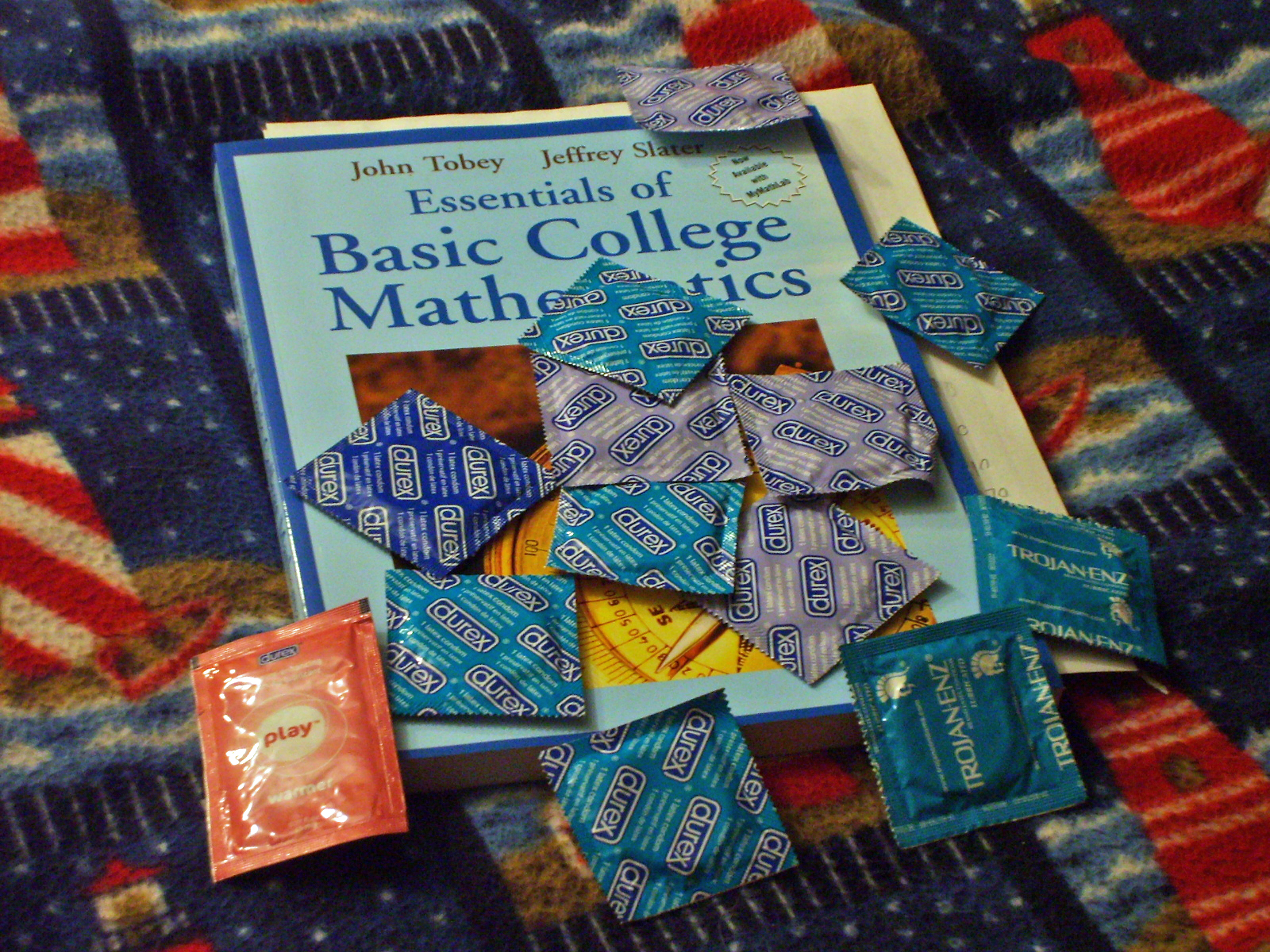
Nerozbalené kondomy.

U mužů jsou v souvislosti s pohlavním stykem různými příčinami vyvolávané poruchy členěné podle příznaků:
- Poruchy erekce
- Poruchy ejakulace
  - Předčasná ejakulace
  - Ejaculatio deficiens – neschopnost ejakulovat
  - Ejaculatio retardata – nechtěná nebo nepřiměřeně dlouhá ejakulace[34]
- Bolesti genitálu nebo při pohlavním styku, vyvolané různými příčinami

U žen jsou v souvislosti s pohlavním stykem různými příčinami vyvolávané poruchy členěné podle příznaků:
- Dyspareunie a algopareunie, tedy bolest spojená se sexuálním stykem vyvolaná různými příčinami ale často infekcemi.
- Vaginismus, reflexní stažení svalstva poševního vchodu, které znemožňuje proniknutí penisu po pochvy. Jde o obranný reflex, obvykle v reakci na podnět.[35]

U obou pohlaví jsou jako poruchy vnímány hypersexualita a frigidita, což jsou projevy chování vyznačující se změněnou (oproti jiným osobám) mírou sexuální apetence. Bývají vyvolané různými příčinami od psychologických po intoxikace. Rovněž jsou u obou pohlaví zaznamenávány poruchy uspokojení (impotentia satisfactionis, anorgasmie), tedy poruchy prožívání slasti.

### Farmakologie
Některá léčiva a volně prodejné léky jsou používány v souvislosti s pohlavním stykem. Tyto látky mohou změnit normální sexuální reaktivitu člověka. Ačkoliv většina drog má výrazně negativní vliv, často tlumivý, na sexualitu, některé (např. kokain) mohou sexuální apetenci zvýšit. Některé látky používané pro zlepšení schopnosti erekce zvyšují prokrvení tkání nebo zvyšují srdeční tep.
Na léčení erektilní dysfunkce, tedy poruchy erekce penisu, jsou používány některá syntetická nebo přírodní léčiva. Tyto přípravky mohou mít vedlejší účinky a mohou být nebezpečné pro nezletilé, pro osoby které nejsou zcela zdrávy, při kontraindikacích nebo při nesprávném dávkování. Použití takových léčiv je tedy nezbytné konzultovat s lékařem.

### Imunologie
U osob provozujících pohlavní styk a pohlavní aktivity obecně byl zjištěn benefit ve formě zvýšené imunity produkcí protilátek a snížení krevního tlaku, a snížení rizika rakoviny prostaty. Sexuální intimita a orgasmy zvyšují hladinu hormonu oxytocinu, který může pomoci lidem vytvářet sociální vazby a budovat důvěru.  Dlouhodobá studie 3500 lidí ve věku 18 až 102 let, provedená klinickým neuropsychologem Davidem Weeksem, zjistila na základě nestranného hodnocení fotografií subjektů, že osoby praktikující pravidelně sexuální aktivity, například pohlavní styk, vypadají výrazně mladistvěji.

### Chirurgie
Při znásilnění, méně obvyklé velikosti pochvy, neobvykle hlubokém vniknutí penisu, nebo při prvním styku může dojít k poranění pochvy. To může mít velmi závažný charakter, může způsobit perforace a následné krvácení, šokové stavy a dokonce i smrt. Rovněž může dojít k poranění vaječníků. Při poranění vnitřních rodidel následkem pohlavního styku je nezbytně třeba uvádět tuto okolnost, pohlavní styk, aby nedošlo k chybě a nevhodnému, nenapravitelnému, zákroku. Poranění vnitřních rodidel v dětství i dospělosti mohou mít dlouhodobé fyziologické i psychologické následky.
Při felaci může být při vyvíjení podtlaku v ústech a vlivem opakovaných nárazů zraněno měkké horní patro úst (takzvaný syndrom felace), kdy dochází k zarudnutí a krvácení do sliznice úst. Nedojde li k infekci dojde k vymizení příznaků poškození bez léčby během sedmi až deseti dnů. Krvácení při defloraci během prvního pohlavního styku může vzácně být i velmi silné. Riziko poškození zvyšuje také zavádění různých předmětů do pochvy či jiné manipulace v oblasti pohlavního ústrojí. Poškození močového měchýře, vaječníku, pochvy a vnitřních orgánů během soulože vyžadují lékařské ošetření.
Je-li do pochvy vefouknut vzduch při sexuální hře, může to vést ke pneumoperitoneu nebo dokonce ke vzduchové embolii. Vzduchovou embolii u těhotných žen (i v případě, kdy o těhotenství žena ještě nevěděla) může způsobit již poměrně malý tlak vpraveného vzduchu. Proto je foukání vzduchu do pohlavních orgánů zakázáno.
Při análním styku může být poškozen konečník. Může dojít k zánětu sliznice konečníku, jejímu povrchnímu poranění, roztržení řitního svěrače, zadržení cizího tělesa uvnitř konečníku a proděravění stěny konečníku s případným následným zánětem pobřišnice, který může vést k úmrtí. Nejčastějšími předměty zadrženými v konečníku jsou vibrátory a další sexuální pomůcky. Tímto způsobem jsou zde nacházeny i šroubováky nebo kancelářská těžítka, rozmanité lahvičky či zkumavky, šišky salámu a některé druhy ovoce a zeleniny. Vzácně jsou vyjímány z konečníku zavařovací sklenice a násady z koštěte.
Používání nevhodných sexuálních pomůcek, nešetrné zavádění penisu do rekta, jindy zasouvání prstů, v krajním případě celé ruky (fisting), anebo manipulace cizím tělesem (dráždění sexuálními pomůckami) může být příčinou poškození vnitřních pohlavních orgánů nebo konečníku. Uvíznutí předmětu v konečníku je pro postiženou osobu riziko a mnohdy znamená obtížný úkol pro lékaře. Následkem vážného poškození může být i operativní vývod střeva mimo konečník (kolostomie).
Násilným zacházením s penisem může dojít k jeho poškození. Při prudkém pohlavním styku, nebo některých praktikách, může dojít k pohmožděninám varlat nebo otevřenému zranění, nebo otočení varlete. Tyto úrazy vyžadují lékařskou pomoc.

### Hygiena, epidemiologie

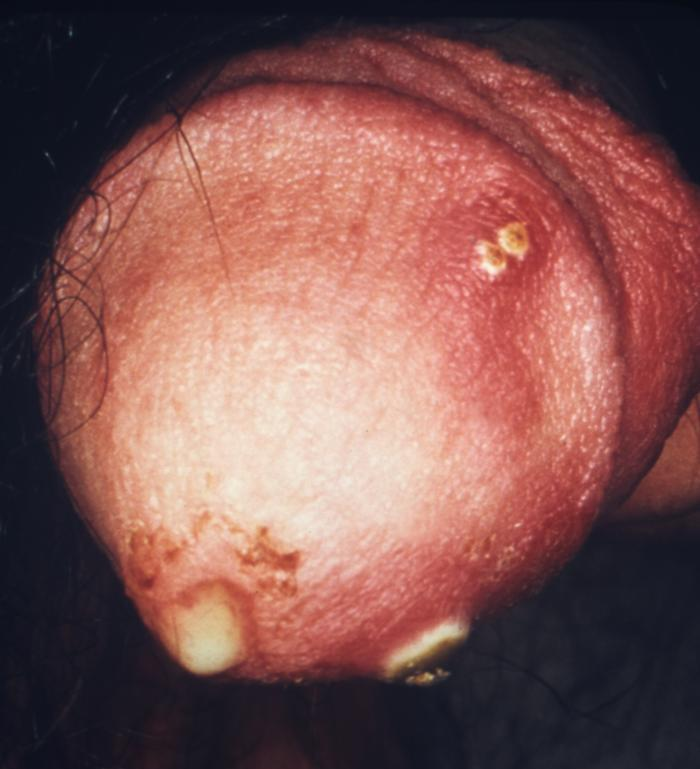
Hnisavé léze na penisu, příznak napadení kapavkou (Gonorrhea)

Pohlavní styk a jiné sexuální aktivity, u nichž je možnost přenosu tělesných tekutin mezi osobami, je prostředkem šíření sexuálně přenosných nemocí. Podle Centra pro kontrolu a prevenci nemocí je „nejjistějším způsobem jak se vyhnout se přenosu sexuálně přenosných nemocí, neprovádět sexuální styk vůbec, nebo být v trvalém vzájemně monogamním vztahu s partnerem, který byl testován a víte, že není infikován.“ Redukovat riziko přenosu infekce u osob, jejichž sexuální chování je vystavuje riziku infekce, může správné a při styku vždy praktikované použití mužského latexového kondomu. Takové chování je bezpečnější pro oba partnery.
Mezi nejběžnější rizika při pohlavním styku, zejména s neznámým partnerem a při promiskuitním chování patří sexuálně přenosné infekce způsobované parazity, viry a bakteriemi, které se při pohlavním styku přenášejí z člověka na člověka. Gonokokové nebo chlamydiové infekce často nemají žádné příznaky. Neléčená infekce chlamydiemi může vést k ženské neplodnosti a mimoděložnímu těhotenství. Lidský papilomavirus může vést k rakovině děložního čípku a genitálií. Děti narozené matkám s neléčenou kapavkou nebo chlamydiemi mohou trpět neonatálním zánětem spojivek (závažná infekce očí), jenž může vést až k oslepnutí.  Syfilis kromě následků na dospělých může mít za následek úmrtí novorozenců a potraty. Neléčené gonokokové infekce mohou vést k potratům a předčasným porodům.
Pohlavním stykem může být také přenášena žloutenka (hepatitida B). Celosvětově je zaznamenáno asi 350 milionů chronicky nemocných nositelů žloutenky typu B. Světová zdravotnická organizace odhaduje, že 448 000 000 lidí ve věku 15 až 49 let je infikováno ročně pohlavně přenosnými chorobami (jako například syfilis, kapavka a chlamydie)
Bezpečný sex, například používání mužského nebo ženského kondomu, může rovněž sloužit nejen jako prevence sexuálně přenosných infekcí, ale i k omezení rizika těhotenství.
Nejčastější infekce šířené pohlavním stykem:
- AIDS
- chlamydióza Lymfogranuloma venereum (Chlamydia trachomatis)
- trichomoniáza
- kapavka
- syfilis
- žloutenka – Hepatitida B
- lidský papilomavirus
- Herpes simplex virus
- genitální bradavice
- Granuloma inguinale
- měkký vřed

Jednou z nejnebezpečnějších pohlavních chorob je AIDS. Do roku 2010 od počátku epidemie zemřelo přibližně 30 milionů osob.
U všech případů pohlavních chorob je v případech, kdy je podezření na infekci, vhodné včasné lékařské vyšetření. CDC uvádí, že je menší riziko přenosu viru HIV z nakaženého partnera u orálního sexu u análního či vaginálního sexu. Nicméně je obtížené zjistit, zda skutečně došlo k infekci v důsledku orálního sexu nebo jiných rizikovějších sexuální aktivit. Některé faktory mohu významně zvýšit riziko přenosu HIV – vředy, krvácení z dásní, genitální vředy, a přítomnost jiných pohlavně přenosných chorob.

### Pohlavní styk a psychiatrie a psychologie
Provádění pohlavního styku má vliv na lidské chování a vnímání, především duševní vyrovnanost a vývoj duševních chorob, ale zřejmě i na zvýšení imunity. Podobně neprovádění a způsob pohlavního styku může zvýšit pravděpodobnost rozvoje duševní choroby a zvýšit sebevražedné sklony. Ochrana při penilně-vaginálním pohlavním styku pouze výrazně snižuje riziko otěhotnění a přenosu pohlavních chorob, spolehlivou ochranou je pouze sexuální abstinence.

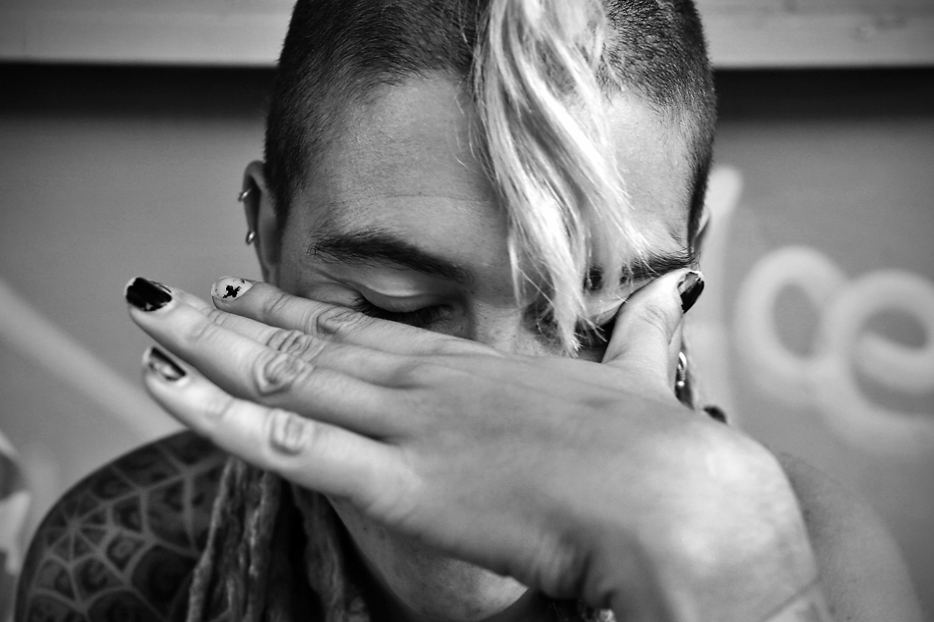
Zastírání a skrývání jako projev studu.

Idealizace sexuality a snaha vyrovnat se ideálu vede k pocitu podobnému pocitu nedostatečnosti a chybnosti. Pohlavní stud je úmyslně vyvoláván ve výchově pohrdáním, ponižováním, výsměchem a dalšími způsoby. Osoba která se stydí, nebo která vyvolává pocit studu označuje předmět (pohlavní orgán, pohlavní styk nebo osobu) jako špinavý, slabý, nebo defektní. Člověk, který trpí pocity studu, musel zažít situace, ve kterých se cítil pokořený ve své sebeúctě.
Pro stud jsou typické tyto základní prvky:
- Pozorovatelnost ve spojení se snahou o reciprocitu.
- Nevhodnost nebo prožitek nevhodnosti. Selhání při pokusech o přiblížení se sebeideálu.
- Obrácení se proti sobě a proti všem, kdo jsou nějak spojeni se studem.

Není stoprocentně jisté, že schopnost stydět se je „výlučná vlastnost člověka“, hluboce se stydí i vycvičené zvíře, pokud se chová proti stanovené normě (například znečistí podlahu). 
Do 80. let psychoanalytici předpokládali, že stud vymizí, budou-li analyzovány konflikty spojené s infantilní sexualitou nebo narcismem {Abraham 1913, Erikson 1951, Freud 1905, 1926 atd.}. Kinston (1987) upozorňuje na to, že stud spouští masivnější popření reality, brání člověku myslet a vnímat realitu.
Pohlavní stud a vnímání vlastní chybnosti, odchylnosti od ideálu, obavy a strach z hanby vedou k zhroucení sebeúcty, později k protireakci nebo sebenenávisti, projevům agresivity, depresím a poddávání se omamným látkám, nebo sebevraždě. Pohlavní stud může vést ke vzniku poruch pohlavního styku.
Anorgasmie je častější u žen; její vyřešení obvykle vyžaduje pozornost obou partnerů po delší dobu. Mnohé, zvláště mladší, ženy a ženy s relativně malou sexuální zkušeností mají problémy dosáhnout orgasmu nebo toho nejsou vůbec schopny.
Ztráta sexuální apetence, tedy ztráta touhy po pohlavním styku u žen bývá spojena s vysokým stupněm těhotenství, porodem a kojením. U mužů s pocity frustrace a studu, například ze sexuální dysfunkce (zejména problémy s erekcí), ale i depresemi obecně, zaujetím prací a problémy, postupem věku nebo kariérou nebo nádorem hypofýzy. Muži i ženy ztrácejí sexuální apetenci i v důsledku onemocnění a nežádoucích účinků léčby, s problémy ve vztahu, obezitou, podvýživou a anorexií, užíváním alkoholu a drog.
Nízká sexuální vzrušivost, sexuální chladnost, je spojena nejčastěji s poruchou emocí nebo je jinak ovlivněna psychicky. Sexuální averze, tedy odpor k pohlavnímu styku, je obvykle způsobena prožitky z dětství nebo dospívání, ale někdy je výrazem odporu nebo strachu v souvislosti s určitým partnerem.
Předčasná ejakulace je běžným problémem při pohlavním styku u většiny mladých nezkušených mužů. Je doporučována změna polohy nebo techniky.
Erektilní dysfunkce je porucha erekce která je, v případě jestliže jeden či oba partneři v této situací trpí frustrací, Poruchou v ČR trpí až polovina mužů ve věku 35–65 let.
Hypersexualita a sexuální závislost
Hypersexualitou (nymfomanie, satyriasis), kterou je možné také označit podle projevů jako příznak projevující se zvýšenou sexuální apetencí, může být projevem některé psychiatrické poruchy a mánie (např. bipolární porucha), ale i hormonální poruchy. Hypersexualita při bipolární poruše se projevuje i u malých, tříletých dětí. Hypersexualita není organickými změnami způsobená choroba, je příznakem, projevem choroby, je diagnostikována s označením „nadměrné sexuální nutkání“. Jedním z hlavních symptomů je neschopnost jednat jinak i přes důsledky chování.
Podle některých hypotéz může pravidelná sexuální aktivita zvýšit expresi genu odměny v mozkovém centru Příliš časté zapojení do sexuální aktivity (denně) pak může vést k hyperexpresi ΔFosB, což může vyvolávat závislost na sexuální aktivitě, situaci, kterou někteří autoři nazývají „sexuální závislost“ nebo „závislost na sexu“.
To, co je nazýváno sexuální závislost nebo hypersexualita, je podle těchto zdrojů poruchou osobnosti a sebekontroly. Jako léčba jsou obvykle předepisována psychofarmaka a odvykací terapie. Mezi prvními popisy sexuální závislosti je popis manželky, že její muž při pohlavním styku byl „divoký, chvěl se po celém těle a hlasitě supěl“. Mezi postiženými jsou mediálně sledované osoby, jejichž případy postižení a léčby poutají pozornost, získávají účast veřejnosti, a jsou napodobovány.
Podle názoru Radima Uzla závislost na sexu neexistuje, pouze vyšší nebo nižší apetence. Ale i podle dalších sexuologů je sexuální závislost mýtus, výmysl médií a umělé vytváření trhu pro veřejné i soukromé ústavy, psychology, pedagogy a sexuální terapeuty. Většina všech diagnostických a léčebných postupů sexuální závislosti vychází z předpokladu, že lidská sexualita je něco špatného překročí-li jistou normu. Tato norma není přesně stanovena. Jeden z uznávaných terapeutů léčících nákladnou kúrou pacienty se sexuální závislostí uznává, že nejtěžší je rozeznat hranici mezi silně vyvinutým sexuálním pudem a závislým chováním, protože tito lidé se prý navenek nijak neodlišují od ostatních. Podle názoru Radima Uzla je hlavním faktorem schopnost platit nákladnou léčbu.
V souvislosti se svými celoživotními prioritami nebo nedostatkem atraktivnějších podnětů, jako únik před depresí či zmatením hodnot, z touhy po symbolickém důkazu své nadřazenosti a moci, tedy z různých důvodů, mohou některé osoby upřednostnit právě časté sexuální styky, promiskuitu, nebo alespoň zvýšenou sexuální apetenci. Sexuální závislost je často spojena i s depresemi, závislostí na alkoholu a jinými závislostmi. Zvýšená sexualita a promiskuita tak může být spíše jedním z příznaků celkového psychického stavu, nikoliv chorobou sama o sobě. Jako sexuální závislosti byly označovány i případy duševně chorých které se projevovaly zvýšenou sexuální apetencí.
Sexualita je podle Radima Uzla přirozenou lidskou potřebou a její kvantitativní vystupňování samo o sobě nemůže být považováno za nějakou závislost.

### Neplánované těhotenství
V roce 2005 Světová zdravotnická organizace (WH0) odhadla, že každý rok otěhotní na celém světě 123 miliónů žen. Z toho 87 milionů těchto těhotenství, tedy 70,7 % z uvedených, je neúmyslné. Přibližně 46 milionů těhotenství ročně končí vyvoláním umělého potratu. Téměř 1 milion amerických dospívajících žen, 10 % všech žen ve věku 15 až 19 let a 19 % z těch, které uvádějí, že měly pohlavní styk, otěhotní každý rok.  Ve Velké Británii je situace podobná.

### Problémy s pohlavním stykem
Vaginismus je nedobrovolná křeč svalstva pánevního dna (svalstva pochvy), činící koitus stresujícím nebo nemožným. Dyspareunie je bolestivý nebo nepohodlný styk a může být způsobena mnoha příčinami.
Předčasná ejakulace je běžným problémem při pohlavním styku u většiny mladých nezkušených mužů, ale může mít někdy i jiný než psychický původ. Za předčasnou ejakulaci lze považovat každý pohlavní styk, u nějž dojde k ejakulaci za kratší dobu, než jsou 2 minuty.
Kromě obtíží způsobených organickými příčinami se mohou vyskytnout i takové z oblasti psychologických obtíží nebo psychiatrických poruch.
Bolestivý pohlavní styk (dyspareunie) a nepříjemné pocity při souloži mohou vyústit až ve fyzický odpor k pohlavnímu styku a fyzické nevolnosti při souloži a po ní. Bolestivost pohlavního styku bývá někdy způsobena přítomností infekce, nebo jindy nedostatečnou lubrikací, z psychologických důvodů, ale někdy i nevhodným výběrem partnera. Bolestivý pohlavní styk je jednou z nejčastějších poruch u pohlavního styku a vyskytuje se v průběhu života u dvou třetin žen.

### Smrt jako následek pohlavního styku
Sexuální aktivita podle některých zdrojů může být přímou příčinou úmrtí, a to zejména v důsledku zablokování koronárního řečiště. Toto riziko je nižší u osob s vyšší úrovní běžné fyzické aktivity. Nicméně, úmrtí jsou opravdu vzácná. U osob, zejména těch, které mají obvykle malou nebo žádnou fyzickou zátěž, je mírně zvýšené riziko infarktu nebo náhlého srdečního selhání při pohlavním styku ovšem také jakémkoliv jiném intenzivním fyzickém cvičení, kterou provádí zřídkakdy. Pravidelné cvičení nebo fyzická zátěž riziko výrazně omezuje, ale nevylučuje. Zvýšené riziko je dočasné, je omezeno na několik hodin po pohlavním styku.
Smrt v souvislosti s pohlavním stykem je málo pravděpodobná, ale byla popsána jako důsledek použití některých psychotropních látek a afrodisiak.

### Antikoncepce

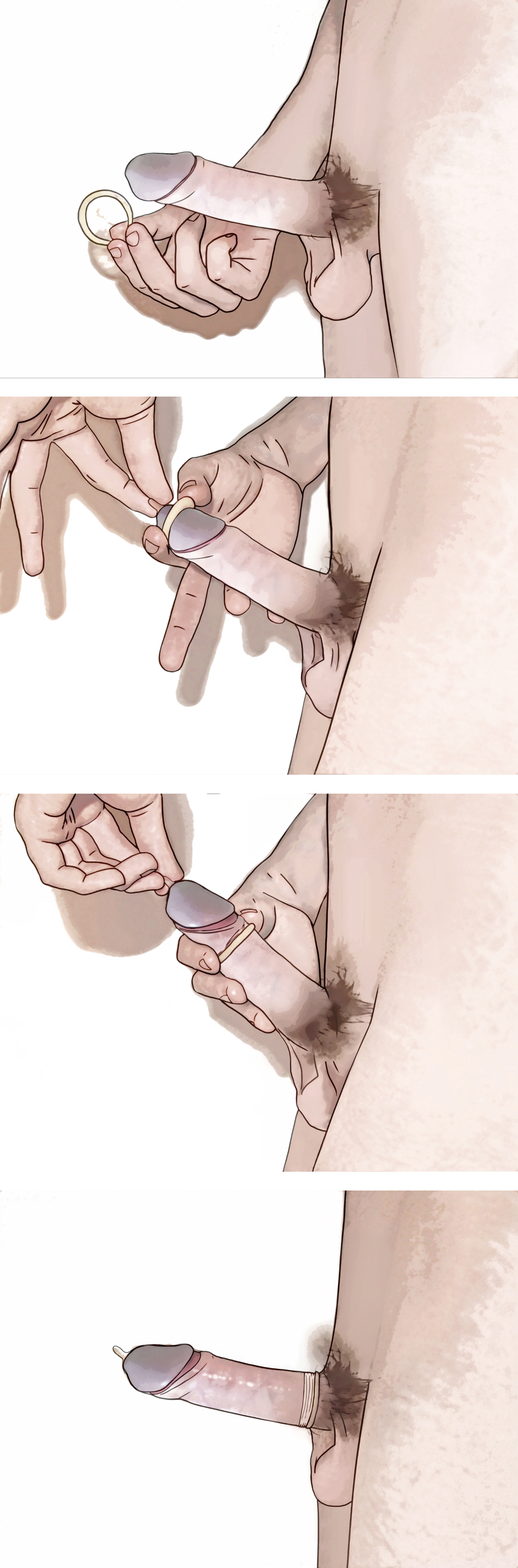
Vhodný způsob nasazení kondomu před pohlavním stykem.

Antikoncepce zahrnuje metody a prostředky, které se používají k zabránění těhotenství. Zcela bezpečným, z hlediska nežádoucího těhotenství činí pohlavní styk kastrace. Přerušovaná soulož, soulož do konečníku, vzájemná masturbace a orální sex patří mezi metody, které snižují riziko těhotenství.
Bezpečný sex, například používání mužského nebo ženského kondomu, může rovněž sloužit nejen jako prevence sexuálně přenosných infekcí, ale i k omezení rizika těhotenství. Spermicidy jsou látky, které se používají s kondomy a dále omezují pravděpodobnost těhotenství.
K nejspolehlivějším metodám antikoncepce patří sterilizace vasektomií u mužů a podvázáním vejcovodů u žen, nitroděložní tělíska (IUD) a implantovaná antikoncepce. Hormonální antikoncepce je aplikována například jako orálně podávané tablety nebo náplasti a jinými formami. K méně spolehlivým metodám patří bariérová antikoncepce – kondomy, poševní pesary a antikoncepční houbičky a různé metody sledování plodnosti. Sterilizace je sice vysoce spolehlivá metoda, obvykle je ale nevratná. Nouzová antikoncepce může zabránit početí ještě několik dnů po nechráněném pohlavním styku.
Odhaduje se, že používání antikoncepce v rozvojových zemích snížilo počet mateřské úmrtnosti o 40 % (v roce 2008 antikoncepce zabránila úmrtí přibližně 270 000 žen) a mohlo by zabránit až 70 % úmrtí, pokud by byla poptávka po antikoncepci zcela uspokojena. Tohoto příznivého výsledku je dosaženo snížením počtu neplánovaných otěhotnění, která následně vedou k nelegálně prováděným potratům, a prevencí otěhotnění u osob podléhajících vysokému riziku. V rozvojových zemích antikoncepce rovněž zvyšuje pravděpodobnost přežití dítěte díky prodloužení doby mezi jednotlivými těhotenstvími.
Hormonální antikoncepce působí preventivně proti závažným chorobám, jako je například karcinom vaječníků a děložní sliznice, a má řadu dalších pozitivních efektů. Mezi negativní efekty, ačkoliv velmi vzácné nežádoucí účinky je zvýšení krevní srážlivosti a možnost tromboembolického onemocnění (TEN), arteriální komplikace a cévních mozkových příhod, které mají vážné dopady na zdraví některých uživatelek. Dalšími efekty může být zvyšování hmotnosti uživatelky, migrény a deprese, onemocnění jater a další. Hormonální antikoncepce chrání pouze proti otěhotnění, není schopna zabránit přenosu infekcí. Hormonální antikoncepce má prokazatelně negativní dlouhodobý vliv na plodnost.
Někdy bývá za antikoncepci považována také sexuální abstinence, avšak výchova k sexuální abstinenci může paradoxně zvyšovat četnost těhotenství mezi nezletilými, je-li poskytována bez poučení o antikoncepci.

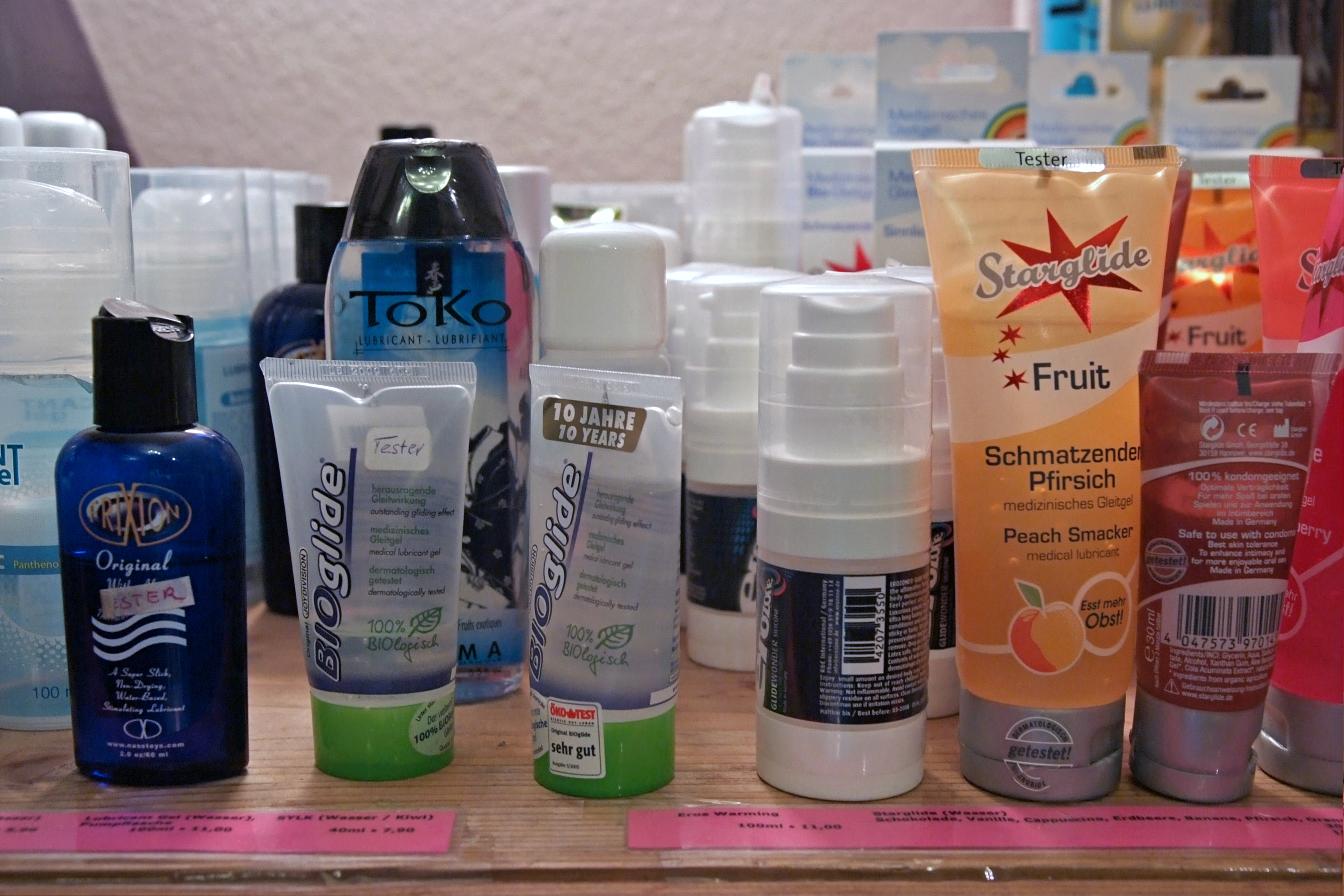
Lubrikanty prodávané v Německu.

### Lubrikanty
Lubrikační gel pomáhá zlepšovat pocit při vzájemném kontaktu tkání při pohlavním styku. Jednotlivé lubrikační gely se liší podle toho, na jaké bázi jsou vyrobeny a fungují. Lubrikanty na olejové bázi mohou narušovat latex a snižovat tak efektivitu kondomů, latexových rukavic, a tím snižovat účinnost tohoto druhu antikoncepce a ochrany před pohlavně přenosnými nemocemi. Z toho důvodu jsou doporučovány lubrikanty na vodní nebo silikonové bázi. Některé lubrikanty mohou působit dráždivě na pokožku citlivých osob.

### Vliv pohlavního styku na zdraví člověka
Kromě nákazy pohlavními chorobami a jinými infekcemi a kromě nechtěného těhotenství jsou rizikem pohlavního styku poranění vzniklá úrazem v souvislosti se způsobem provedení styku nebo prostředím ve kterém je prováděn. Často je podceňována možnost psychické újmy při pohlavním styku. Výčet zde uvedených chorob přenosných pohlavním stykem a rizik je zcela neúplný. Kromě rizik má pohlavní styk i přínosy, především v oblasti psychiky.

### Bezpečný sex
Bezpečný sex je sada praktik určených pro redukci rozšíření AIDS a sexuálně přenosných infekcí. Bezpečnější sex je strategie snižování rizika infekce, úplné zamezení rizika přenosu pohlavního styku umožňuje pouze zabránění rizikovému sexuálnímu chování, tedy sexuální abstinence a zamezení kontaktu s infikovanými materiály.
Za bezpečný sex je tak považován například sex po telefonu, tedy masturbace. Zvýšení bezpečnosti umožňuje sex s jediným partnerem, tedy dlouhodobá nebo celoživotní monogamie a používání kondomů.

## Humanitní vědy a pohlavní styk

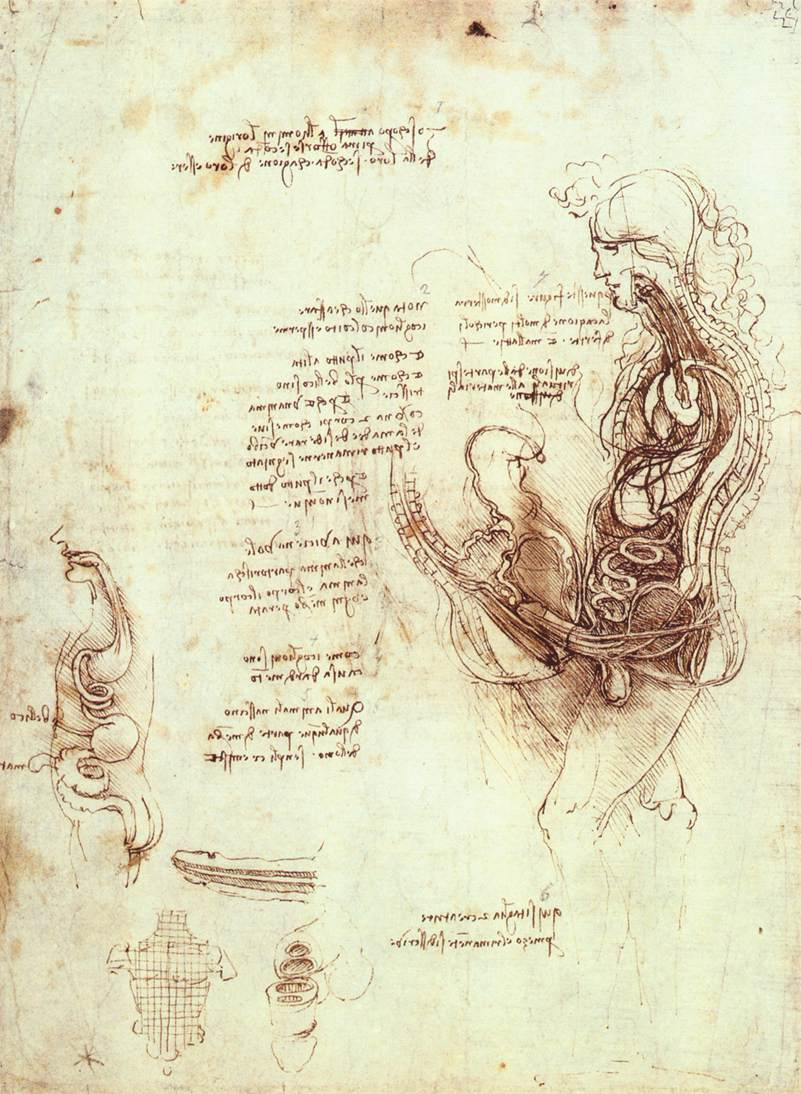
Pohlavní styk, anatomie, Leonardo da Vinci

Podle názoru biologa Franse de Waala v knize Bonobo: The forgotten ape je „vliv kultury na pohlavní styk u lidí po miliardách let sexuální reprodukce nanejvýš zcela marginální […] sex je oblast lidského chování, v níž je kulturní experimentování omezeno právě tak, jako je omezeno dýchání“.
V širším právním i sexuologickém smyslu zahrnuje pojem sexuální styk i další orgasmické nebo genitální formy vzájemného fyzického kontaktu mezi dvěma nebo více jedinci stejného nebo různého pohlaví. V nejširším pojetí může termín pohlavní styk zahrnovat i negenitální a neorgasmické formy erotického kontaktu. Někdy se formy pohlavního styku rozdělují na penetrativní (kam bývá řazen koitus a penilně-anální styk) a nepenetrativní.
Pohlavní styk a pohlavní pud jsou podle některých křesťanských publikací v podstatě něco posvátného a pohlavní spojení je jako výraz nejvyššího darování jednoho člověku druhému důkazem lásky a pochází od Boha. Mravní čistota, upřímná láska a nesobeckost je příklad Kristův, který je mocnou pobídkou k následování.

### Jiné výrazy pro pohlavní styk
Obecně jsou používána synonyma – soulož, milování, sexuální styk, sex. Odborně je lékaři pro vlastní akt soulože používáno označení koitus. Starší výrazy – obcování, pomilování, vstoupení, sdílet lože. Lidově – mrdání, šukání, jebání. Lidové výrazy pro pohlavní styk jsou často používány jako vulgarismy, například ve formě nadávky.

### Lexikální význam a sémantika
Výrazem „pohlavní styk“ je míněn obvykle kontakt mezi genitáliemi obvykle dvou partnerů, obvykle různého pohlaví. Nicméně pod výrazem „pohlavní styk“ jsou označeny i jiné modely chování.
Pohlavní styk může mít nejen rozmnožovací, ale i sociální (vztahovou) nebo rekreační funkci. Chutě, zvyky, potřeby a praktické provedení a uspokojení z pohlavního styku závisejí často více na sociálních a psychologických okolnostech než na technických rozměrech partnerů, délce nebo frekvenci či způsobu provedení styku, a tak pohlavní styk může mít poměrně velkou škálu podob.
Podle některých autorů je rozdíl mezi pojetím sexuality u mužů a žen dán tím, že ženy mohou otěhotnět, kdežto muži nikoliv, což je důvodem odlišného pohledu na pohlavní styk.

### Historie
Právní předpisy týkající se sexuality jsou zmiňovány v nejstarších asyrských zákonících. V starověkém Římě byl pohlavní styk zobrazován obrazy a popisován v literárních dílech. Během období středověku začal být pohlavní styk považován za hříšný a pošpiňující, ženy za prostopášnice vedené chtíčem. Během období humanismu se pohled na lidskou sexualitu změnil. Michel Foucault zdůrazňuje, že ještě na konci 17. století panovala značná sexuální otevřenost a tolerance. Až křesťanská pastorace učinila ze sexu jakousi „znepokojivou záhadu“ a až moderní společnost sexu přikládá hodnotu tajemství. V 18. století v rámci osvícenství došlo k další sexuální revoluci a uvolnění chování pojímaného jako mravné.
Uvádí se, že frekvence pohlavních styků mezi manželi byla vyšší na venkově. Naproti tomu ve městech se dbalo hlavně na to, aby nevhodným sexuálním chováním nedošlo k újmě dobrého jména měšťanské rodiny.
Během 19. století změnili evropský pohled na pohlavní styk a lidskou sexualitu svými pracemi filosofové a lékaři. Na počátku 20. století došlo k sexuální revoluci po zveřejnění statistických a zdravotnických výzkumů. Největším přelomem ve vnímání sexuality byly v polovině 20. století celosvětově známé Kinseyho zprávy.
V 60. letech 20. století došlo k společenské revoluci (hippies) v USA.
Podle některých zdrojů však společnost v ČR v 21. století upouští od tradičních rodinných hodnot, které jsou nahrazovány jinými a omezením společenské kontroly dochází k porušování společensky přijatelných norem chování.

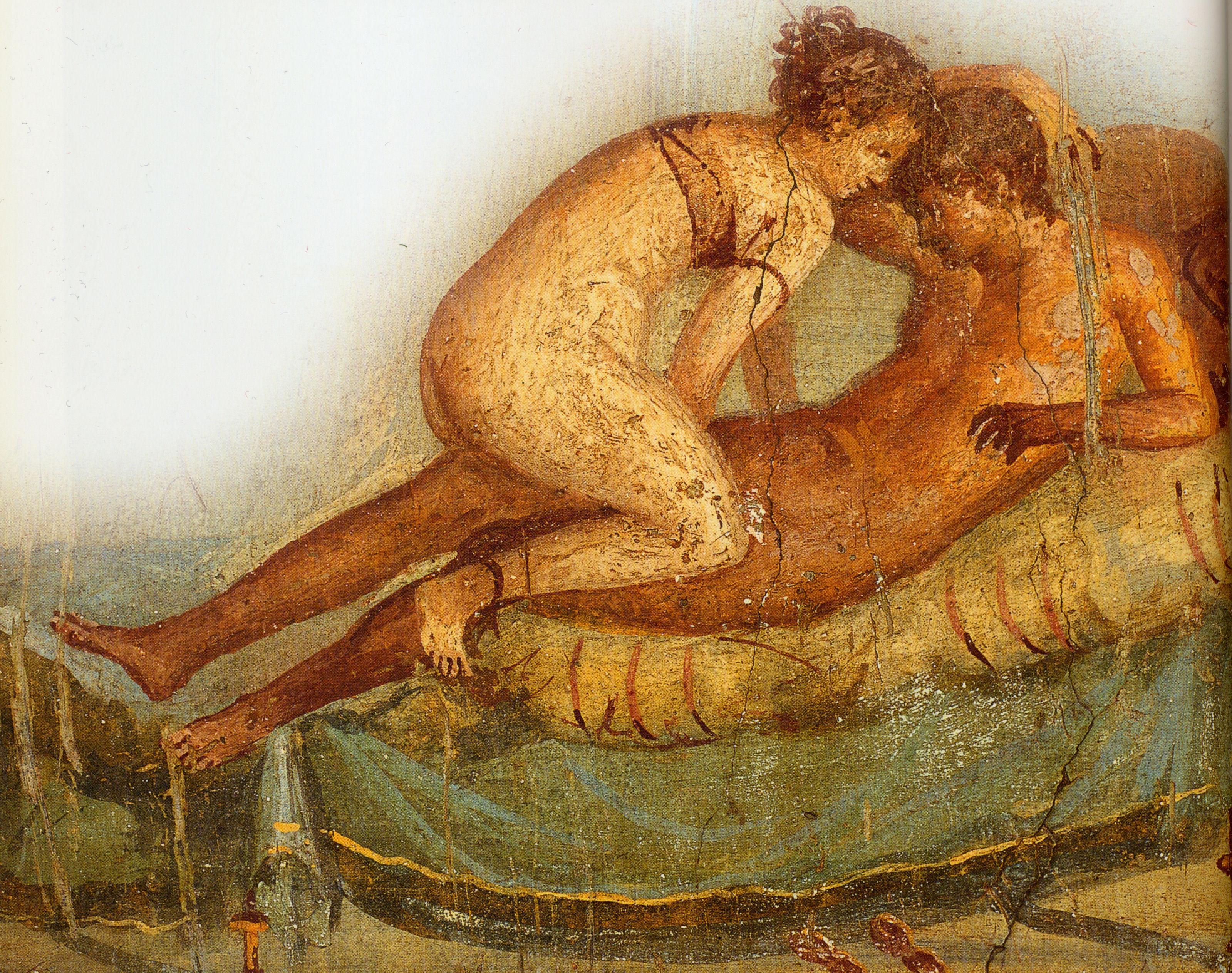
Dochované fresky z Pompejí
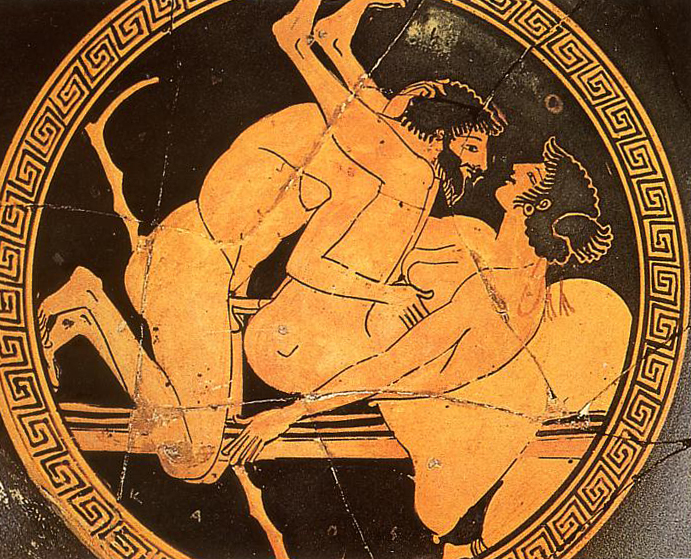
Scéna z nádoby zhotovené okolo 470 př. n. l.
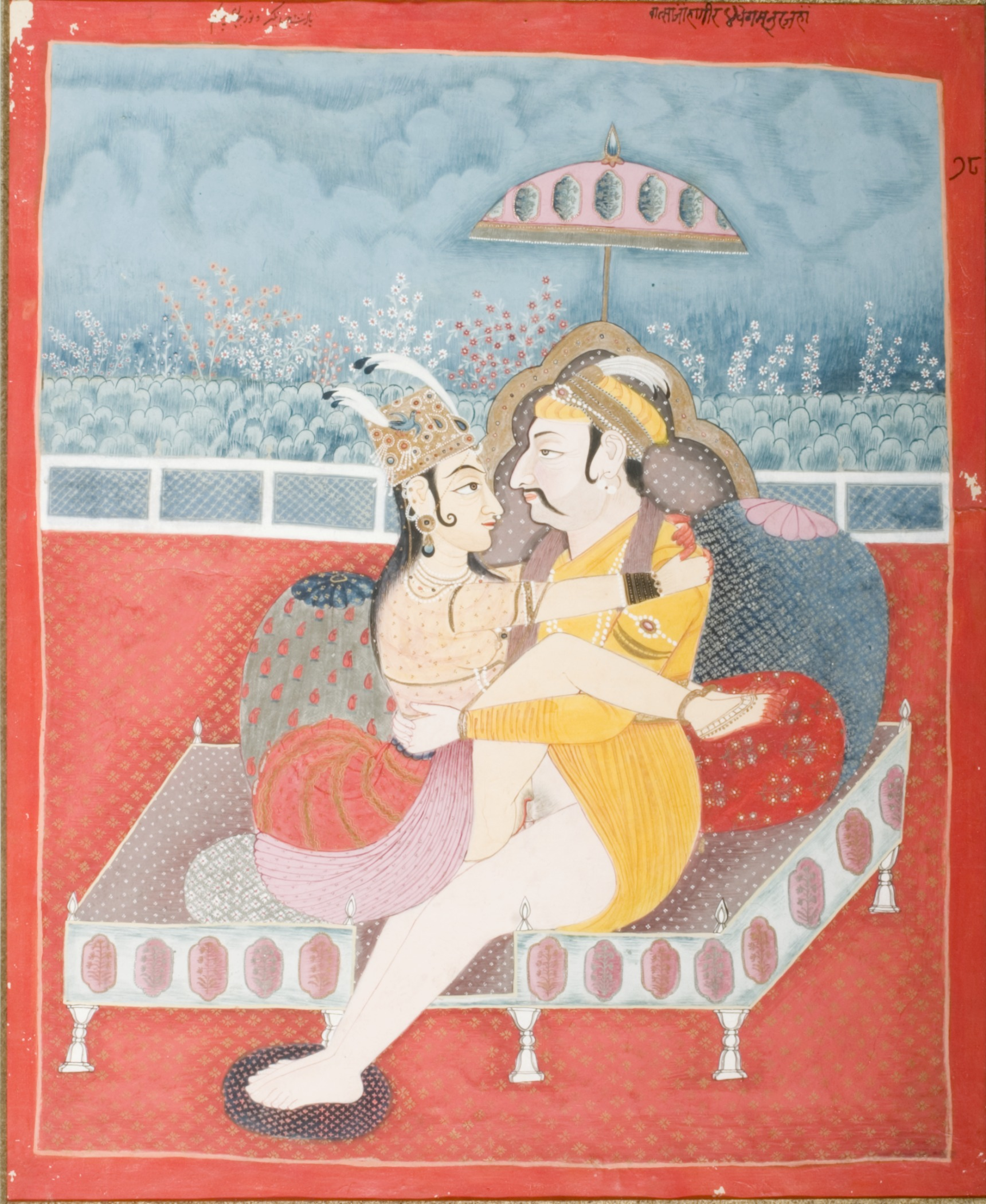
Pohlavní styk, na němž je zachycen císař Džahángír (1569–1627), Persie
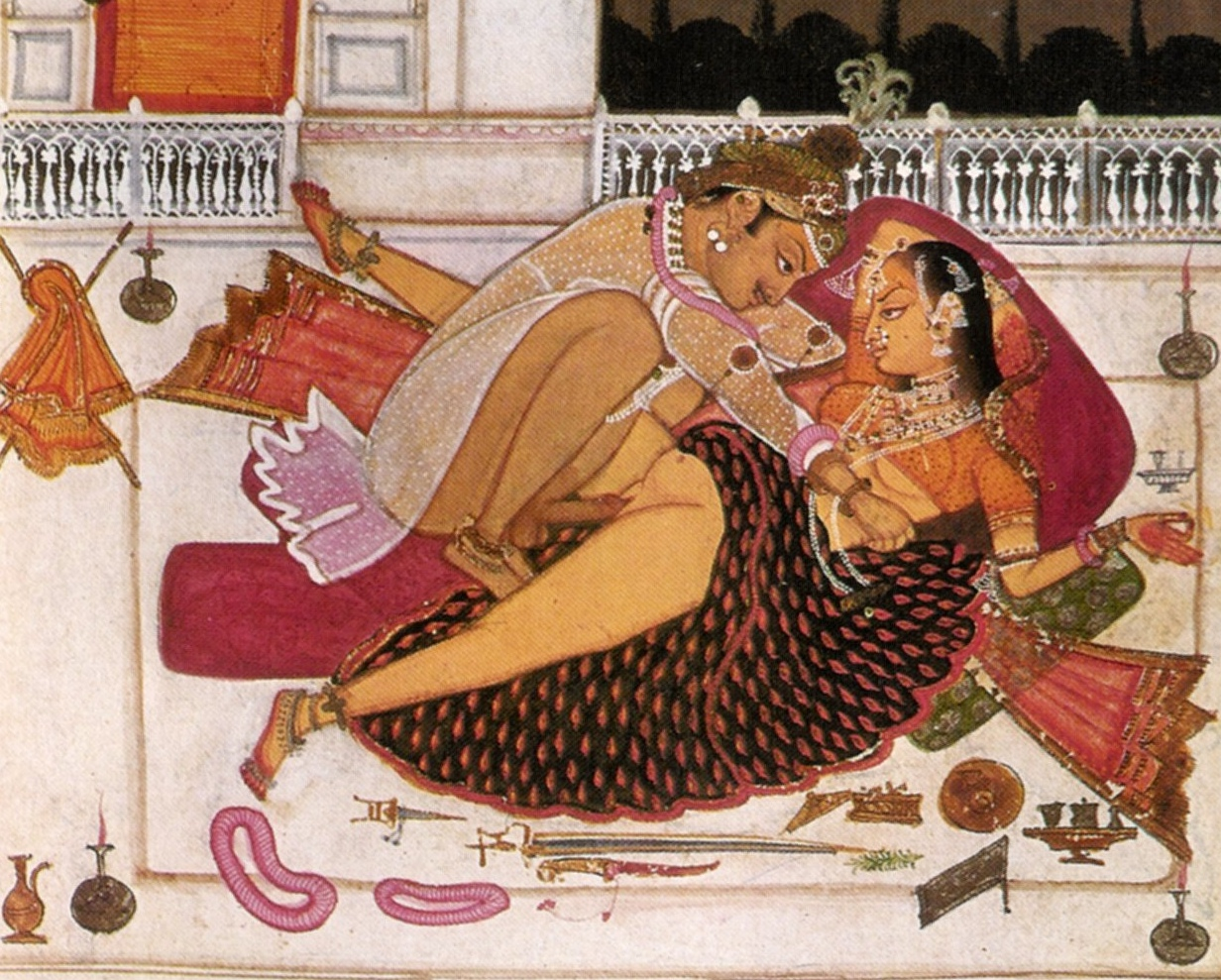
Princ a dáma v noci na terase, 18. století, Indie
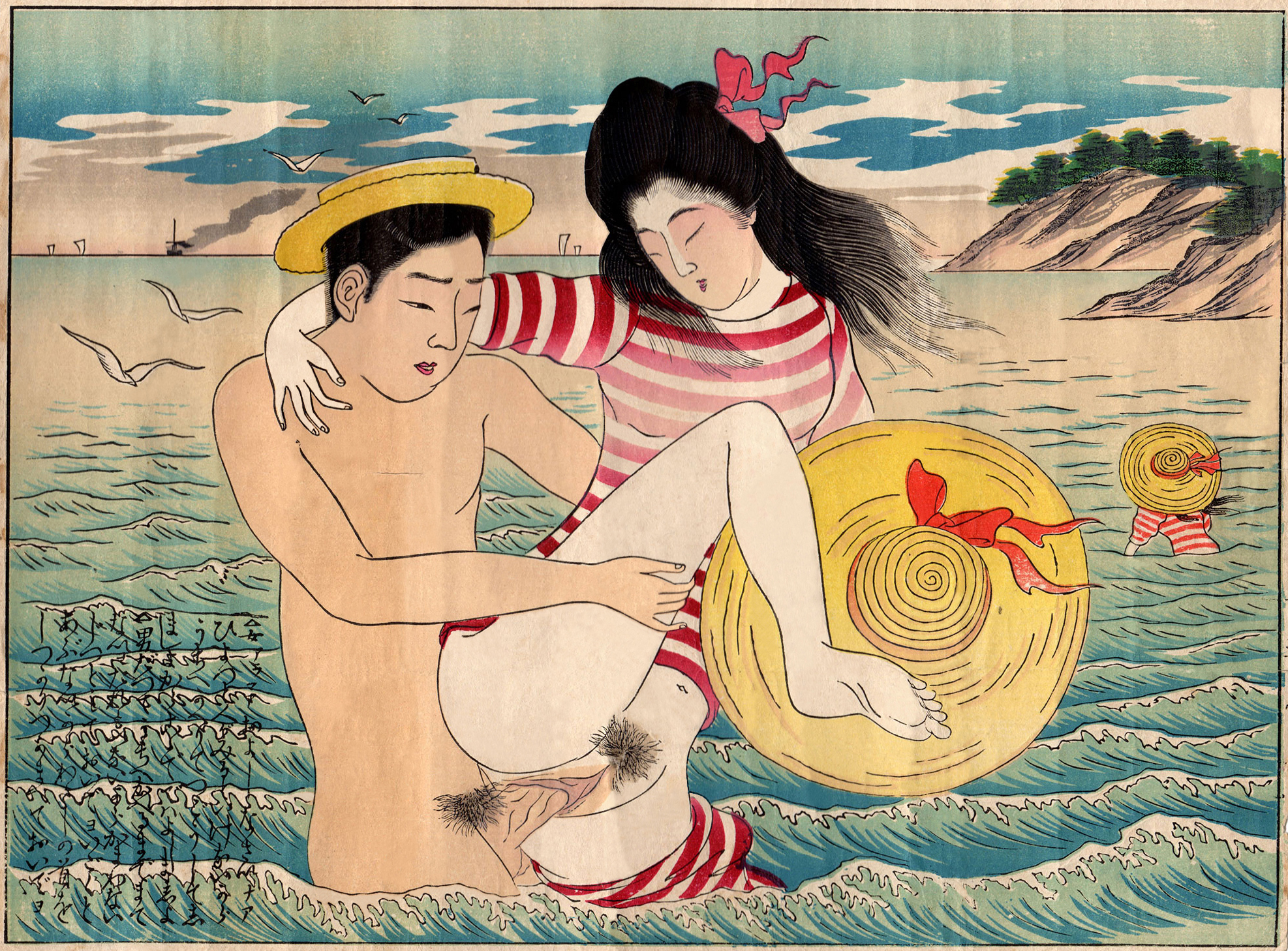
Japonsko, 1899

### Sexuologie a pohlavní styk
Pohlavní styk a sexuální aktivity jsou z velké části závislé na sociálních a psychických zkušenostech a na prostředí v kterém jedinci vyrůstají. Jde o smyslové prožívání situace a reakce jsou dány nejen fyziologickými pochody, zvykovými pravidly, ale i momentálním psychickým rozpoložením. Zejména chování před a během pohlavního styku jsou dány zvykovými pravidly a individuálními sklony.
Vzrušení před pohlavním stykem
Sexuální vzrušení může být nabuzeno třením pohlavních orgánů o sebe stejně jako manipulací rukou, ale i pouhým dotykem, vizuálním kontaktem, vokálními projevy nebo i myšlenkou.
Vzrušení se může se projevovat i zrudnutím, třesem, koktáním, mdlobami v důsledku nervového vypětí. V některých komplikovaných případech se může sexuální vzrušení projevovat neurotickými a hysterickými reakcemi, pasivní nebo aktivní agresivitou, zejména jejím vybitím. Takové chování může být spojeno například s pocity studu; v takovém případě jde o afekt podobný úzkosti nebo zlosti. Pohlavnímu studu a souvislostem je věnováno málo pozornosti. Podle některých domněnek proto, že stud jako afekt ponížení, zostuzení, pohrdání, trapnosti se velmi obtížně vyjadřuje, pacient se stydí nejen za svou sexualitu, za problémy s ní spojené ovlivňující průběh pohlavního styku, ale i za svůj stud.

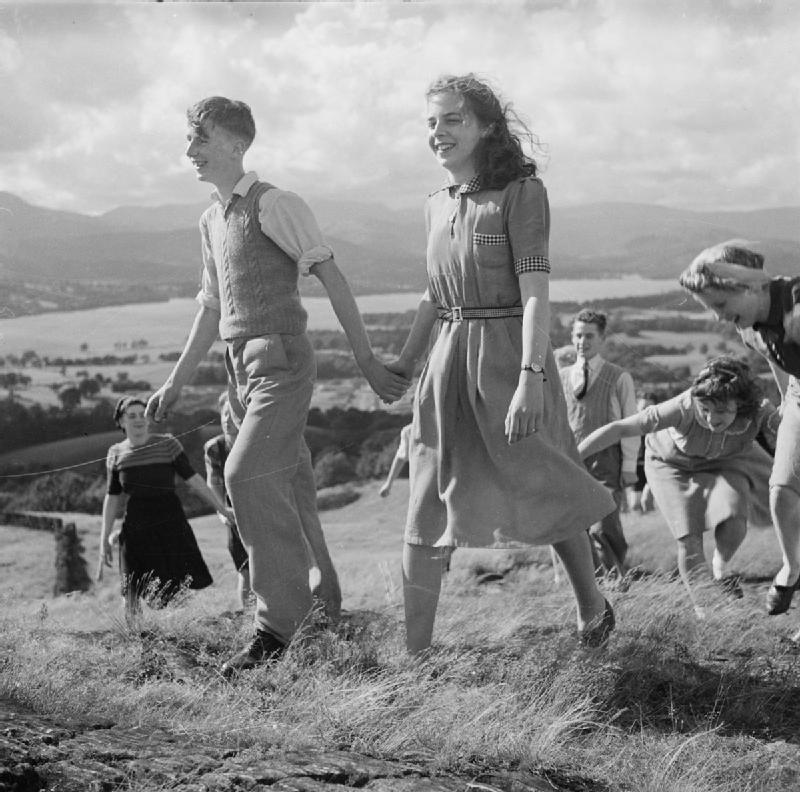
Příjemné pocity vzbuzuje často již držení za ruku a společná procházka nebo práce.
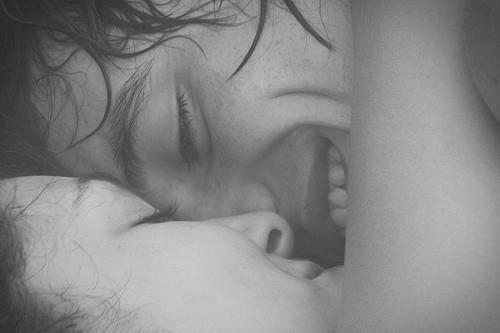
Významné nebo opětované pohledy do očí jsou signálem pozornosti nebo zájmu o sblížení.
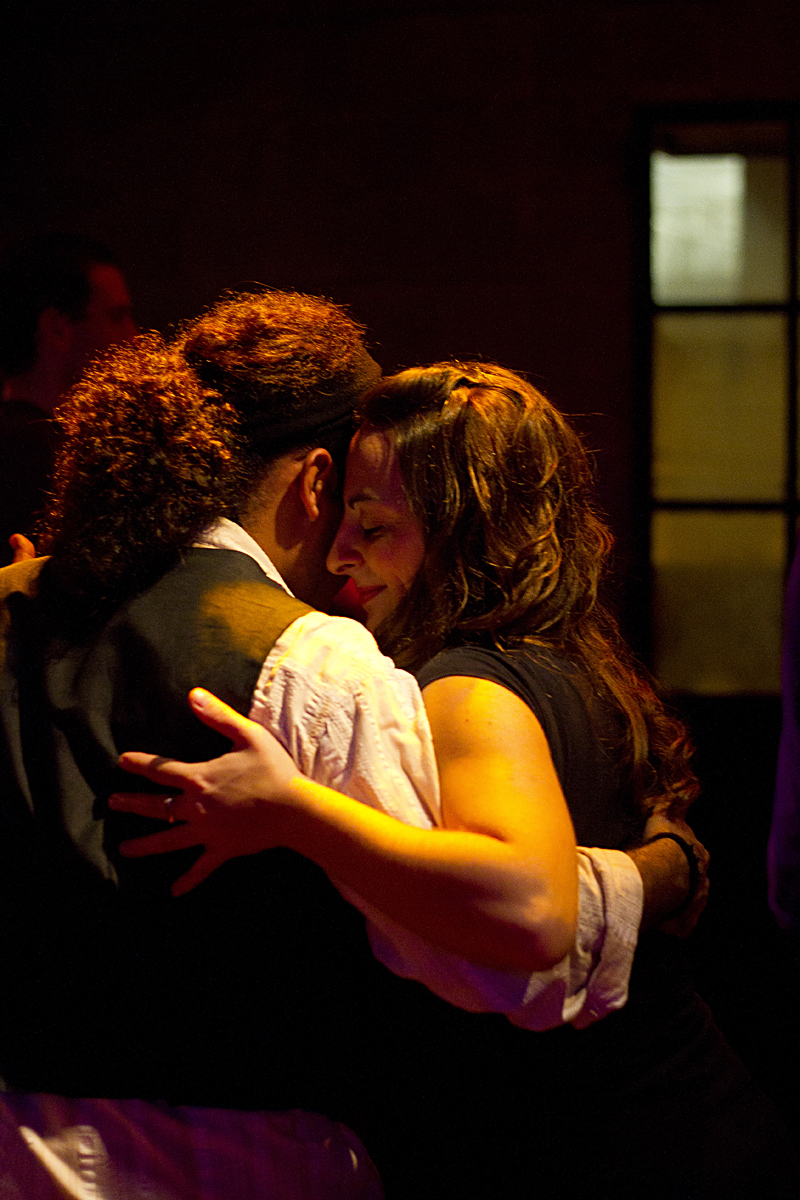
Milostný tanec může velmi sblížit, zejména je-li spojen s doteky a polibky.
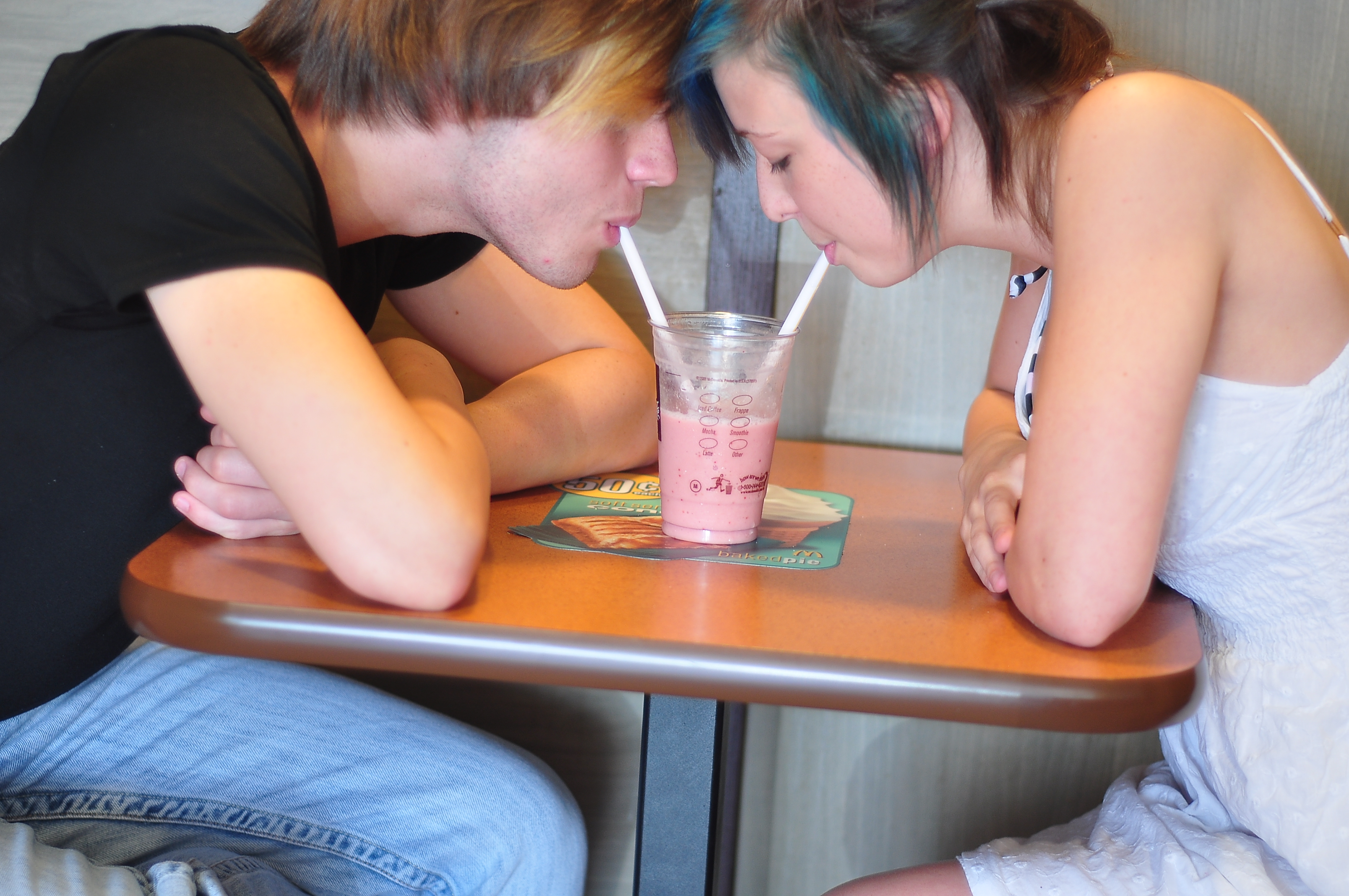
Obvyklým rituálem savců je společné přijímání potravy.
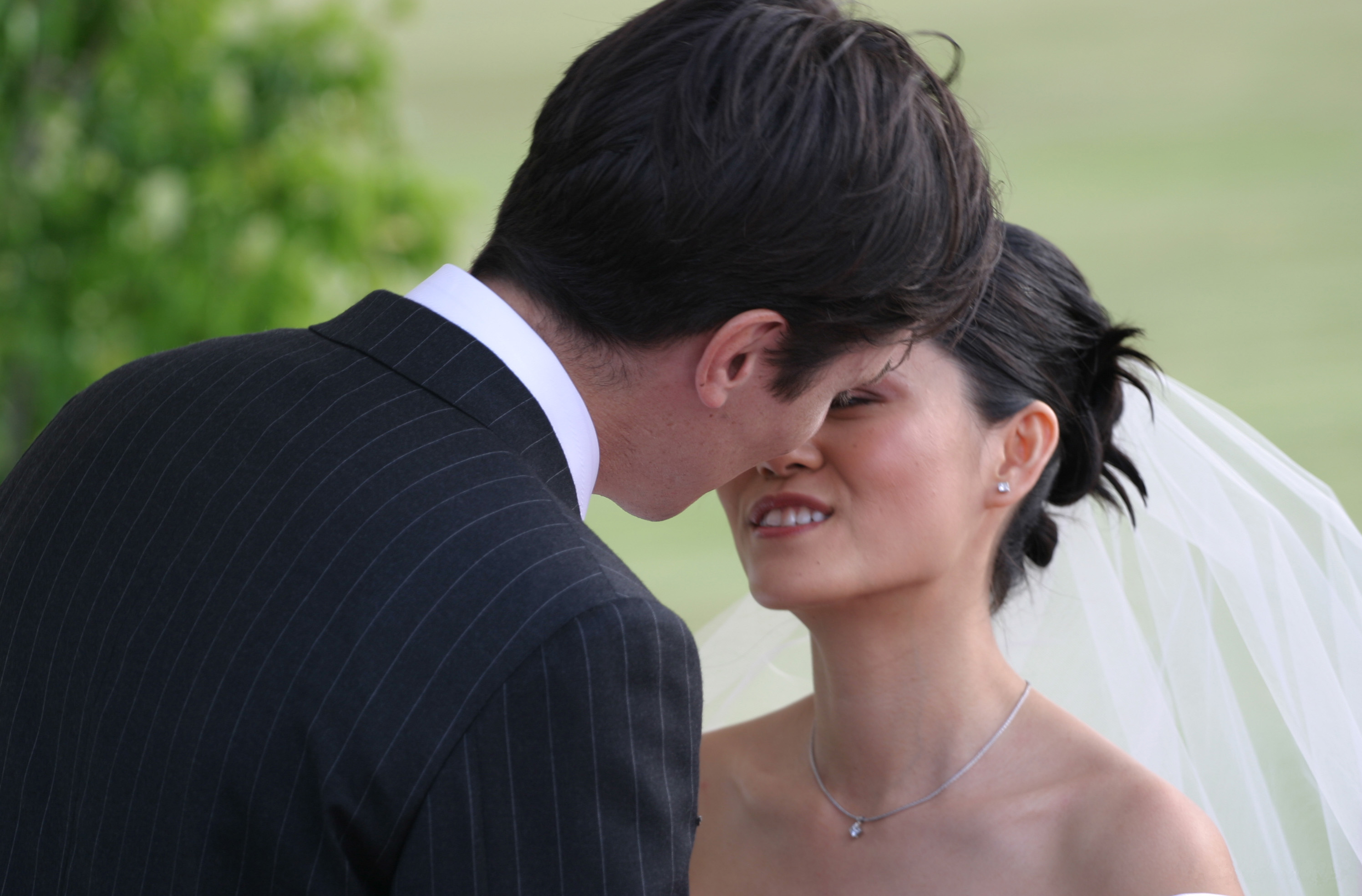
Podle některých názorů musí prvnímu pohlavnímu styku předcházet sňatek.

Milostná předehra
K sexuálnímu vzrušení a oboustranně uspokojujícímu pohlavnímu styku mezi jedinci není třeba milostné předehry. „Předehra je stejně důležitá jako stlaní postelí na Titaniku,“ tvrdí někteří autoři věnující se sexuologii. Docházejí k závěru, že myšlenka důležitosti předehry je založena na názoru, že ženy jsou duševně méněcenné a je třeba je „nažhavit“. Po průzkumu mezi běžně sexuálně aktivními osobami, včetně žen, došli někteří autoři k přesvědčení, že předehra není nezbytností.
Milostná předehra však může vést k vystupňování sexuální touhy a být oboustranně vnímána jako žádoucí a zábavná součást pohlavního styku. Součástí předehry nebo pohlavního styku mohou být zábavné aktivity, doplňky od společného jídla a pití, přes předem vybrané oděvy a doplňky po sexuální pomůcky, nebo použití určitých symbolických artefaktů a vyhledání vhodného prostředí. Často je za vhodnou milostnou předehru považováno vzájemné svlékání mezi partnery.

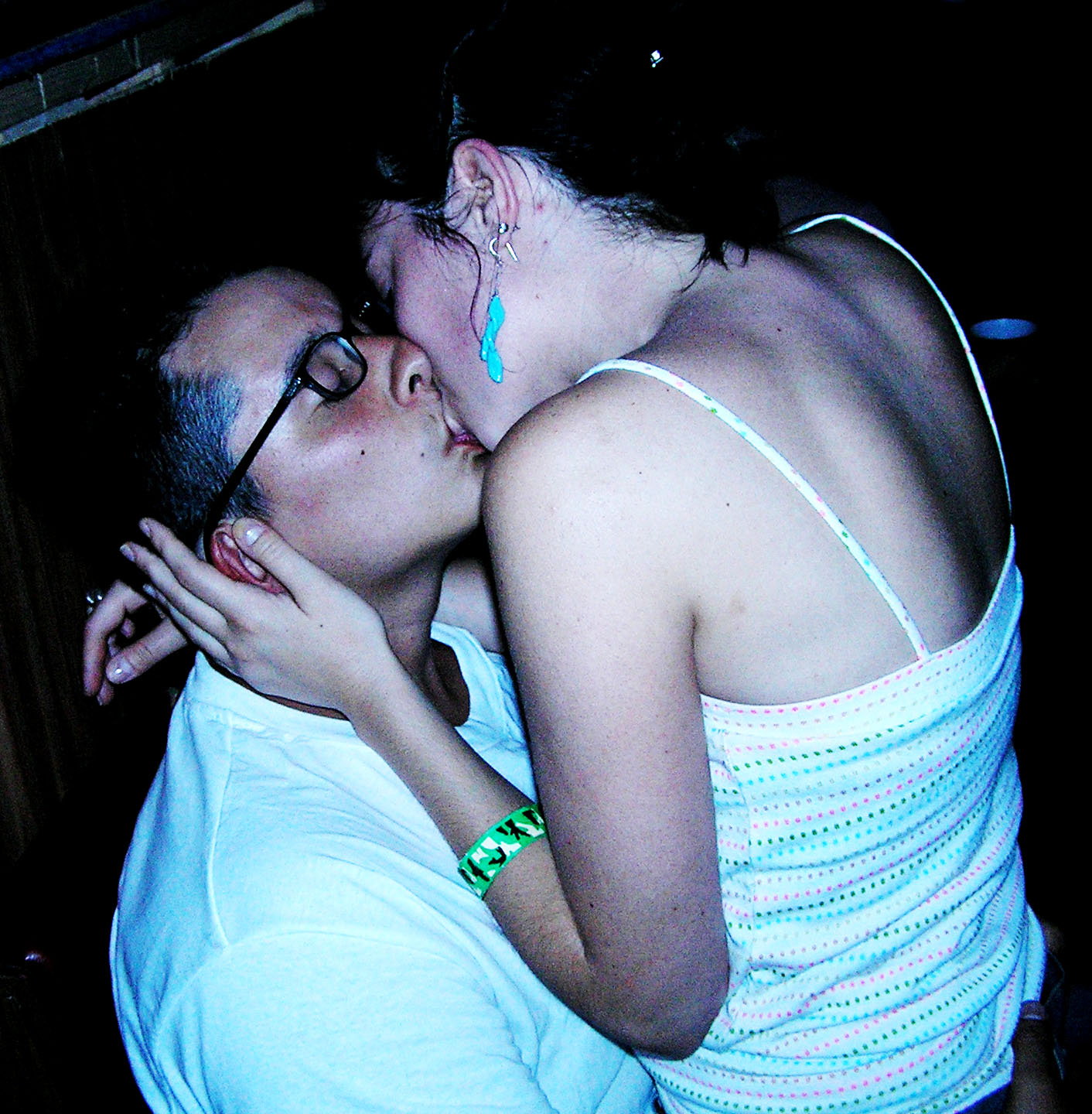
Polibky dokáží mnohé dvojice silně vzrušovat. Orální slastí se zabýval i Freud.
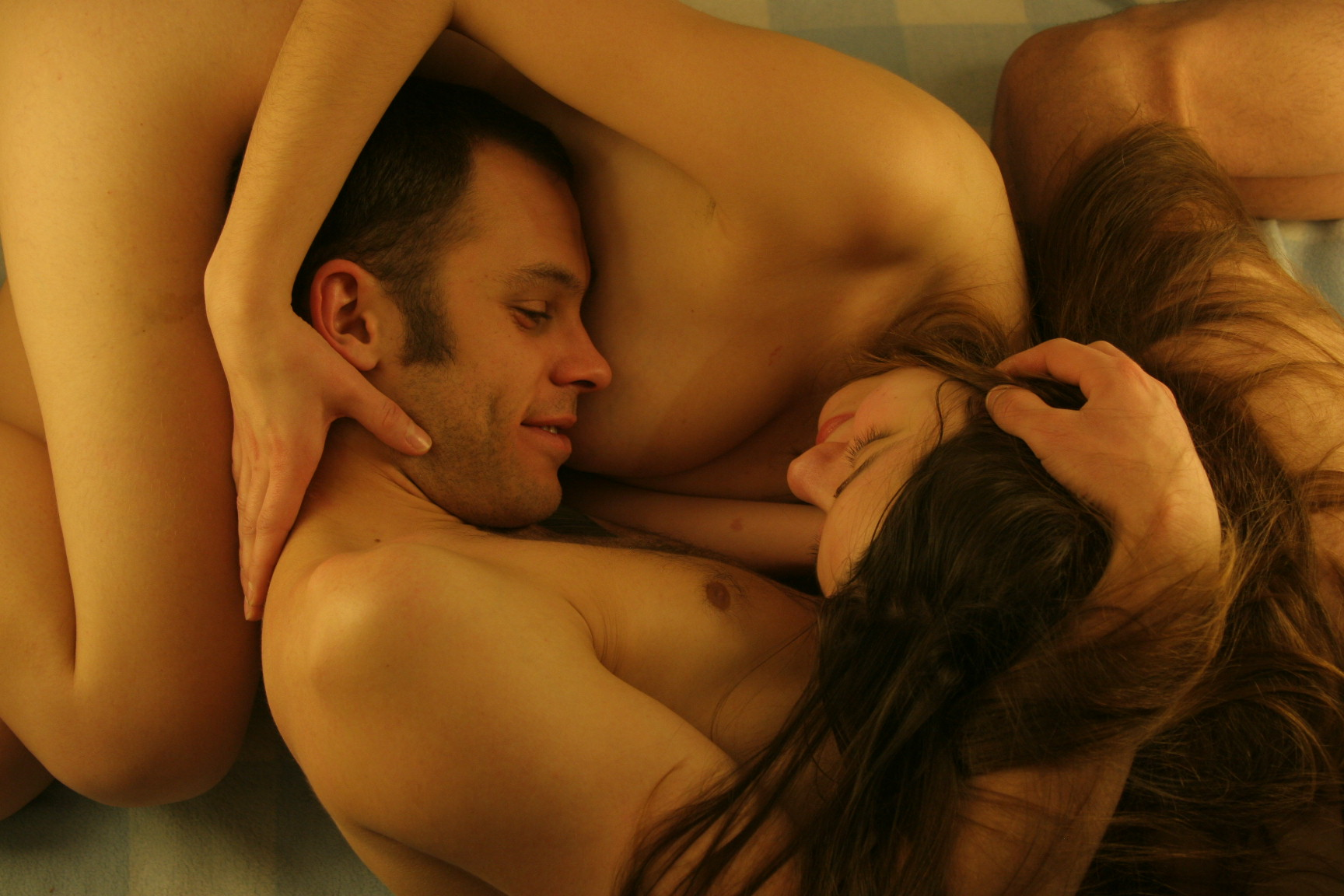
Vzájemná objetí nabudí pocit porozumění a souladu.
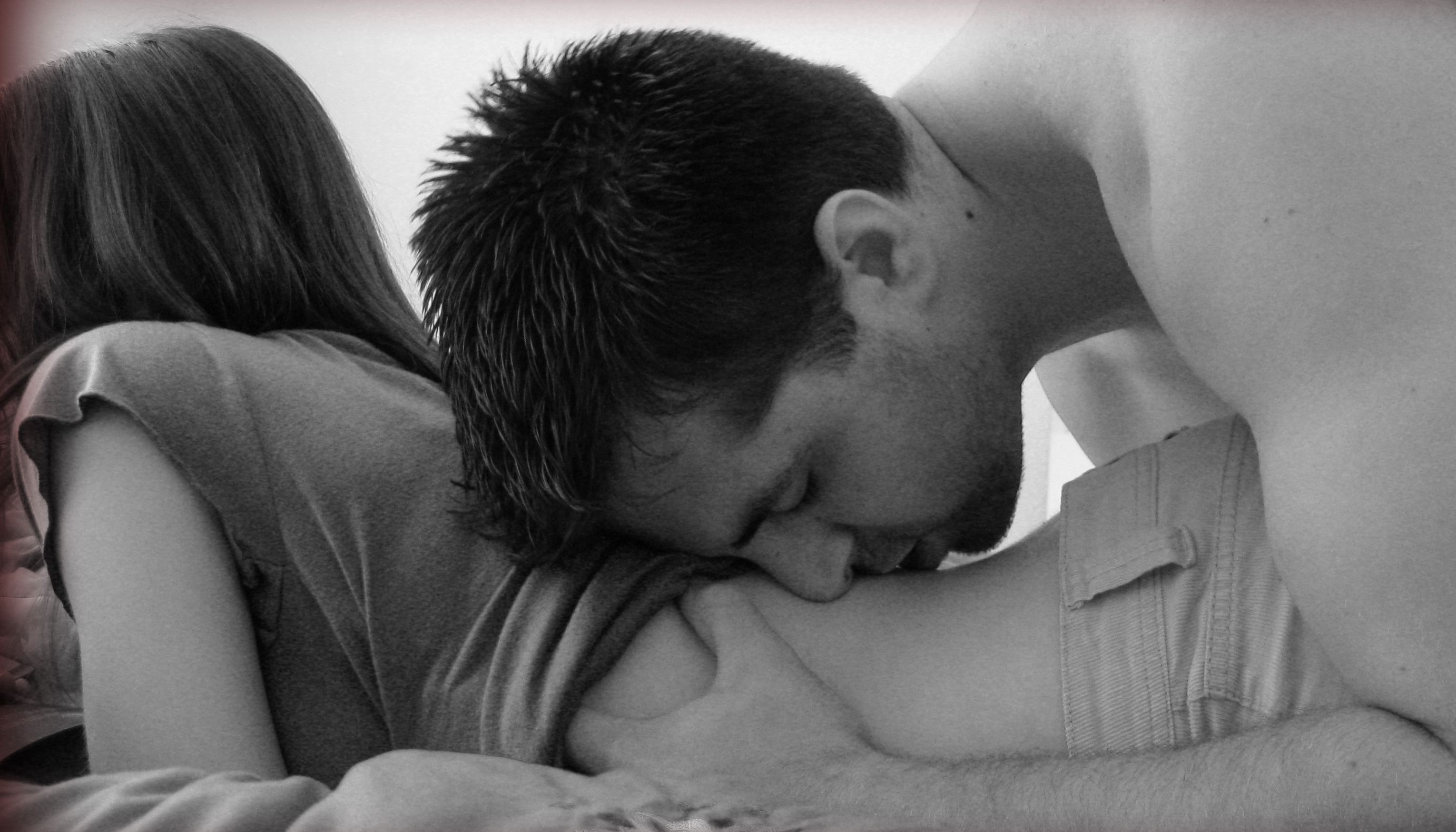
Milostná předehra může být pojata jako prozkoumávání. Doteky před pohlavním stykem stimulují smysly partnerů.
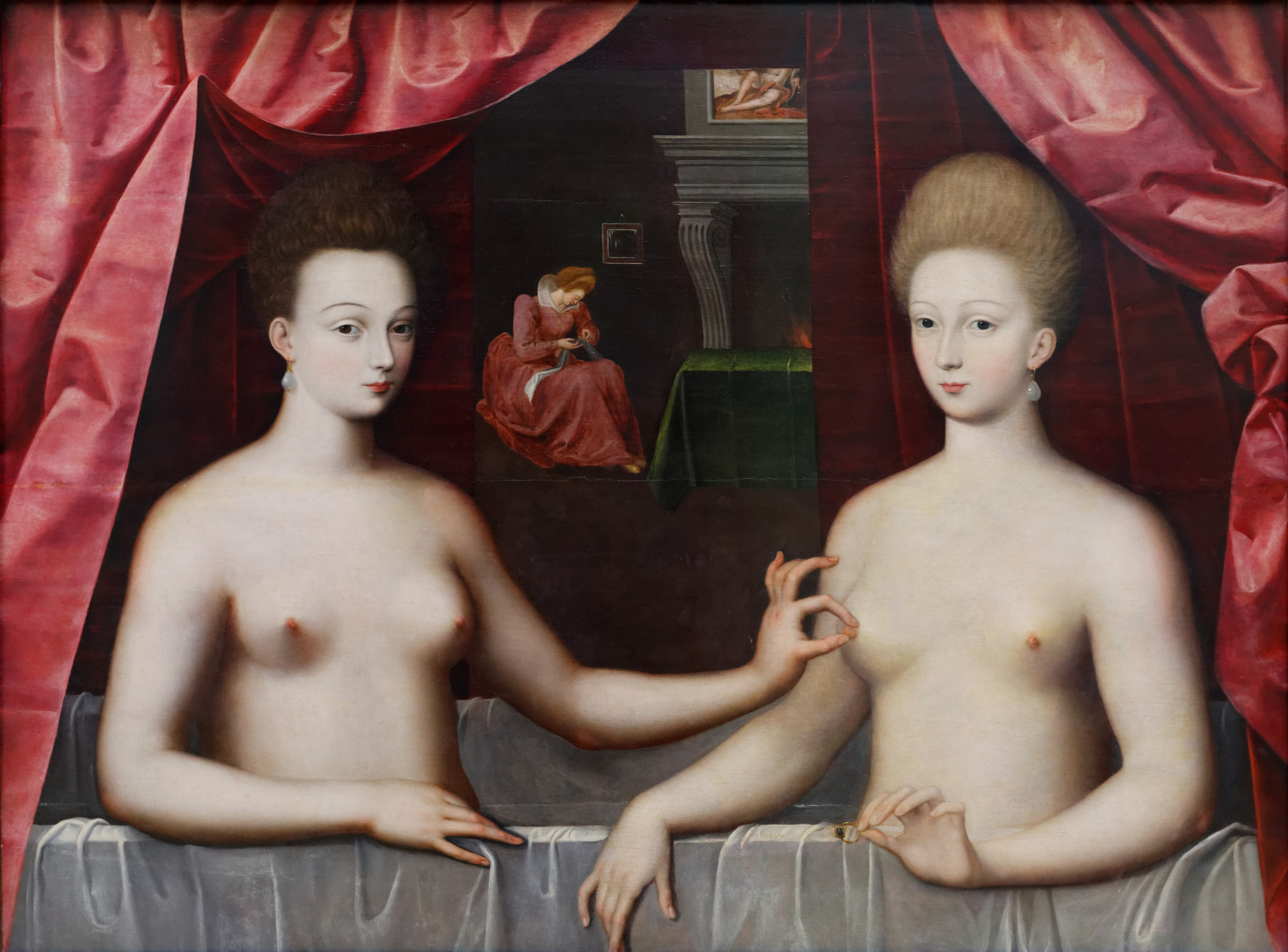
Některé ženy mají v oblibě dráždění bradavek.

Pohlavní styk
Mnoho autorů jak vědecké tak krásné literatury se snaží ukázat jako úspěšný pohlavní styk takový, při němž dojde k sexuálními uspokojení obou nebo všech zúčastněných partnerů, nejlépe současně, s tím že neuspokojení partnera znamená blamáž. Podle jiných autorů taková představa není ani pravdivá. Je zřejmé že hodnocení úspěšnosti, uspokojivosti pohlavního styku je záležitost hluboce emocionální a osobní, protože pohlavní styk je způsobem komunikace mezi partnery, nikoliv důkazem schopnosti vykonávat frikční pohyby. Je vhodné připomenout, že klasická misionářská poloha může být vnímána jako značně fyzicky náročná a pro méně fyzicky zdatné osoby jsou vhodné jiné přirozené pozice (např. zezadu).
Sexuology jsou popsány případy, že byly vlivem vštěpovaných „morálních“ zásad natolik deformovány představy sexuality, že se dívka odmítala líbat, aby nezhřešila, nicméně při pohlavním styku byla velmi aktivní. Takovou dezinformací, možná původně lží rodičů, byla u případů (v USA 20. století) popisovaných A. Ch. Kinseyem, představa, že se dítě narodí, pokud se dvě osoby líbají. Výsledkem bylo, že když se osvícený pár poradil se sexuologem s tím, že žena nemůže otěhotnět, zjistil, že nemají penetrativní pohlavní styk. Podobnou situací byla představa, že pohlavní styk může být proveden teprve po svatbě, v posteli, žena má strnule ležet, muž na ní tiše v misionářské poloze „vykonává soulož“ a snaží se nepotit a nefunět.
Významnou roli pro vniknutí penisu do pochvy má poloha nohou ženy. Pokud má partnerka například při misionářské poloze nohy napjaté a spojené, dochází spíše k dráždění vnějších částí genitálií. Hlouběji partner vniká do pochvy, pokud jsou nohy rozevřeny nebo pokrčeny v kolenou. Pokud má partnerka nohy zvednuty, nebo pokrčeny v kolenou a parter vsouvá penis do pochvy zezadu, dochází k podstatně hlubší penetraci. Hloubka vnikání do partnerky a dráždění jednotlivých částí pochvy je podle některých autorů ovšem záležitostí osobních preferencí partnerů a jejich aktuálních možností. Mladé dívky údajně preferují spíše dráždění zevních genitálií než hluboké vnikání, kdy se vytvářejí pocity libosti až po dlouhodobějších sexuálních zkušenostech. Důležitá je hloubka pochvy a délka penisu, ale při dlouhodobějším vztahu se rozměry přizpůsobí, nejsou-li rozdíly obzvláště velké.
I v případě, že jsou oba partneři vzrušeni a ženina pochva má znaky zvlhnutí, je doporučováno použít lubrikantu, ale přinejmenším naslinění penisu, které usnadní první vniknutí do pochvy. Při homosexuálním styku mezi muži, před vniknutím penisu do análního otvoru, je dostatečné použití lubrikantu zcela nezbytné.
Po vniknutí penisu do pochvy je doporučeno krátkou dobu posečkat než ihned přistupovat k vzájemným pohybům a dráždění. Není obvykle třeba nikam spěchat a je vhodné věnovat se partnerovi a vnímání jeho blízkosti svými smysly. I po započetí vzájemných pohybů, jejichž účelem je vzájemné dráždění citlivých orgánů, je doporučováno partnera sexuálně stimulovat a aktivita i přístup obou partnerů může to velmi zpestřit a zpříjemnit akt. Takovými doporučenými aktivitami jsou například líbání, olizování, kousání, škrábání, štípání, dráždění prsty, pevné držení nebo pokusy o dobývání (které však musí být poměrně brzy úspěšné). Tyto postupy a mnoho poloh a způsobů podrobně popisuje kniha Kámasutra ze 4.–6. století n l.
Podobně jako vzájemné polohy partnerů byly důkladně studovány kopulační pohyby a jejich rytmus a hloubka vnikání. Podle některých autorů kontrast mezi hloubkou vnikání při jednotlivých pohybech může působit dráždivěji, ovšem nejcitlivější část pochvy je poměrně mělce okolo ústí. Způsob kopulačních pohybů, může ovlivňovat zejména šíři drážděné oblasti uvnitř i na vnějších částech genitálií. Roli při dráždění má i tření pokožky a tlak. Je doporučováno, aby partneři otevřeně hovořili o svých touhách a pocitech i během styku.
Je doporučováno hluboké dýchání a křik nebo alespoň vzdechy, s tím, že pomáhají rozvádět vzrušení do celého těla a prožívat je. Za optimální dobu od vniknutí penisu do pochvy do doby orgasmu se považuje asi 7–13 minut.
Někteří muži ovšem ztrácejí schopnost emocionálního kontaktu se ženou v okamžiku spojení a žena se může cítit jako objekt, na kterém je prováděna masturbace partnera (umělá vagina). Důvodem výrazného sexuální chování tak může být pouze touha muže exhibovat před partnerkou a udržet si požadovanou úroveň sebeúcty. Žena je schopna prožívat mnohačetné orgasmy, na rozdíl od muže. Muž však dosažení orgasmu u ženy často pokládá za důkaz svého mužství.
K posílení prožitku orgasmu je doporučováno povolení sevření řitního svěrače. Naopak stažení řitního svěrače může být příčinou předčasné ejakuace.
Orgasmus
Orgasmus neboli vyvrcholení je výsledkem fáze plató (plateau) sexuálního reakčního cyklu. Orgasmus se vyznačuje intenzivní fyzickou rozkoší, kontrolovanou autonomním nervovým systémem. Je doprovázen rychlými cykly svalových kontrakcí (stahy) v dolních pánevních svalech, které obklopují primární pohlavní orgány a anus (řitní otvor). Orgasmy u mužů i žen mohou být spojeny s jinými mimovolnými reakcemi, např. se svalovými stahy v jiných částech těla a s vydáváním zvuků. Při mužském orgasmu většinou dojde k výronu semene – ejakulaci –, ale ejakulace není podmínkou k dosažení orgasmu. Orgasmus též zpravidla provází euforické vnímání. Představa, že soulož musí být vždy zakončena společným orgasmem, aby byl pohlavní styk uspokojivý, je šířena zkreslenými příběhy a výklady. Současný orgasmus obou nebo více partnerů při milování patří mezi erotické touhy mnoha lidí, z nichž někteří o něm sní a mnohdy se o něj i zoufale snaží. Představy lidí o společném orgasmu vycházejí z romantických filmů a knih, kde se s ním opravdu lze často setkat.
Penis s kondomem musí být po orgasmu vyjmut z pochvy. To musí být podle dostupné literatury provedeno dříve než dojde ke ztrátě erekce. Autor zmiňuje, že jinak může kondom zůstat v pochvě a je problém jej vytáhnout.
Ejakulace a mokrý orgasmus u ženy
Některé ženy vnímají ejakulaci na své tělo jako příjemný zážitek a mohou se jí samy dožadovat, pro jiné je nepříjemná a nepředstavitelná. Ještě větší část žen nesnese ejakulát v ústech; jiným je partnerův výstřik chutný. V případě, že muž ejakuluje při orálním sexu ve chvíli, kdy má penis hluboko v ústech partnera, může dojít k infekci dutin. Při ejakulaci je vhodné, aby se penis nenacházel hluboko v ústech. Někteří muži s oblibou ejakulují ženě do vlasů nebo na obličej, a to i ve skupině (mužů), ač většině žen z toho žádné potěšení neplyne a přinejlepším tuto kratochvíli partnerovi tolerují. Ejakulace na tělo a konzumace ejakulátu jsou často předváděny v pornografii. Vysloveně pozitivní účinky spermatu na pleť, dietu nebo růst vlasů nejsou prokázány, ale hodnoty testosteronu v spermiích ani nijak nenarušují hormonální rovnováhu u žen. Podle některých informací může sperma na pokožce způsobit vyrážku. Největším rizikem při kontaktu s ejakulátem je, především při promiskuitním styku, přenos pohlavních chorob.
Ženská ejakulace, neboli mokrý orgasmus, je při pohlavním styku nebo dráždění pochvy projev, kdy se ze žláz poblíž vyústění močové trubice uvolňuje zvláštní tekutina. Tento projev je u různých žen různý a nestejně intenzivní. Podle průzkumů se vyskytuje jen u menší části žen.
Postkoitální dysforie
Ačkoliv je obvyklý pocitem po sexu euforie, je známa a popisována i postkoitální dysforie ( PCT, post-coital tristesse, „Post-Sex Blues“), což je pocit melancholie, deprese a plačtivosti objevující se po pohlavním styku (souloži). Název pochází z latinského úsloví „Post coitum anima tristis est“. Někdy PCT vykazuje silné pocity úzkosti objevující se nejpozději do 2 hodin po styku.
Postkoitální dysforie je připisována hormonu prolaktinu, který je vylučován k vyrovnání hormonální hladiny. Po pohlavním styku hladina stoupne výše než po masturbaci, asi o 400 procent. Interpretuje se to tak, že pohlavní styk je intenzivnější zážitek než masturbace.
Vokální projevy při pohlavním styku
Vokální projevy u žen jsou podobné jako u samic primátů. Souvisejí se sexuální aktivitou a vyjadřováním sexuálního potěšení. Obvykle vzrušují jejich sexuální partnery a potenciální sexuální partnery. Muži mají vokální projevy méně často než ženy. Vokální projevy mohou mít verbální a neverbální formy, včetně hlubokého dýchání, sténání, křiku, vulgarit, pláče a smíchu.
Podle některých studií vokální projevy nesouvisejí s orgasmem ženy, ale spíše s ejakulací jejich partnera. Studie ukázaly, že muži obvykle vnímají ženskou vokalizaci jako sexuálně velmi vzrušující projev, a že si je toho žena i sama vědoma. Většina žen uvedla, že vokalizace při pohlavním styku vedla k lepšímu prožitku u partnera a zvýšení jeho sebevědomí, nebo obojímu.
Pozice při pohlavním styku
Sexuální styk se dá provozovat v různých pozicích, pro obvyklé oplodnění je důležitý pouze akt zasunutí penisu do pochvy a úspěšné vyvrcholení v pochvě. Lidé si pro zpestření pohlavního styku vytvořili řadu různých sexuálních pozic, které jsou různě fyzicky náročné a vyžadují různé polohy obou či více partnerů.
- Mezi nejrozšířenější pozice patří základní, tzv. „misionářská pozice“, kdy žena leží na zádech a muž leží na ní přivrácený tváří. Tato pozice umožňuje hlubokou penetraci pochvy, malou fyzickou náročnost a pohled obou partnerů vůči sobě.
- Další pozice je například tzv. pozice „na koníčka“, kdy je muž na zádech nebo sedící, žena klečí nebo sedí na něm, a
- „boční pozice“, „lžička“, kdy jsou oba partneři položeni na boku.

Mimo těchto pozic existuje celá řada dalších, které jsou popsány např. v indické kámasútře.
Styk mezi více partnery je nazýván skupinový (lidově – z němčiny – „gruppen sex“).

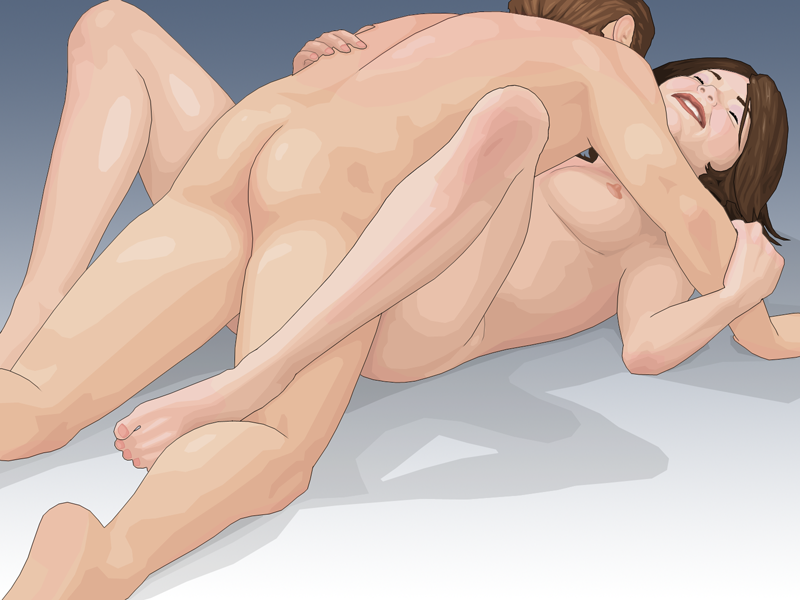
V 21. století nejobvyklejší, misionářská pozice.
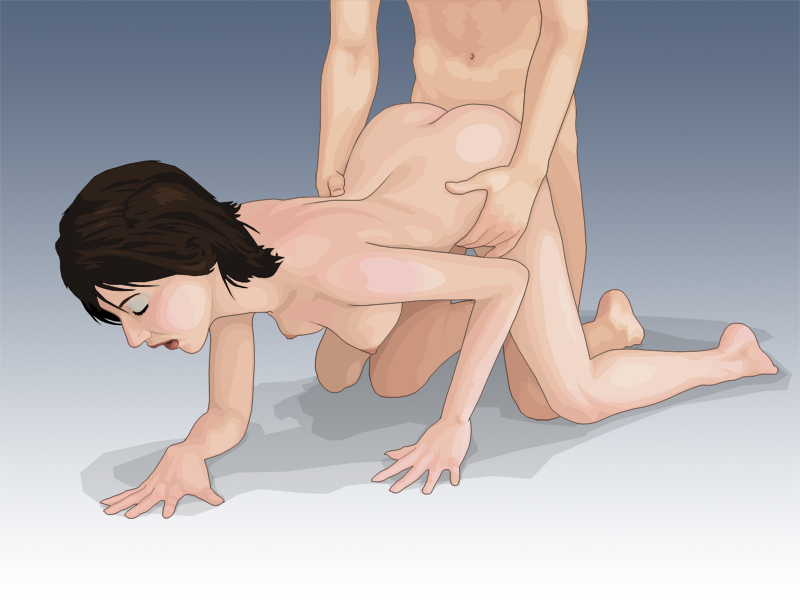
Pozici zezadu oceňují zralé ženy pro hloubku vniknutí a prožitku.
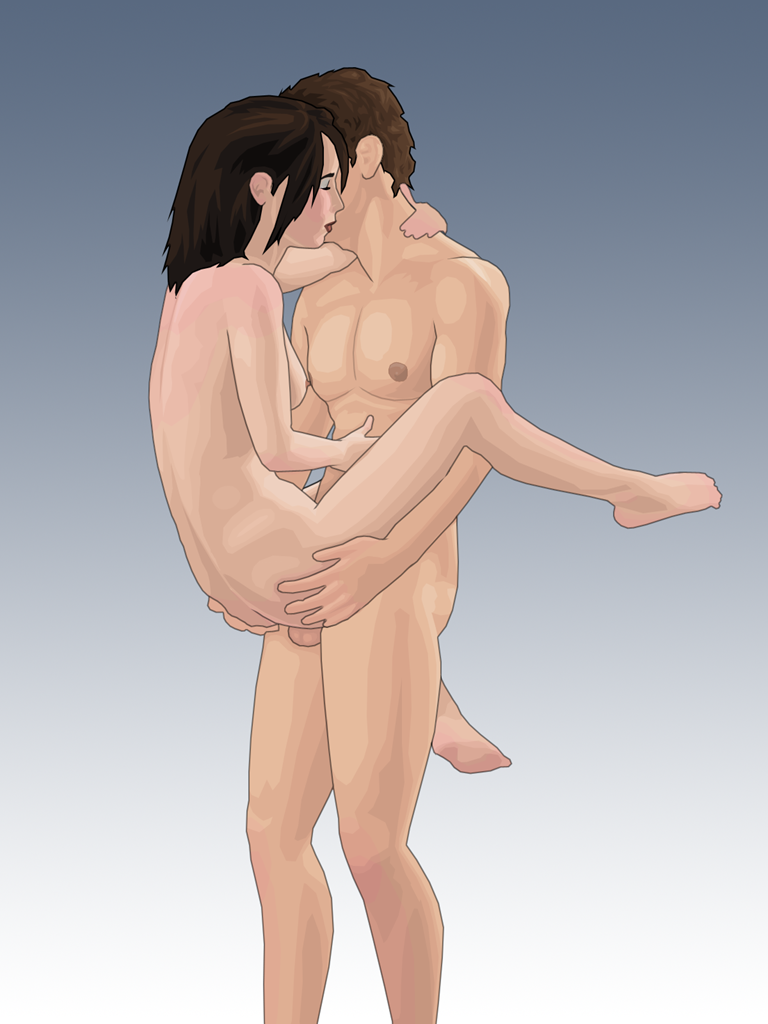
Ačkoliv je popsáno mnoho různých poloh, většina složitých nebo fyzicky náročných je spíše esteticky zajímavá než příjemná a praktická.
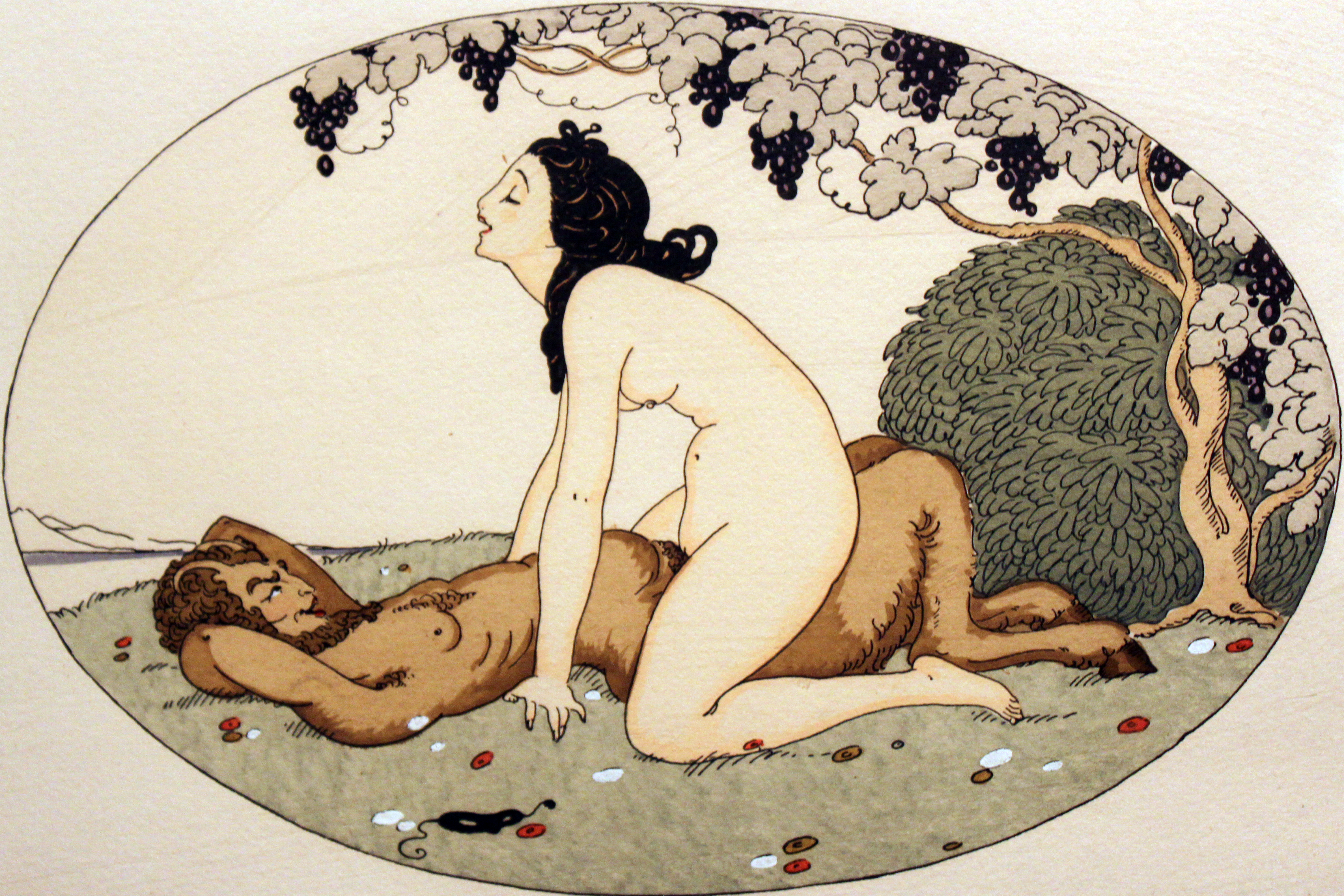
Pozice žena nahoře je vhodná pro kontrolu míry vnikání penisu do pochvy, tedy při obtížích při styku.

#### První penilně-vaginální styk
Ačkoliv i pohlavní styk po krátkodobém vztahu může být nejen příjemný, ale i vzrušující zážitek, který se vryje do paměti, první pohlavní styk je statisticky oboustranně podle osobních zkušeností účastníků výzkumu uspokojivější, pokud k němu dochází po dlouhodobé známosti. První pohlavní styk je subjektivně účastníky vnímán jako uspokojivější pokud je doprovázen citovým poutem a vzájemnou oddaností, láskou. Osoby s delší známostí se také cítily po sexuálním styku méně často provinile ale byli si při první pohlavním styku méně jisti. Větší pocit jistoty měly osoby, které použily nějaký antikoncepční prostředek. Silný pocit viny měly osoby, které požily alkohol a zážitek vnímaly málo pozitivně. První sexuální zkušenosti litovalo 26 % dotázaných. Orgasmus bývá u prvního styku dost vzácný, především u ženy, někdy se však nedostaví i u muže. Důvodem pohlavního styku bývá vyhledávání nového, „silného zážitku“. Takovým novým, ale nikoliv vždy příjemným zážitkem první pohlavní styk, zvláště u osob bez silných vzájemných vztahů, tedy být může.
Někteří autoři varují před prvním pohlavním stykem bez osobního vztahu, s tím, že může být takový „zafixován“ a především pokud se sexem začínají partneři příliš brzy a ze zvědavosti. Ačkoliv neuvádí, kdy je příliš brzy, je zřejmé duševní zralost není přímo odvislá od věku. Zákon uvádí jako legální hranici pro Česko 15 let, většina dětí, ačkoliv se aktivně oddávají autoerotice, začíná s pohlavním životem s jiným partnerem okolo osmnáctého roku života, ale mnozí i daleko později, aniž by utrpěli újmu zmeškáním pravého okamžiku. Někteří jedinci pohlavní život nezačnou (oficiálně) nikdy, žijí v celibátu. Ohledně varování začínat sexuální život ze zvědavosti, nelze pominout zřejmý fakt, že první pohlavní styk, není-li z podvolení se násilí nebo ze soucitu, je vždy také ze zvědavosti. A to i v případě, že je z lásky. Některé rady a především „zásady“ a zákazy a jejich porušování ohledně pohlavního styku, mohou znejistit nezkušené a vyvolat zbytečná traumata, obavy, pocity viny a studu, nebo vést až k sebevraždě.
Dívky mívají o prvním pohlavním styku romantické představy a prvním sexuálním stykem tak bývají podle statistik ještě více zklamány než chlapci. Největší obavou chlapců je strach z neúspěchu, možné fyzické nedostatečnosti, neschopnosti vyvolat a udržet erekci nebo dosáhnout orgasmu, jenž nakonec může i ovlivnit schopnost erekce. Zde platí, že největší obavu lze mít především z vlastních obav. Někteří chlapci se cítí nejistí z důvodu, že neví co a jak mají dělat nebo jsou překvapeni značným rozdílem mezi romantickými filmy nebo pornografií a realitou. Obranou je zvýšení přirozené sebejistoty ve spojení s vlastní nahotou, odstranění některých zbytečných zábran. Významnou pomocí může být otevřená společnost, rodinná výchova zahrnující vzájemnou komunikaci bez tabuizace a studu ze sexuality a tělesnosti, pozitivní vztah k vlastnímu tělu a přirozené sexualitě, dostatek informací, saunování (bez oblečení) v dětství s rodiči nebo později s partnerem, neskrývání nahoty v domácím prostředí nebo i pravidelné navštěvování nudistických pláží či středisek, a studium filozofie a výtvarného umění. Je prokázáno, že otevřený přístup k sexualitě sice oddaluje první pohlavní styk, ale rozvíjí osobnost a prodlužuje život.

#### Sexuologie dalších forem pohlavního styku
Anální sex (sodomie) je sexuální aktivita, při které dochází buď k anální souloži, či k nejrůznějším formám dráždění řitního otvoru. Při tomto způsobu pohlavního styku je třeba používat prezervativ a dodržovat hygienu. Nedoporučuje se provozovat anální sex, pokud není parter zdravý. V mnoha zemích světa je anální sex trestný čin.
Někdy partneři anální a orální sex praktikují místo penilně-vaginálního, aby nedošlo u ženy k ztrátě panenství, což je před manželstvím hřích, nebo aby bylo u ženy podstatně sníženo riziko otěhotnění. Otěhotnění u žen často způsobuje sociální problémy, děti jsou příčinou významného snížení životní úrovně. To je častým důvodem proč používat praktiky, které nezpůsobí těhotenství. Podle některých zdrojů jsou páry, které preferují anální styk právě proto, že je zakázaný v některých zemích.
Tuto sexuální praktiku lze provozovat v heterosexuálním páru, kdy zpravidla nejsou používány žádné pomůcky (v případě peggingu naopak jsou), a lze říci, že pak jde o doplňkovou sexuální praktiku. Podle průzkumů vyzkoušela anální sex třetina heterosexuálních párů. Muž při homosexuálním styku prožívá uspokojení díky dráždění prostaty. Lesbické páry využívají při análním sexu pomůcek, podobně je tomu při penetraci muže ženou.
Orální sex je sexuální aktivita, při níž jsou ústy, rty či jazykem stimulovány pohlavní orgány muže nebo ženy. Jde o tzv. orálně-genitální styk, který často slouží jako milostná předehra. Studie Kinsey Institute, která v roce 1999 proběhla mezi vysokoškolskými studenty v USA ukázala, že přibližně 60 % z nich nepovažuje orální sex vůbec za pohlavní styk. Pro většinu dospívajících je pod výrazem pohlavní styk míněna pouze vaginální penetrace penisem, s tím že jiné způsoby se mezi pohlavní styk nepočítají. „Můžete mít orální sex a zůstat panna.“ Orální sex tak může být způsob jak bez rizika těhotenství sexuálně uspokojit partnera a v mysli zůstat stále čistá „panna“ nebo „panic“ pro „toho pravého“. Orální sex s sebou nese rizika přenosu běžných pohlavních chorob včetně HIV.

#### Sexuální orientace
Sexuální orientace obvykle označuje trvalé zaměření na druh objektů sexuální touhy, specifikované například i věkovým pásmem či kombinací věku a pohlaví přitažlivých osob nebo typem jiných objektů sexuální touhy. Obecně jde i o sociální sebeidentifikaci, odchylky od stanovené normy pohlavního styku jsou někdy označeny jako choroby, deviace (nekrofilie, pedofilie, zoofilie, atp.) jindy jako alternativy (homosexualita). Lidé se mohou, ale nemusejí chovat podle své sexuální orientace. Pohlavní styk zakázaným způsobem může být trestným činem nebo přestupkem.
Ohledně pohlavního styku je jen velmi málo lidí je zcela vyhraněných. V případě frustrace z nedostatku pohlavního styku může docházet ke změnám chování. Sexuální chování se tak může lišit od preferencí. Podle některých názorů se mohou upřednostňované preference měnit. Někteří terapeuti se pokoušeli změnit sexuální orientaci pacientů (homosexuální na heterosexuální), avšak uvedené úspěchy byly zpochybněny jako ideologicky ovlivněné informace. Podle odlišných názorů nedochází ke změně sexuálních preferencí, ale sexuálního chování. „Léčení homosexuality“ je tak jen změna chování, přizpůsobení se osoby s homosexuální preferencí jiné, heterosexuální roli. 
„ …mnozí silně religiozní gayové a lesby raději přijmou naordinovaný kříž a žijí po „terapii“ v manželství pro ně nepřirozeným způsobem, než aby přijali sebe sama a oprostili se od manipulačních technik církevního společenství. Tzv. terapie homosexuality může učit z homosexuálů heterosexuálně se chovající homosexuály.“
Sexuologie je někdy používána jako nástroj společnosti, který má omezit šíření společensky nežádoucí preference v pohlavního styku. Pokud má např. dospělý muž pohlavní styk s nezletilou 14letou osobou, může mu být stanovena diagnóza hebefilie (efebofilie) a nařízena sexuologická léčba.

#### Některé sexuální praktiky
Mnohé sexuální praktiky při pohlavním styku jsou založeny na dráždění smyslů, změnách rolí nebo změnách zakotvených společenských a psychických norem v rámci hry. Některé takové praktiky jsou i součástí léčení psychických poruch.
Sexuální praktiky jsou často ovlivněny sociálním prostředím, zejména módností daných praktik. Někdy partneři používají doplňky a způsoby chování blízké fetišismu, tedy zalíbení v některých částech těla sexuálního partnera (ňadra, hýždě), oděvech (latex), doplňcích (boty na podpatku). V mnoha případech mají však spíše roli módních symbolů či sexuality nositele než že by samy byly předmětem sexuální touhy, jak je tomu u parafilie. Sexuální praktiky proto někdy mohou vyplývat spíše z projekce romantických představ o sexualitě a vzrušení než zaměření dané osoby.
Mezi sexuální praktiky považované dlouhodobě za módní patří například spanking, mezi „trendy“ v pohlavním styku patří fisting a anální fisting. Jako forma ponížení bývá součástí BDSM aktivit pissing, který je spojován s ponižováním nebo oblibou znečištěného nebo páchnoucího partnera, sexuální úchylkou nazývanou mysofilie. Často je ale například v romantické ženské literatuře popisována touha po benzínem nebo potem páchnoucích mužích a muži běžně s oblibou sledují zápasy žen v blátě.
Trvalé sexuální zájmy a preference ovlivňuje sociální prostředí během růstu a dospívání, především propagované vzory, silné zážitky, pozitivní nebo negativní zkušenosti.
BDSM
Je skupina sexuálních praktik, včetně pohlavního styku, kdy je jeden z partnerů nadřazen druhému. Patří sem zejména erotický sadismus, masochismus a různé formy fetišismu. Jde o hru, jejímž základem je absolutní oddanost a poslušnost podřízené osoby vůči dominantní. Hra se odehrává v rámci předem dohodnutých pravidel.
Škrcení a dušení, erotická asfyxie či erotická asfixace, je technika při níž dochází ke zvýšení sexuálního vzrušení a orgasmu. Tato technika může způsobit poškození mozku, způsobuje smrt.
Sadismus a masochismus
Sadismus a masochismus je sexuální potěšení při způsobování nebo přijímání bolesti. Sadomasochistické praktiky překračující meze obecné přijatelnosti bývají považovány za sexuální úchylku. Ve vztahu k sexualitě představuje spíše sexuální preference konkrétního jedince než konkrétní praktiky. Sadismus a masochismus ve formě hry je někdy doporučován jako rozptýlení o ozvláštnění během pohlavního styku. S hrou musejí souhlasit všichni zúčastnění partneři.
Elektroplay
BDSM praktiky při kterých je používána elektrostimulace (ES) a elektrotortura (ET) elektřinou, tedy využití dráždivých účinků elektrického proudu. Jako pomůcky jsou používány myostimulátory a občas i podomácku zhotovené generátory. Variantou této praktiky je používání zařízení, pracujících s vysokonapěťovým výbojem na principu Teslova transformátoru (violet-wand). Okořenění pohlavního styku tímto způsobem může způsobit i popáleniny nebo smrt.
Bondáž
Bondáž patří mezi nejobvyklejší a nejrozšířenější BDSM praktiky. Spočívá v omezení pohyblivosti partnera od spoutání rukou až po znehybnění. Svazování kolem krku se nedoporučuje, vhodné je kontrolovat prokrvení končetin. Japonská bondáž je umělecká forma svazování, která je v japonské kultuře hluboce zakotvena (Nawa Shibari). Některé typy svazování jsou jen dekorativní technikou, jiné jsou pomocí při meditaci, nemají souvislost s pohlavním stykem.
Roleplay
Roleplay je v rámci pohlavního styku sexuální chování, kdy partneři hrají různorodé role (krásná zlodějka versus zatýkající policista), mnohdy dokreslované kostýmy a rekvizitami. Nemá nic společného se zneužíváním, nekonsensuálním ponižováním. Role se mohou lišit svým zaměřením, tedy především ohledně preferovaných pomůcek a vyjadřovaných vlastností, od citových přes hravé, zaměřené na dominanci, až po modifikace pohlavního styku. Dominantní osoby vystupují v rámci sexuálního roleplaye rámcově v rolích panovníků a nadřízených všeho druhu, celebrit, bohatých vlivných lidí a podobně, zatímco submisivní osoby hrají role hierarchicky podřízené (nižší šlechtic/šlechtična, sekretář/ka) nebo společensky či silově nevyrovnané (fanynka, otrok). Zřejmě nejjednodušší formou roleplay je crossdressing. S hrou musejí souhlasit všichni zúčastnění partneři.
Sexuální hrátky nazývané ponyplay nejsou zoofilií. Jde o formu roleplay, kdy jsou role rozděleny na „zvíře“ a „trenéra“. Submisivní osoba je do role zvířete uváděna se svým souhlasem. „Zvíře“ plní podle dohody různé role. Tak jako v tradičním BDSM zde hraje velkou roli vzájemná důvěra, úcta, odpovědnost a oboustranná partnerská shoda. Častými pomůckami je psí vodítko, uzda, bičík atp. Podobnou technikou je dogplay, někdy též pupplay.
Skupinový pohlavní styk
Skupinový pohlavní styk je sexuální praktika zahrnující tři a více účastníků. Je často spojován s exhibicionismem a promiskuitou. Poměr mužů a žen či jejich sexuální orientace nejsou podstatné. Skupinový sex je oblíbeným pornografickým žánrem. Taková díla, v nichž vystupuje ženská herečka a větší počet mužů, se označují gangbang.

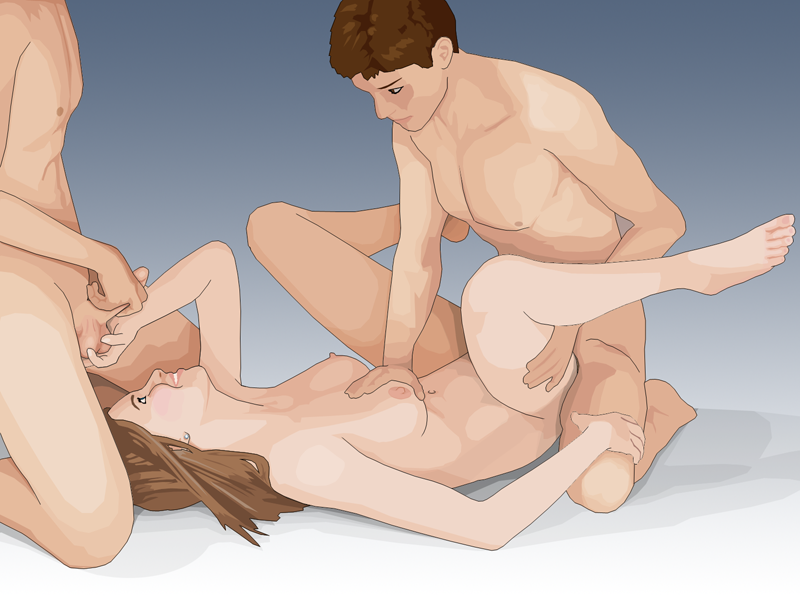
Škádlení ve trojici
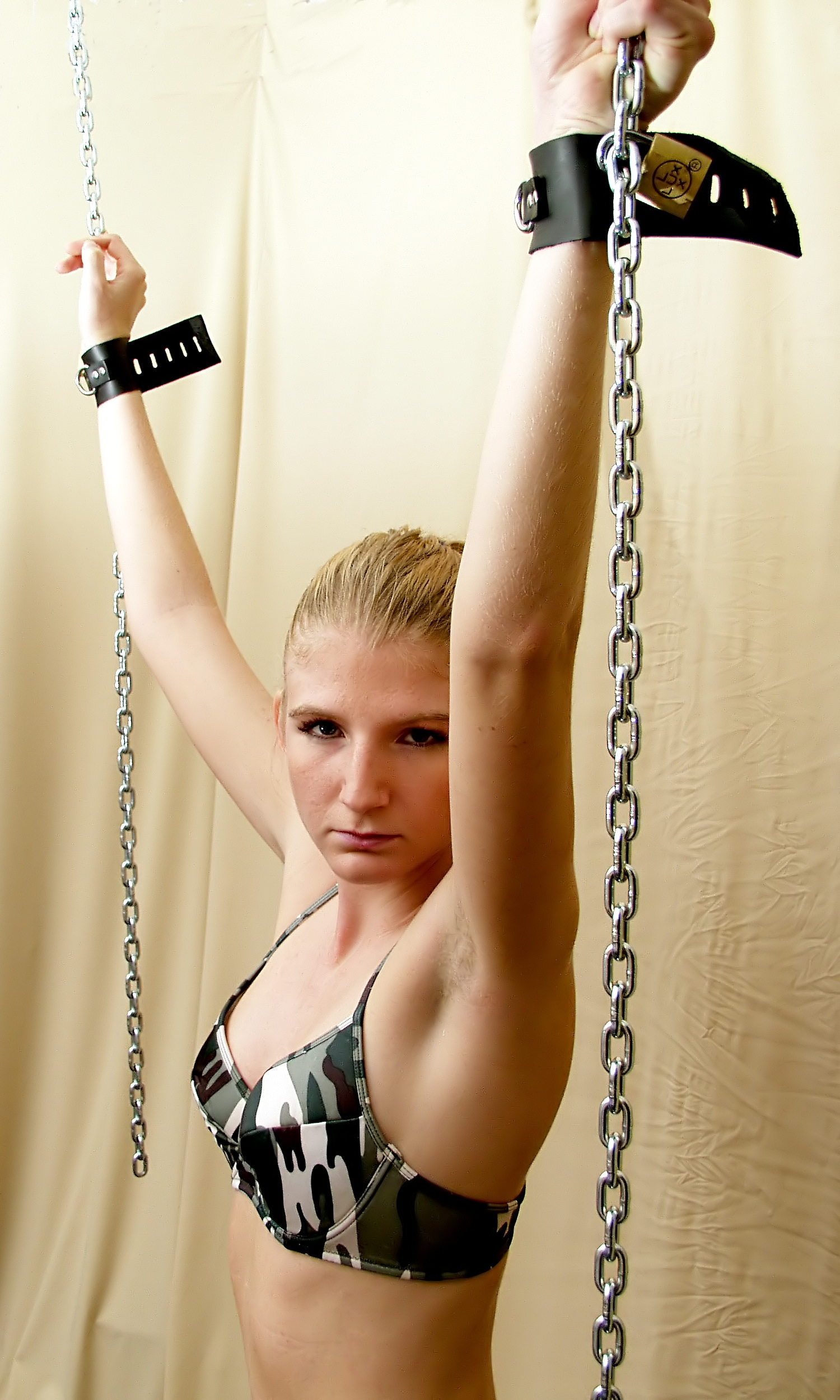
V rámci hry jsou u praktik BDSM poměrně často používána pouta
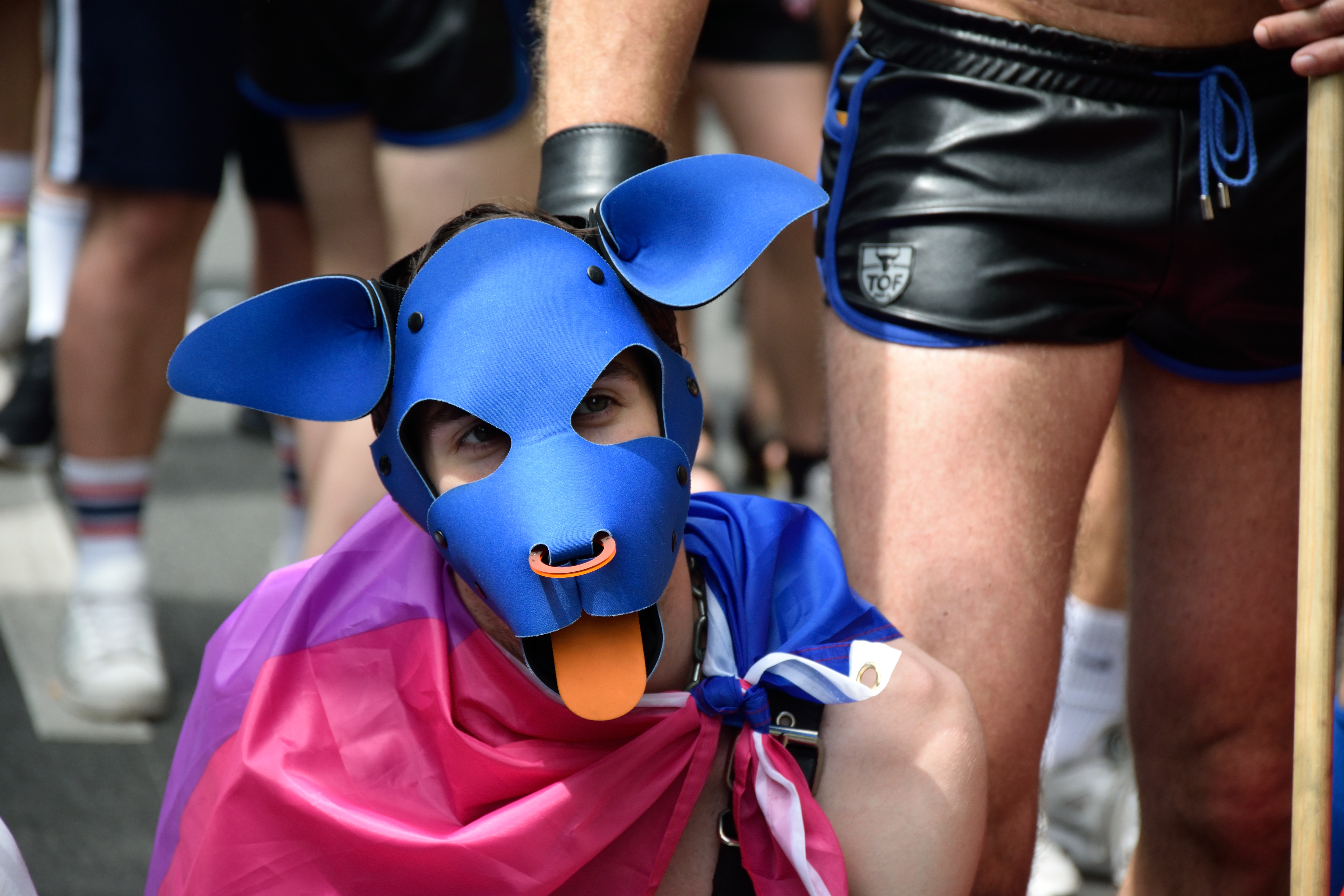
K praktice „petplay“ patří podobné psí masky

#### Lubrikace při pohlavním styku
Přirozená lubrikace vulvy omezuje nepříjemné pocity při tření během pohlavního styku. Některé léky, včetně volně prodejných antihistaminik, stejně jako různé životní události, jako je těhotenství, laktace, menopauza, stárnutí, či nemoci jako diabetes, přirozenou lubrikaci u ženy potlačují. Při nedostatečné vaginální lubrikaci může být pohlavní styk velmi nepohodlný a bolestivý. Podobně je tomu při análním sexu, při souloži do konečníku při heterosexuálním styku a obvykle u homosexuálního styku mezi muži, kdy je lubrikace při pronikání přirozeně nedostatečná. Přirozeným lubrikantem jsou také sliny.
Lubrikační gel, aplikovaný ve vydatné míře na penis a poševní vchod nebo v okolí na řitní otvor napomáhá zvlhčení a může výrazně zpříjemnit sexuální prožitek. Lubrikanty na olejové bázi mohou snižovat tak efektivitu kondomů.
Lubrikanty jsou využívány při řadě sexuálních praktik během pohlavního styku, při používání erotických pomůcek jako je dildo, vibrátor apod.

#### Antikoncepce
Antikoncepce zahrnuje metody a prostředky, které se používají k zabránění těhotenství. Zcela bezpečným, z hlediska nežádoucího těhotenství činí pohlavní styk kastrace. Přerušovaná soulož, soulož do konečníku, vzájemná masturbace a orální sex patří mezi metody, které snižují riziko těhotenství.

#### Poruchy sexuálního chování
Odchylky chování, jež jsou určovány jako poruchy chování, s ohledem na provedení nebo vztah k pohlavnímu styku, jsou označovány jako parafilie, sexuální deviace, sexuální úchylky, perverze, aberace. Pojem parafilie je společenská konstrukce zahrnující nežádoucí sexuální odchylky. Je předmětem dlouholetého sporu mezi deterministy a indeterministy o to, zda a nakolik je lidské chování, včetně sexuálního, a jeho omezení, předmětem ovlivnitelným vůlí. Deterministé uvádějí danost chování i jako absolutní a vůlí neovlivnitelnou, na způsob naprogramovaného automatu, pudově.
Pomocí sexuologie a psychologie lze vysledovat vzorce chování a naplnit je tak, aby během seberealizace nedocházelo k společensky nebezpečnému chování. Formou léčby jsou psychofarmaka a hormonální léčba, kastrace a ve 21. století již opomíjená lobotomie. Kastrace je podle sexuologa Petra Weisse výborná, ale málo prováděná terapie, ačkoliv podle sexuologa znamená pro postižené úlevu. Dobrou terapeutickou motivací k odolní vnitřnímu puzení by podle sexuologů byly podstatně přísnější a častěji udělované nepodmíněné tresty.
Deviantní chování v souvislosti s pohlavním stykem nedeviantních osob se objevuje v rámci prostituce a pornografického průmyslu. Osobě sexuálně normální nebo osobě s hendikepem může deviantní chování (např. kandaulismus, frotérství) pomoci při terapeutickém zvládání sexuální dysfunkce. Duševně a sexuálně normální osoby se mohou i opakovaně chovat deviantně při vybití sexuálního puzení (např. nekrofilní, zoofilní a pedofilní chování).

#### Homosexualita jako choroba
„Je-li někdo gay, hledá Boha a má dobrou vůli – kdo jsem, abych ho mohl soudit?“ papež František

Ačkoliv byla homosexualita vyškrtnuta z mezinárodního seznamu chorob, je svou podstatou podle některých názorů poruchou sexuálního zdraví z definice podstaty chorob. Přináší totiž některé nesnáze, které ji činí zdravotně zapříčiněným hendikepem. Za takové nesnáze je považováno omezení schopnosti se rozmnožovat. Vyškrtnutí ze seznamu nemocí podle těchto názorů nebylo tedy motivováno medicínsky, ale sexuálně politickou snahou přispět k eliminaci rozumově nezdůvodnitelné společenské šikany a právní diskriminace homosexuálních osob, tedy pomoci těmto osobám.
Některé osoby řadí homosexuály ke skupinám lidí, kteří jsou charakterizování sociální deviací a narušováním pořádku ve společnosti; jiní na homosexuály pohlížejí mírně smířlivěji jako na „odlišné“, podobně jako u rasově odlišných osob. Zcela specifické postoje k homosexualitě zastávají v české společnosti osoby jako je Václav Klaus, Petr Hájek, Ladislav Bátora ale například i exponenti hnutí, které jsou považovány za ultrapravicová. Za římskokatolickou církev papež František vyzval ostatní věřící k milosrdenství vůči homosexuálům.
Bisexualita a společnost

Bisexuálové homosexuální chování preferují jen zřídkakdy, a to většinou jen ti, jejichž osobnost je mimo bisexuální orientace ještě jinak, psychopaticky nebo alespoň nějak nestandardně utvářena, nebo za zvláštních okolností, například v souvislosti s prostitucí nebo ve vězení. Bisexuálové se chovají obvykle celoživotně heterosexuálně. Podle některých zdrojů jsou bisexuálové do role heterosexuálů manipulování společností.

#### Pohlavní styk na veřejnosti

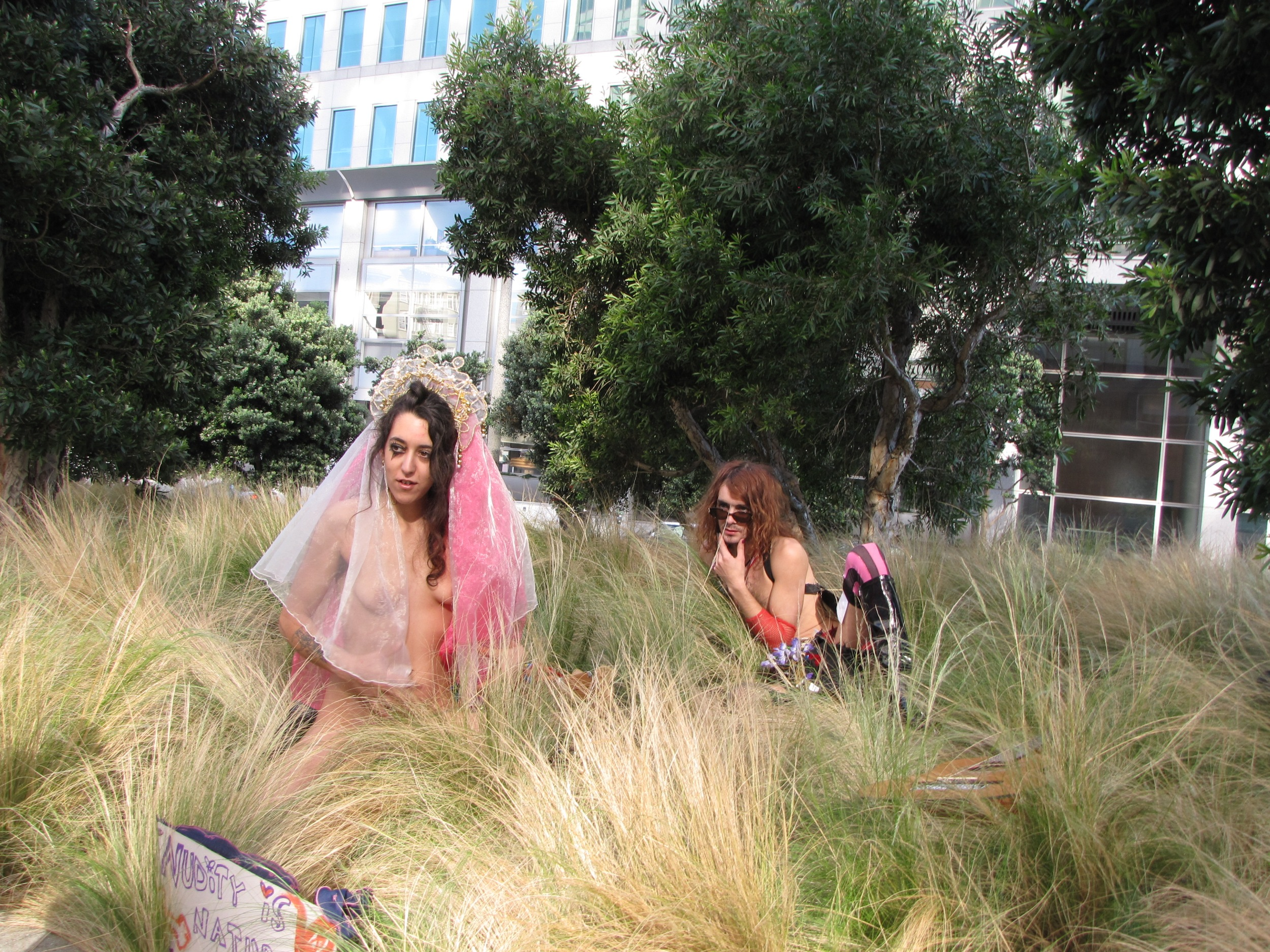
San Francisco, pohlavní styk na veřejnosti v rámci protestu „Fuck for Forest“

Za pohlavní styk na veřejnosti lze považovat pohlavní styk dvou a více osob na veřejně přístupném místě nebo na takovém soukromém místě, kde lze pozorovat partnery z veřejného prostranství. Tedy pohlavní styk na dvorku, zahradě nebo v ložnici s odhrnutými závěsy. Častěji jsou pro pohlavní styk na veřejnosti využívána místa, kam má přístup široká veřejnost. Například nákupní centrum, parkoviště (pohlavní styk v automobilu), na pláži, v lese, v divadle, autobusu, na ulici, WC, nebo na hřbitově.
Pohlavní styk na veřejnosti má znaky exhibicionismu a voyeurismu. Jde o poměrně běžnou sexuální fantazii; případně i praktiku pro zpestření pohlavního života.
Za pohlavní styk na veřejnosti může být udělena pořádková pokuta až 5 000 Kč. V případě, že je čin kvalifikován nikoliv jako narušování občanského soužití a veřejné pohoršení, nýbrž přísněji jako trestný čin výtržnictví, hrozí trest odnětí svobody až na dva roky.

### Filosofie a teologie
Na světě se různé kultury a různá náboženství stavějí a stavěla k otázce pohlavního styku různě. Můžeme najít jak jisté zbožštění sexu či jeho užívání pří náboženských obřadech (posvátná prostituce), tak i jeho naprosté odmítnutí jako něčeho škodlivého, od čeho by se člověk měl oprostit (např. manicheismus). V zásadě tak lze metafyzický přístup k tématu pohlavního styku a sexuality rozdělit na pesimistický a optimistický.
Pesimisté hodnotí pohlavní styk a sexuální nutkání jako nedůstojné člověka a neslučitelné s vznešeností povahy lidské existence a jejího cíle (Svatý Augustin, Immanuel Kant, Sigmund Freud). Optimisté (Platón, Sigmund Freud, Bertrand Russell, mnoho současných filozofů) hodnotí sexualitu pozitivně. Platón tvrdí, že sexualita sama o sobě není ani dobrá, ani špatná. Vymezuje morálně špatné a morálně dobré sexuální aktivity. Odděluje od sebe vlastní sexualitu a sexualitu zaměřenou na určitou osobu, kterou vidí jako pozitivní.
Normativní filozofie sexuality se dotýká především hodnoty sexuální aktivity a sexuálního potěšení. Obvykle v této souvislosti řeší sexuální morálku a oprávnění provádět pohlavní styk a v jaké formě, čímž vytváří formu filosofické etiky, tedy hodnot dobra, nebo ctnosti, morální povinnosti.
Filosof Michel Foucault v Dějinách sexuality (1. díl, Vůle k vědění, 3. kapitola) rozlišuje společnosti, které jsou obdařeny ars erotica (uměním milovat, například Čína, Japonsko, Řím, arabsko-muslimské společnosti), v němž poznání vychází ze zkušenosti a učení, jenž odlišuje od západní civilizace, v níž ars erotica není známa, avšak která jako jediná praktikuje scientia sexualis, tedy postupy, v nichž hlavním rituálem pro produkci pravdy je doznání a aplikace těchto pravd má diskursivní a mocenský charakter. Ve středověku mělo doznání formu pokání, v novověku formu průzkumů, medicinalizace lásky a sexuality a další formy.
Velká světová náboženství, například křesťanství a islám, vesměs pohlavní styk sám o sobě za špatný nepovažují. Tématy etiky a náboženské morální nauky v oblasti pohlavního styku, kde se názory různých autorit liší, jsou antikoncepce a panenství, ale i homosexualita a náboženství.

### Pohlavní styk a mytologie
Mezi známé mytologické příběhy vztahující se k pohlavnímu styku patří znásilnění Lédy Diem v podobě labutího samce, nebo egyptské příběhy týkající se Usira, Setha a Hora.
V českých zemích, v 15. století, v době boje proti čarodějnicím, byla s podporou řádu dominikánů vydána kniha Malleus maleficarum (Kladivo na čarodějnice), která pomáhá přesněji rozlišit ďábly a démony, kteří mohou zlákat nebo posednout obyvatelstvo. Kniha dává také návod, jak uspořádat hon na čarodějnice, které s démony obcují, a jak je mučit a upálit. Jsou zde zmiňováni démoni succubus (démon ležící vespod) a incubus (démon ležící nahoře), kteří způsobují, že se rodí děti. Podle svatého Tomáše má pro potřeby Satana pohlavní styk incubus se ženou a succubus s mužem.
Podle Malleus maleficarum démoni s lidmi vedenými špinavým chtíčem provádějí jakýkoliv špinavý požitek (pohlavní styk), aby získali sperma, nebo jím oplodnili ženy. Kniha se v tomto směru odvolává na svatého Augustina, který fakt o přenášení a shromažďování spermatu démony potvrzuje u démonů v Galii. Démoni vyhledávají prostopášné ženy, na což podle knihy Malleus maleficarum existuje mnoho důvěryhodných svědectví, přestože je to podle téže knihy někdy popíráno. Taková, podle autorů věrohodná, svědectví popisují, jak ďábelští andělové (Genesis 6:1-4) – také nazývaní v Bibli Kralické „synové Boží“ –, vcházeli (souložili) k dcerám lidským.
Podle knihy ke znečištění pomocí incubů a succubů dochází, když ženy dobrovolně prostituují s incuby, nebo muži smilní s succuby. Nicméně mužům se takové chování, na rozdíl od žen, podle knihy hnusí. Které osoby obcují s ďáblem nebo démony, které ženy jsou čarodějnice a kteří muži jsou čarodějové, lze podle tohoto zdroje určit především bedlivým pozorováním osob, které by jimi mohly být.
V Austrálii nebo Zanzibaru byl v roce 1975 popisován démon nazývaný Popobawa (též Popo Bawa) znásilňujícího ženy a muže. V Mexiku je ve folklórní tradici legenda, že ženy unáší a sexuálně zneužívá, oplodňuje, krásný delfíní muž v klobouku, Encantado. V Chile na ostrově Chiloé většinu těhotenství neprovdaných žen podle legendy způsobuje démon nazývaný Trauco. Ošklivý skřet paralyzuje ženy pohledem, sexuálně zneužije a vždy oplodní. Žádná žena před jeho pohledem podle legendy není bezpečná. Podobně démon Pombero v Argentině, podle legendy chytá nehodné dívky, a nutí je k polibkům a poté k pohlavnímu styku. V další části Argentiny nechtěná těhotenství připisují démonu nazvanému Kurupi. V Malajsii se podle folklóru ve vesnicích do ložnic mladých dívek podle legendy vkrádá Orang Minyak, nahý černý naolejovaný muž, který je ve spojení s ďáblem.

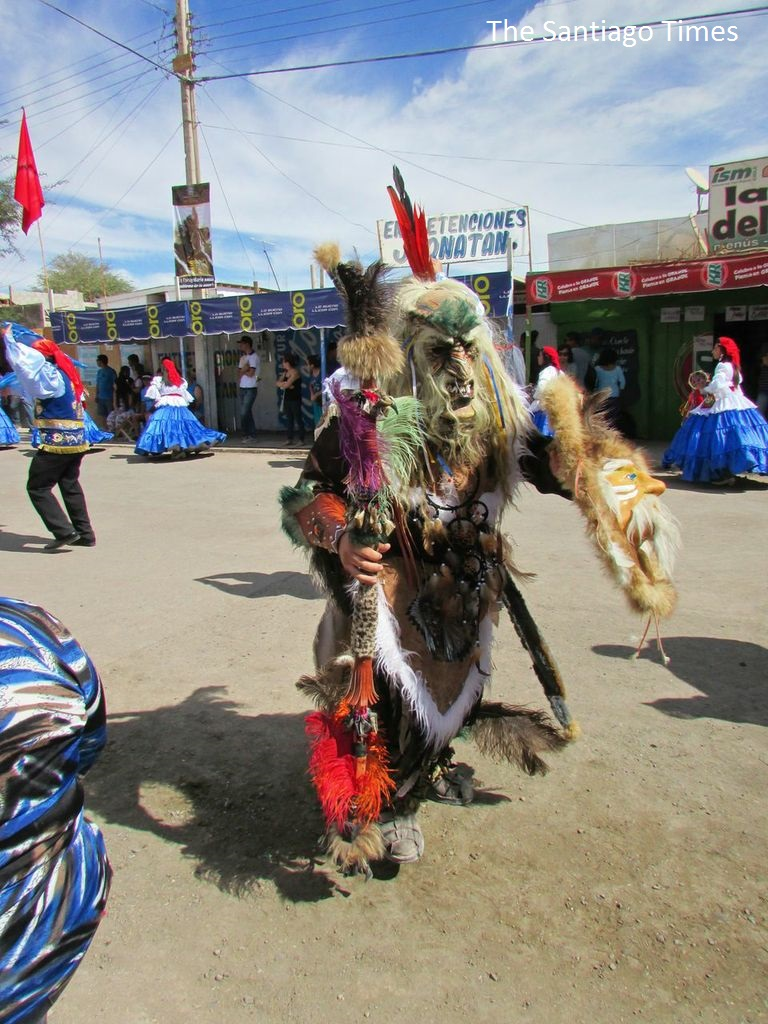
El Trauco
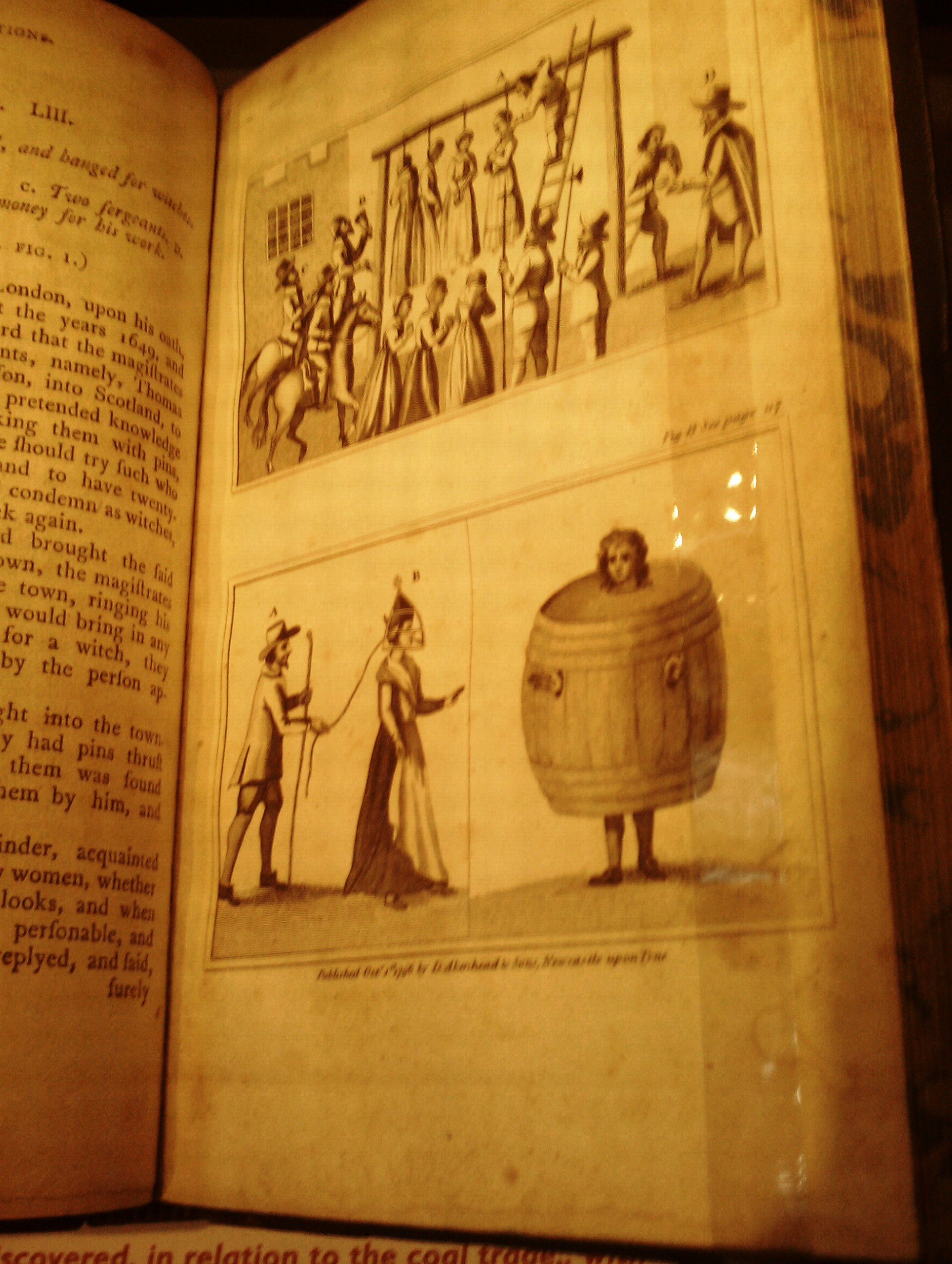
Malleus maleficarum
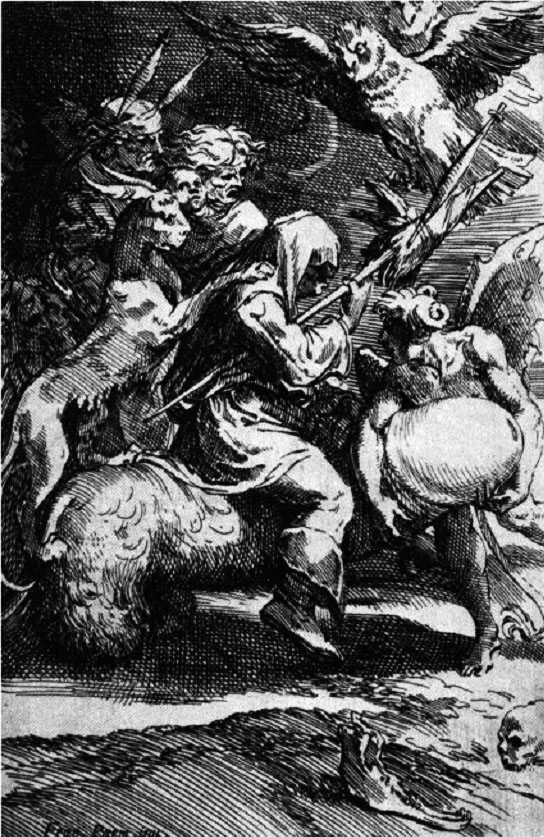
Sabat čarodějnic (1530)
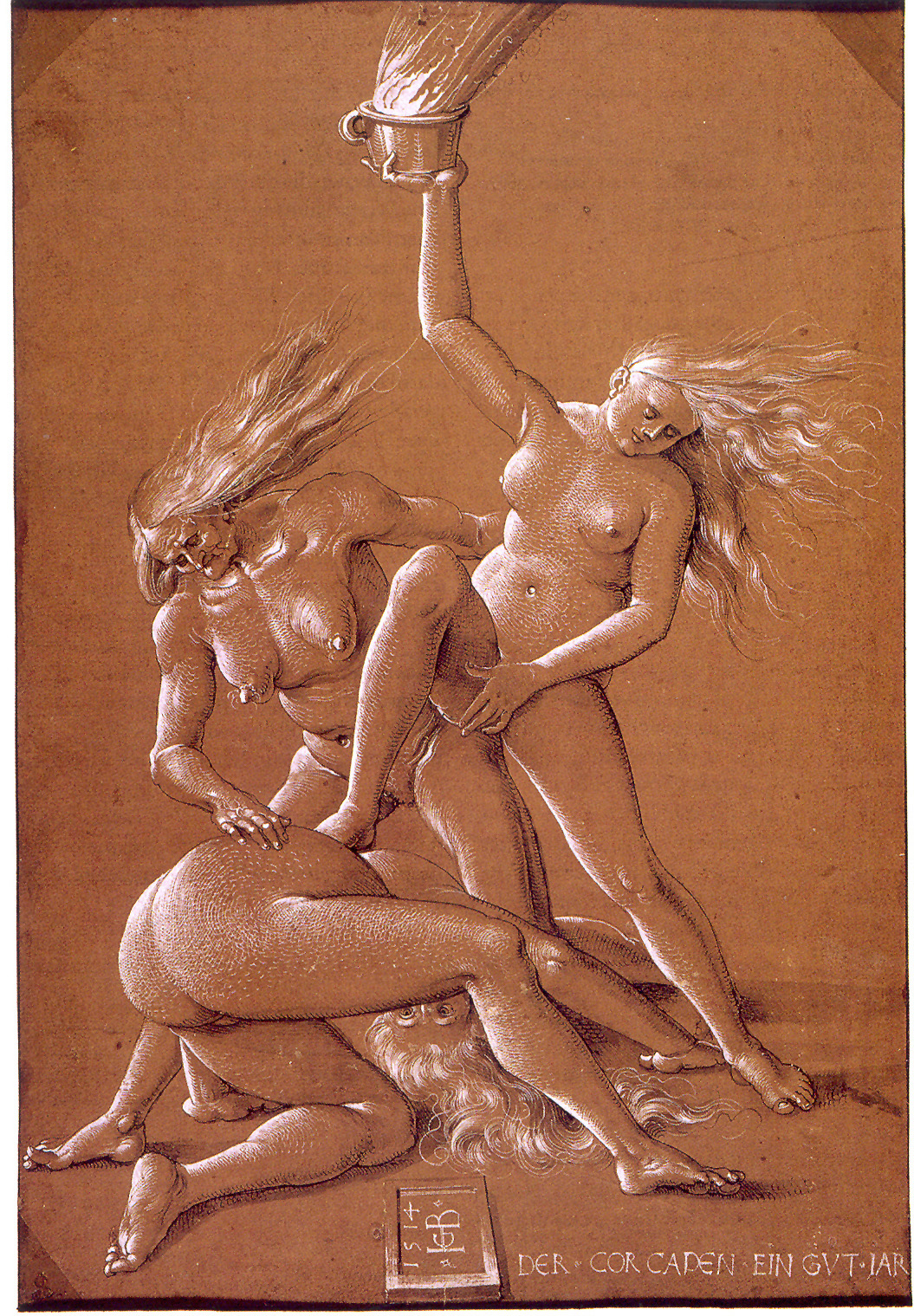
Novoroční pozdrav s třemi čarodějnicemi (1514)

## Umění a pohlavní styk
Označení co umění je nebo není je podle některých názorů je pouze nálepkou. Podle některých názorů je umění to, co za umění určitá společnost pokládá. Neexistuje žádný filosofický konsensus definující umění. Určování co je a co není umění považují někteří filosofové za škodlivé a projev ideologie. Umění je považováno za způsob komunikace a sebevyjádření se ve společnosti, a to i v souvislosti s tématem pohlavního styku.
Umělci tvořící výtvarná díla na náměty nahoty, pohlavního styku a pornografie dostávají v médiích často nálepku „provokující“, „šokující“, „kontroverzní“, „neslušní“ apod. Hans-Jürgen Döpp (* 1940) sexualitu chápe jako daný zákon přírody rozlišuje erotismus a erotické umění na straně jedné a sexualitu s pornografií na straně druhé. Pornografii definuje jako pouhý popis sexuální reality, většinou sloužící ke vzrušení pozorovatele. Proti tomu stojí erotismus, který je podmíněn společenským kontextem a jeho uměleckým ztvárněním (např. stylizace).
Podle jiných autorů je rozdíl mezi uměním a pornografií zcela jasně dán tím, že umění nemá erotický náboj: „Umělec… zprošťuje pohlaví jeho biologické funkce plození nových generací, kterou přespříliš trapně evokuje pornografický kýč, jestliže nastalým orgasmem skončil svůj dráždivý smysl..“ (Bohuslav Brouk)
„…morálka utváří se jen kamarádskými vztahy soužití, od člověka k člověku, rozkošný neúzkoprsý bontón.“ Karel Teige, Poetismus Karel Teige také tvrdí, že každé dílo, i když bez objektivního sexuálního náznaku, má i funkci erotickou.
Sigmund Freud vidí umělce jako egocentrické bytosti, „…jež jsou hnány zbytnělými pudovými požadavky k dosažení cti, moci, bohatství a lásky žen, avšak nemají prostředků, jak dosíci těchto výhod.“ a na uvolňují puzení ukájením ve svých fantaziích.
Rozdíl mezi pornografií a erotickým uměním je tedy v umění výrazně subjektivní a pohlavní styk explicitně zobrazující dílo může působit zcela asexuálně. Rozdíl není tedy dán obsahem díla, ale je velmi neurčitě dán jeho společenským kontextem, osobním postojem pozorovatele. Vnímání, zda jde o „Umění“ nebo pornografii, se odvíjí i od autora díla.
Umělecká díla s tématem erotiky přes prvoplánovou provokativnost podléhají cenzuře, musejí respektovat zákonná omezení, jsou ale do značné míry konformní s ohledem na spotřebitele. Paradoxně pornografie a erotika často používá symbolů, stylizace a zastřených náznaků k vyjádření sexuality a touhy, ale umění 20. a 21. století ukazuje a popisuje pohlavní styk a sexualitu otevřeně, popisně, jako výraz emocí nebo jindy politický projev.

### Výtvarné umění
Podle některých zdrojů je zobrazení sexuality ve výtvarném umění přiznáním tělesnosti a smrtelnosti. „Těla… působí obscénně, otevírají se kontinuitě. Obscénnost označuje neklid, který narušuje tělesný stav odpovídající vládě nad sebou,…. Ve hře orgánů mizejících v obnoveném splynutí podobném pohybu vln, které se navzájem prostupují a ztrácejí jedna v druhé, je naopak vyvlastnění.…“. S otevřenými symbolismy a experimenty v souvislosti pohlavním stykem je ve výtvarném uměním spojována Toyen (1902–1980).
Mezi nejznámější české autory fotografií s tematikou pohlavního styku patří Jan Saudek.

## Hospodářství
Některé druhy podnikání jsou závislé na poskytování nebo zobrazování pohlavního styku, zprostředkování nebo poradenství v této oblasti. Jde vesměs o ekonomicky lukrativní činnosti, v některých zemích ale trestné, ve většině jsou spojeny s veřejným odsouzením.

### Pornografie
Pornografie je pojem, který se objevuje v 19. století. Pornografii někteří definují jako vtíravé, zkreslené a nereálně zobrazené pohlavní styky. Pro vymezení pornografie je zdůrazňována absence vztahu ke skutečnému a mravnímu životu člověka, s tím že je lidství v pornografii redukováno na pudy a reakce na sexuální stimuly.
Jako pornografie byla odsuzována a pronásledována díla jako Poslední soud od Michelangela Buonarroti, Odysseus Jamese Joyce, Lolita Vladimira Nabokova, Obratník Raka a další díla od Henryho Millera a za pornografii je považováno i Padesát odstínů šedi. Za pornografii je ale někdy považován nejen pohlavní styk, ale i nahota nebo obnažené části lidského těla (především pohlavní orgány a ženská ňadra).
Podle České evangelikální aliance lze poznat pornografii podle následujících znaků: ukazuje ženy jako fyzické objekty, nepokouší se ukázat jiné, psychické vlastnosti žen, ukazuje pohlavní styk jako jedinou důležitou věc v heterosexuálním vztahu. Pornografie podle tohoto názoru nemůže nahradit dlouhodobou lásku a oddanost a produkuje jen krátkodobé vzrušení. Od učebnice medicíny a sexuálních manuálů, které mají výchovný záměr se pornografie liší v tom, že její jediný cíl je vzrušení a fantazie.
Pornografie je katolickou církví považována za těžký hřích podobně jako sebeukájení, smilstvo a homosexuální úkony. Důraz na odmítání pornografie vyplývá ze samotného postoje katolické církve k mravnosti: „Katechismus katolické církve definuje pornografii jako něco, co „uráží čistotu, protože znetvořuje manželský úkon, důvěrné darování jednoho manžela druhému.“. Skandály s vydáváním a prodejem pornografie a dětské pornografie se ale nevyhýbají ani nakladatelstvím církve a duchovním.
V ČR je v druhé dekádě 21. století pornografie pro dospělé již legální. Podle mínění tvůrců zákonných norem a zákonodárného sboru ale může pornografie a hrubé samoúčelné násilí vážně narušit fyzický, psychický nebo mravní vývoj dětí a mladistvých. Zcela nelegální v ČR je dětská pornografie. Státem dané omezení dostupnosti informací pro obyvatelstvo je závislé na legislativě.

### Prostituce
Prostitucí je poskytování sexuálních služeb (obvykle manuální stimulace, orální sex, pohlavní styk nebo anální sex) za úplatu nebo jakoukoli jinou protihodnotu. Pohlavní styk nabízí prostitut nebo prostitutka. Prostituci může organizovat kuplíř, slangově „pasák“. Prostituce je nazývána „nejstarší řemeslo“. Většinu prostituujících tvoří ženy, ale i většina prostitutů má mužskou klientelu.

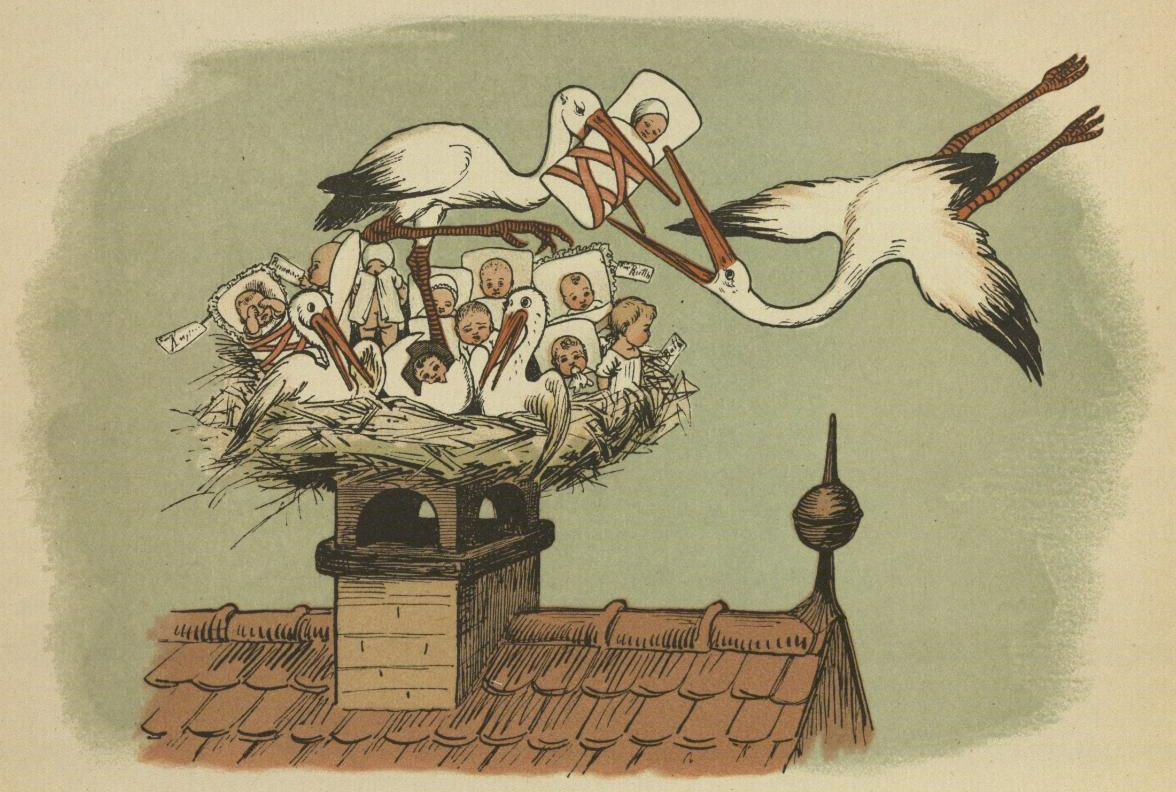
Některým dětem v minulosti nebyl pohlavní styk vysvětlován. Nemluvňata, podle vysvětlení rodičů, nosil čáp.

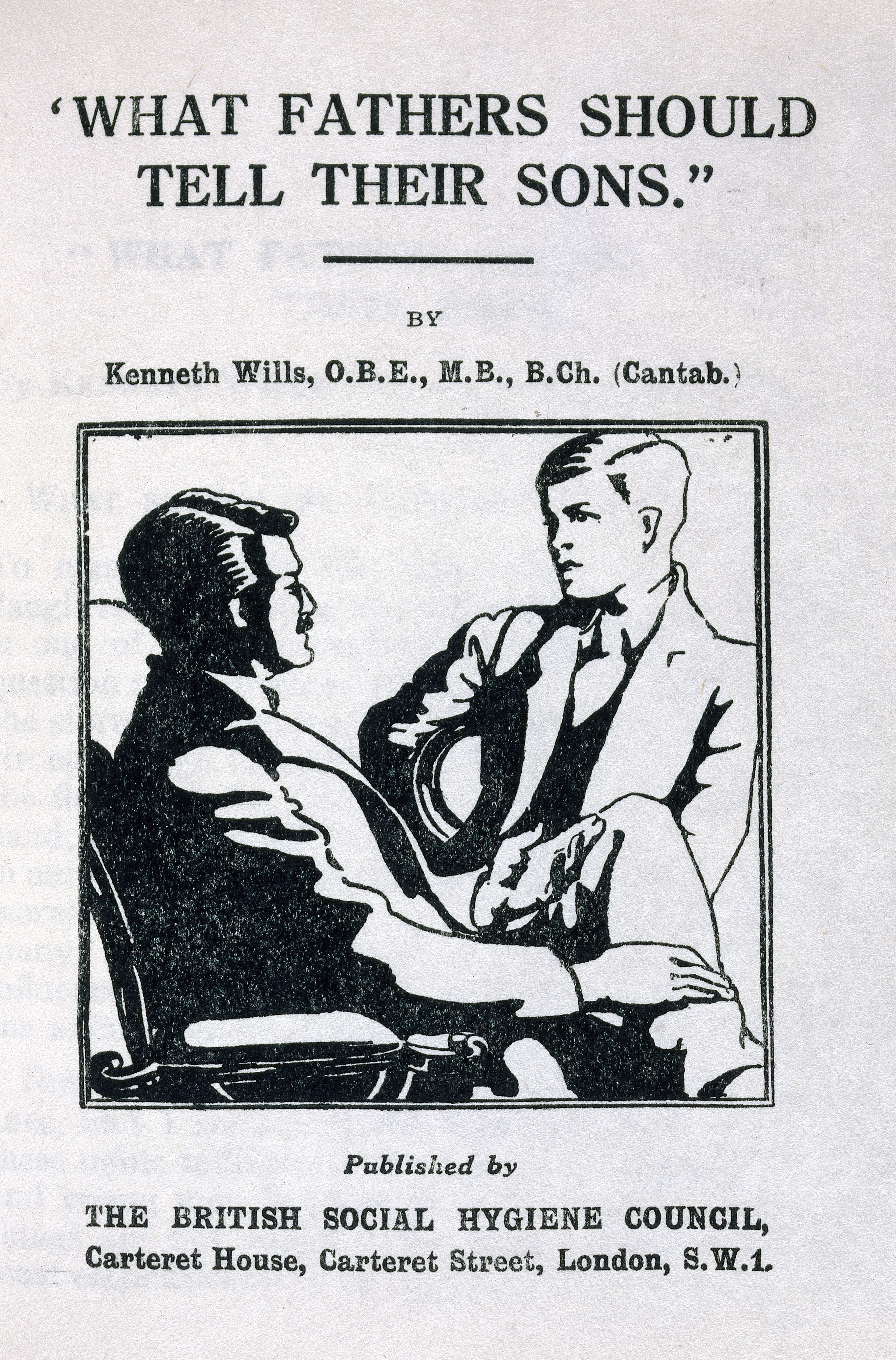
Přebal publikace Co by měl otec říci synovi (1933)

## Vzdělávání a informace
Tabuizování, odsuzování a zákazy sexuality během středověku podle některých autorů vedly k obecnému zhoršení chování. „Tam, kde převládaly takové názory na pohlaví, byly pohlavní styky, když k nim došlo, brutální a drsné, jako pití za prohibice.“
Nejčastějším zdrojem informací o sexualitě jsou i v 21. století pro děti kamarádi a spolužáci, tedy často smyšlené informace nebo „zkušenosti“ ze sledování pornofilmů. Přesto je zřejmý trend zlepšování stavu sexuální výchovy na školách. Změna je výsledkem celé řady systémových kroků jak ze strany Ministerstva školství mládeže a tělovýchovy, ale také celkovým zlepšujícím se povědomím veřejnosti o důležitosti výuky.
Názor na sexuální výchovu společnost rozděluje. Tradicionalisté se podle sexuologa R. Uzla soustřeďují na otázku kontroly sexuálního pudu; očekávají, že škola seznámí mládež s vědeckými poznatky a rodinná výchova doplní morální hodnoty. Progresivní část obyvatel pak předpokládá, že učitel bude předkládat biologické a sexuologické znalosti jako předpoklad svobodné diskuse v oblasti morálních hodnot, kde se žáci budou pokoušet vytvořit vlastní názor. Zcela u mládeže opět neuspěje další část obyvatel s křesťanskou antisexuální výchovou, která považuje lidskou sexualitu výhradně za nástroj rozmnožování v manželství.
Sexuální výchova v ČR, včetně poučení týkající se pohlavního styku, je v 21. století víceméně závislá na výchově v rodině. Témata okolo pohlavního styku a sexuality vůbec jsou sice ve společnosti diskutovány, ale vlastní sexuální výchova je zbytečně tabuizována. Škola může v oblasti sexuality zajistit kvalitní základní poučení a výchovu, která v rodině může být nedostačující. Je velmi důležité, aby děti odcházely do života vybaveny přesvědčením, že sexualita je přirozenou součástí lidského života.
Česká biskupská konference a Výbor na obranu rodičovských práv (VORP) za podpory Akce D.O.S.T. se v roce 2010 pokusila prosadit zákaz nebo omezení sexuální výchovy jako vyučovacího předmětu v plánovaných osnov povinné výuky v ČR. Akce probíhala pod heslem „Opravdu chcete, aby se vaše děti učily na základní škole souložit bez zábran a výčitek s kýmkoli, kdekoli a jakkoli?“ Navrhovaným alternativním řešením odpůrců sexuální výchovy jsou abstinenční programy, „Č a Z“ programy, tedy „Programy čistoty a zdrženlivosti“, kdy pedagog učí dospívající mládež „prostě říct NE“ pohlavnímu styku.
V USA je debata, která se týká školní sexuální výchovy, součástí politického boje konzervativních katolíků a evangelikánských křesťanů, a podle některých názorů je i je nástrojem pro vzestup politické moci. Spojení dětství či mládí se sexualitou je v důsledku toho patologizováno a místo sexuální výchovy je prosazována abstinence.
Konzervativní odpůrci sexuální výchovy apelují na morálku, normy, tradiční hodnoty a řád. Upozorňují na pro současnou společnost devastující následky stávající sexuální výchovy na děti, jako je delikvence mladistvých, rozpad rodiny, potraty, eutanazie.„Četné případy gangsterství, prostituce a kriminality u 10–12letých pramení z násilného přerušení normálního pohlavního vývoje před pubertou a školní sexuální výchovou a předčasně probuzeným zájmem o pohlavní styk.“
VORP se dočkal i mediální kritiky, avšak MUDr. Ilona Burdová jako zastánce odporu proti sexuální výchově tvrdila (2011), že VORP nebojuje proti sexuální výchově (dále SV) jako takové, ale možnosti konzervativních rodičů ve škole (nebo jinde) děti sexuálně nevyučovat.
Výzkumy v oblasti sexuální výchovy potvrdily, že poučená mládež začíná s pohlavními styky později než nepoučená. Sexuální výchova má zřetelný vliv na snížení výskytu sexuálně přenosných nemocí a výskyt nechtěných těhotenství a potratů. Naopak nepoučená mládež v rámci kampaní sexuální abstinence se podle statistik snadno nakazí pohlavními chorobami a dochází častěji k nechtěným těhotenstvím. Snahy o předmanželskou sexuální abstinenci mládeže a omezení sexuální výchovy jsou podle průzkumů v USA kontraproduktivní.
V ČR se cíleně osvětou v souvislosti pohlavním stykem, včetně sexuální výchovy dětí i zletilých, zabývá Společnost pro plánování rodiny a sexuální výchovu která je členem mezinárodní International Planned Parenthood Federation (IPPF).

## Pravidla
Při pohlavním styku je vhodné domluvit se s partnerem na jeho přáních a především na tom co si nepřeje. Vyplatí se poslouchat názory partnera a být ohleduplný, snažit se jej potěšit nikoliv ovládat. I sadomasochistické hry během pohlavního styku jsou jen hry. Pokud není partner při pohlavním styku rovnocenným partnerem, pak není považován ve vztahu za rovnocennou osobu.
Různé pohledy na sexualitu vyjadřují v různých zemích různě omezující restriktivní zákony proti některým druhům sexuálních aktivit. Ani neexistence pravidel nemůže ospravedlnit hrubé, neuctivé, nepoctivé chování, pokus úmyslně ublížit jinému člověku. Obecně ovšem platí, že společenská pravidla „správného“ praktikování pohlavního styku a skutečné praktikování pohlavního styku se někdy mohou lišit. To je předmětem nekonečných filosofických debat.
V některých společnostech je považován za jedinou „přijatelnou“ sexuální aktivitu koitus, případně jen aktivity přímo směřující k rozmnožování. Co je „přiměřený“ a „nepřiměřený“ sexuální styk, relativně přesně definují téměř všechny lidské společnosti. Toto přesné určení se však v průběhu doby obvykle měnilo a mění. Zákon mohl a může například zahrnovat zákazy sexuálního styku:
- v některých specifických pozicích, případně ve všech kromě uznané (uznaných)
- mezi partnery bez oficiálně uznaného svazku, tj. manželství,
- v cizoložství,
- v nižším, než minimálním věku (pohlavní) dospělosti,
- s blízkým příbuzným, tj. incestu,
- během menstruace ženy,
- lidí stejného pohlaví; některé společnosti ale naopak připouštěly homosexualitu
- s osobou proti její vůli, tj. znásilnění,
- mezi různými kastami, kulturami, vyznáními, rasami, atp.
- mezi otroky, spolupracovníky, podřízenými a nadřízenými, osobami v celibátu, chovanci ústavů, vězni nebo pacienty
- za některých okolností, například na veřejnosti, na pracovišti.

V ČR je toto definováno v účinném trestním zákoníku vyhlášeném ve Sbírce zákonů pod číslem 40/2009 Sb.

## Odmítání pohlavního styku

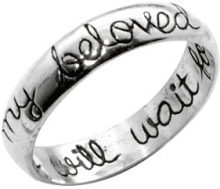
Prsten čistoty, organizace sdružující sexuální abstinenty, mladé křesťanské jedince, odmítající sexuální styk s nápisem „Čekám na milovaného.“

Alfred Kinsey ve svých proslulých studiích popsal ve statistikách 1,5 % Američanů jako „kategorii X“, osoby, které nemají žádné sexuální kontakty.
Asexualita
Asexualita je definována jako sexuální orientace vyznačující se absencí sexuální přitažlivosti nebo jako absence sexuální orientace. Podobně jako heterosexuálové, bisexuálové či homosexuálové, asexuální lidé představují specifickou sexuální menšinu.
Sexuální abstinence
V rámci sexuální abstinence se odmítání pohlavního styku na základě osobního psychosomatického prožitku (trauma, znásilnění, nepříjemné pocity) odlišuje od organizovaného, osobou veřejně sdělovaného faktu odmítání pohlavního styku na jenž je součástí filosofického přesvědčení, má sociální základ.
Omezení sexuálního chování se může vztahovat jen na penilně-vaginální styk. Některé z uvedených osob tak mohou běžně praktikovat jiné druhy sexuálních praktik (orální nebo anální sex), které osobně nedefinují jako pohlavní styk, s tím, že panenství ztrácejí až s penilně-vaginálním stykem. Tyto pohlavní styky provádí nepoučená mládež obvykle bez ochrany a poučení; výsledek je, ohledně pohlavních infekcí, tragický.
Nejvýznamnější organizací prosazující programy sexuální abstinence před svatbou je Silver Ring Thing působící v USA, Jihoafrické republice a Spojeném království.
Syndrom celibátu
Podle mediálních zpráv je v Japonsku fenoménem sexuální abstinence, pokles zájmu o pohlavní styky mezi lidmi a následující pokles porodnosti. Podle dostupných zdrojů nejde o dobrovolný celibát, ale symptom spojený s depresí, následek ekonomického poklesu během posledních dvaceti let japonští muži ztratili sexuální sebedůvěru a odvahu najít si partnera. Polovina Japonců a 45 procent všech sezdaných lidí totiž připustilo, že v předchozím měsíci neměli pohlavní styk. Pohlavní styk vůbec nikdy nezažila čtvrtina třicetiletých Japonců. Z respondentů 21 procent dotázaných mužů uvádělo příliš velkou únavu po práci. Asi 25 % žen uvedlo, že sex je otravný, 18 procent z pohlavního styku cítilo přílišnou únavu. Asi 16 procent mužů s pohlavním stykem přestalo, když jejich žena porodila.
Na trhu chybí jakékoliv seriózní publikace o sexualitě a sexuálním životě, jediným dostupným zdrojem je pornografie. Do konce 20. století byly partnerské vztahy v Japonsku upravovány přísnými a ritualizovanými mravními pravidly, Japonci jsou po uvolnění přísných pravidel neschopni i sami si vyhledat partnera. Jako další možné důvody celibátu jsou uváděny vysoké náklady na výchovu dětí i nedostatek dětských zařízení pro pracující matky, stres, nedostatek soukromí v ubytovacím zařízení a nezájem o pohlavní styk. Jev má v Japonsku označení 症候群 (v anglickém přepisu sekkusu shinai shokogun), syndrom celibátu. Problém široce rozebírá magazín Guardian. Je poukazováno na trendy, které jsou v rozporu s japonskými tradicemi – „býložraví muži“ (bez ambicí a sexuální touhy) a „masožravé ženy“ (pracující ženy). Japonské ženy podle jednoho ze zdrojů přirovnávají manželství a mateřství k smrti, a místo rodinného života pracují, protože ukončení pracovního poměru jednoho z partnerů výrazně snižuje ekonomickou úroveň. Děti jsou v Japonsku vnímány jako finanční a sociální zátěž. Ekonomické postavení a příjem je úzce spjat s pojmem sebeúcty.
Aktivista a sociolog Šingo Sakacume se pokouší cvičit náhodně vybrané dvojice mladých lidí ve vzájemné komunikaci a prostřednictví kursů kresby aktů se snaží omezit sexuální stud i u osob středního věku.
Kritika argumentuje, že trend není výhradně japonský. Bloggery je kritizován fakt, že je směšována sexualita a porodnost, jevy, které jsou podle nich zcela nesouvisející. Tuto nejvýznamnější kritiku shrnuje především médium „The Gospel and Politics“ („Církev a politika“).
ČR je v porodnosti celosvětově na třetím místě od konce, hned za Japonskem a Jižní Koreou, dávno poklesla pod hranici prosté reprodukce. Roste počet sexuálně abstinujících. Ekonomka Lenka Vytlačilová ukazuje že ekonomicky se dítě ve společnosti „ …proměnilo ze střednědobé investice na luxusní výrobek.“ Mzdy v ČR umožňují mnohdy pouhé přežití.
"Není třeba být pesimistou. Na panictví se koneckonců neumírá,…" padesátiletý panic, architekt Takaši Sakai.

## Mezidruhové a mezirasové pohlavní styky
Mezirasové pohlavní styky byly v některých kulturách potlačovány, někdy i postaveny mimo zákon. Mezidruhové pohlavní styky mezi savci jsou relativně běžné, mezi lidmi a zvířaty mohou být považovány v některých zemích za nezákonné. Zákon pohlavní styk se zvířetem v těchto zemích považuje obvykle za týrání. Sexuální příchylnost ke zvířatům je někdy nazývána zoofilie a může nebo nemusí být považována za sexuální úchylku, parafilii. Někteří sexuologové, jako například Hani Miletski, tvrdí, že nejde o psychopatické chování a sodomii, sexuální příchylnost ke zvířatům považují spíše jen za druh sexuální preference a nazývají ji zoosexualita, Nicméně uvádí že psychopaté, jako jiní lidé, technicky vzato mohou mít pochopitelně sex s kýmkoliv a ublížit mu.